# 僕のヒーローアカデミア
『僕のヒーローアカデミア』（ぼくのヒーローアカデミア、My Hero Academia）は、堀越耕平による日本の漫画。『週刊少年ジャンプ』（集英社）において、2014年32号から2024年36・37合併号まで連載された。略称は「ヒロアカ」。
「“無個性”」だった主人公が最高のヒーローを目指して成長していくヒーロー漫画作品。堀越耕平にとって3作目の連載作品となる。『赤マルジャンプ』2008 WINTERに掲載された読切『僕のヒーロー』を基に構想された。
2015年1月、『VOMIC TV!』で「VOMIC」が放送された。同年11月、週刊少年ジャンプ2015年49号にてテレビアニメ化が発表された。同年11月9日より「少年ジャンプ+」にて、スピンオフ作品となるコメディ漫画『僕のヒーローアカデミア すまっしゅ!!』が連載された。
2019年春には「『僕のヒーローアカデミア』The“Ultra”Stage」のタイトルで舞台化され、東京と大阪で公演された。同年、ハーベイ賞BestManga部門を受賞した。

## 制作背景
堀越はデビュー翌年に『赤マルジャンプ』2008 WINTERにて読切漫画『僕のヒーロー』を発表。その後も『逢魔ヶ刻動物園』や『戦星のバルジ』を連載する。しかし『戦星のバルジ』は短期間で連載が終わり、堀越は精神的に落ち込んで創作活動が停滞してしまう。そこで過去の読切作品の中から、思い入れがあり、1番書きやすかった『僕のヒーロー』を元に本作の構想が練られた。堀越はヒーロー物が好きなので感性を込めて描けそうだったことが決め手になったという。『僕のヒーロー』から「ヒーローが日常にいる」という設定などを引き継ぎ、新たに『僕のヒーローアカデミア』という作品が生まれた。
また、出久のキャラクターは『戦星のバルジ』2巻に描下ろされたあとがき漫画『獄宴編』の主人公が元になっている。それを見た堀越の担当編集者は「君は悟空やルフィのような主人公は描けなかったが、こういうオタクっぽい奴なら描ける」と評価していた。
連載当初は公式な略称は定まっておらず、『僕ヒロ』『僕アカ』などいくつか存在していたが、アニメのテレビシリーズ開始以降は公式な場での略称は『ヒロアカ』で統一されている。

## テーマ・作風
堀越は、ヒーローのかっこよさは「戦闘じゃなくて人を救うこと」にあると語っていた。そのため、主人公の出久も人を助けるときには悩まずに飛び出せる人物として描かれている。また、出久のセリフや行動を自然に描くことができるので、頭で考えるより勢いで描いているとのこと。しかし連載が続くにつれて「いろんな価値観でそれぞれのキャラクターが動き始めた」ため、ヒーロー像をひとまとめにすることをやめ、「ヒーローってなんなんだろう」ということを考えて描くようになっていったという。
キャラクターデザインでは、「目のアップだけでもキャラが判別できる」ようになっている。堀越は、岸本斉史の漫画『NARUTO -ナルト-』の影響で「手は顔の次に感情が出る」と考えるようになり、特に必要がなくても積極的に手を描いている と語っている。
「ヒーロー」を作品のテーマにしていることもあり、随所にアメリカン・コミックスのヒーロー作品を意識した演出が見られる。堀越は本作の発想の元について「アメコミの『X-MEN』などのマーベル・コミックの作品の影響は大きいと思います」と語っている。
物語の要所要所で作中の出来事を振り返る出久のモノローグが挿入される回想録的な手法を採用している。第1話では出久が「僕が“最高のヒーロー”になるまでの物語」と独白している。
本作のヒーローは資本主義的精神に則り経済活動や競争を行う主体でありながら、同時に高い職業倫理を持ち、匿名の人々を「救ける」救済者としても描かれる。一方で主人公の出久はヒーローの持つ自己犠牲や社会奉仕の理念・理想を求める求道者として描かれ、自己絶対化が回避されている。これによって本作は資本主義的精神の上に社会的倫理観を位置づけることに成功したと評される。従来のジャンプ作品主人公は冒険や戦闘がメインで、誰かを救済する事は付随的に描かれる傾向が強かったが、本作はジャンプ王道の枠内で他者の救済を真に価値あるものとして描いている点で画期的であるとされる。
堀越は本作について「話の縦糸」である「デクとオールマイトの物語」はあまり明るくないとしている。これは現代日本の社会問題が反映されているためという見方がある。本作はユーモアによって暗さを抑えつつ、「笑い」を自己が不安に耐え、他者を励ますための倫理的手段として描いている。そうすることでヒーローを相対化し、多様な意見の存在を前提としつつ、王道の少年漫画として理念・理想を保ち続けることができたとみなされている。
話数カウントは「No.○○」。単行本ジャンプ コミックスの巻数表記は「Vol.○○」。単行本にはおまけ的要素が多くあり、カバー裏の本体表紙にはキャラクターの構想案が、裏表紙ではキャラクターの次巻予告的なものが掲載されている。カバーの折り込み部分にもおまけ絵がある。

## 反響・評価
連載が始まった早い段階から注目されており、単行本2巻が発売された頃には「次世代少年マンガの雄たる作品」とも評された。2018年時点では、『ONE PIECE』『HUNTER×HUNTER』に続き、『ハイキュー!!』と並ぶ『週刊少年ジャンプ』の人気作であるとされた。
2014年11月のコミックス第1巻発売時には即完売状態となり、発売翌月には発行部数は30万部を突破している。2024年4月4日発売の第40巻の発売をもって、デジタル版を含む国内累計発行部数が約6000万部、海外累計発行部数が約4000万部、シリーズの全世界累計発行部数が1億部の大台を突破した。
漫画家の麻生周一は、2016年4月時点でお勧めの漫画として本作を挙げている。
アメリカやフランスなどでも高い人気を誇り、現地のMANGA市場を牽引する存在になっている。アメリカのオンライン雑誌ICv2の調査によると、2018年9月から10月にアメリカで売れた日本の漫画トップ10にランクインされ、このときは1位を獲得している。
2019年にはハーベイ賞BestManga部門を受賞した。

## あらすじ
雄英高校入学編（第1巻 - 第2巻）
中国の軽慶市での「発光する赤児」の報道以来世界各地で超常現象が報告され、世界総人口の約8割が超常能力“個性”を持つに至った超人社会。“個性”を悪用する敵（ヴィラン）を“個性”を発揮して取り締まるヒーローは人々に讃えられていた。主人公の緑谷出久も幼い頃から平和の象徴と謳われるヒーローオールマイトに憧れていた。出久は超常能力が発現しない“無個性”だったが、ヒーローになるという夢を諦めきれず、偉大なヒーローを多く輩出してきた偏差値79の国立雄英高校の難関ヒーロー科への進学を目指すが、幼馴染みで優秀な“個性”を持つ爆豪勝己をはじめとした周囲からは「合格は絶望的」と馬鹿にされていた。
中学3年生時のある日、出久はヘドロ・ヴィランに襲われてオールマイトに救われる。出久はオールマイトに“個性”がなくてもヒーローになれるかを質問。その際、オールマイトは突然目の前で痩せ衰えた姿トゥルーフォームになってしまう。オールマイトは約5年前に敵との戦いで重傷を負い、後遺症で“個性”の活動時間にも制限があるという秘密を明かし、出久に“個性”があっても命懸けの職務であるヒーローを諦めるよう促す。その直後、出久はオールマイトから逃亡したヘドロ・ヴィランが、爆豪を人質にしている現場に遭遇する。この時、自らを顧みず爆豪をなりふり構わず救おうとする「ヒーローとしての素質」を示したことで、出久はオールマイトに「君はヒーローになれる」と認められる。そして出久は、他者に譲渡することが出来るオールマイトの“個性”のワン・フォー・オールの後継者に指名される。
オールマイトの指導の元、身体を鍛える努力の末に“個性”を受け継いだ出久は、高倍率の入学試験を突破し雄英高校への合格を果たす。出久は、爆豪や入試で知り合った麗日お茶子や飯田天哉、推薦枠で入学した轟焦凍と共に1-Aクラスとなり、担任の相澤消太、教師として赴任したオールマイト、全員が現役のヒーローで構成された教師陣の下で、個性的な仲間たちと共にヒーローを目指す。
しかし、平和の象徴であるオールマイトの抹殺を目論む敵（ヴィラン）連合が、様々なヴィランを結集させて動き出していた。
USJ襲撃事件編（第2巻 - 第3巻）
入学したものの、出久は受け継いだ“個性”による強大なパワーを上手く使いこなせず、入試や授業の実技では“個性”を使用しては、力の反動で体に大きなダメージを負う状況を避けられずにいた。
そんな頃、死柄木弔の率いるヴィラン連合は、隔絶した施設である「ウソの災害や事故ルーム（USJ）」で初めての災害救助訓練授業中の1-Aの前に現れる。ヴィラン連合はオールマイトを狙っての襲撃作戦だったが、活動限界の問題で予定を変更し不在だった。多勢のヴィランを相手に相澤や災害救助科目担当教師の13号が奮闘するが、改造怪人の脳無とワープゲートの黒霧に倒される。少人数ずつに分断され、ヴィランの脅威にさらされた生徒たちは、それぞれで戦うことになる。出久も「水難ゾーン」で蛙吹梅雨と峰田実の3人で協力してピンチを乗り切る。高速で移動する“個性”を持つ飯田は、助けを求めるためにUSJを脱出する。いち早く危機を察知して駆けつけたオールマイトは、「対オールマイト用」脳無と戦闘し撃退すると同時に、活動限界を迎えてしまう。オールマイトは死柄木に追い詰められるが、出久が救けに割って入ったことと、飯田が呼んできた教師陣が到着したことで危機を脱する。教師たちは死柄木が同伴した大勢のヴィランを捕縛するが、死柄木と黒霧に逃げられる。オールマイトは出久に、今回の戦いで無理をしたため、活動限界はさらに短くなったと告げる。
雄英体育祭編（第3巻 - 第5巻）
USJの襲撃事件の2週間後に迫っていた雄英体育祭は、警備強化の上で予定通り行われることになる。雄英体育祭は、日本のビックイベントの1つとまで言われるもので、全国のプロヒーローはスカウト目的で見るものでもあり、この場でプロに見込まれれば将来が拓けることになる。そんな時、出久はオールマイトに呼び出され、自分の後継者として体育祭で名を轟かせてほしいと頼まれる。
障害物競争
体育祭当日は、USJの件もあり例年より1年ステージに注目が集まっていた。1年ステージ主審のミッドナイトによる司会進行、実況はプレゼント・マイク、イレイザー・ヘッドの解説で始まり、今年の第1予選である第1競技は障害物競争で、スタジアム外周約4キロをコースを総勢11クラスが同時にスタートする。スタートと同時に“個性”の「氷結」によって後続を妨害する轟がリードし、それを爆豪が追いかける展開になる。最終関門の地雷原には、この2人が先に突入し、遅れて入った出久は未だ調整できない自身の“個性”を使わずに、拾ったロボット装甲に乗って地雷源にダイブし爆発を利用し前へ飛ぶことでトップ2人を抜き、障害物競争を第1位でスタジアムに帰って来る。予選通過は上位42名で、1位緑谷出久、2位轟焦凍、3位爆豪勝己となる。
騎馬戦
予選を通過した42名で行われる第2競技は騎馬戦。基本は普通のものと同じルールだが、騎馬が崩れてもアウトにはならず、第1競技の結果に応じて各自にポイントが振り分けられ、15分間に騎馬構成員の合計ポイントを記した鉢巻を奪い合って、獲得したポイントで勝敗を決し、上位4チームまでが決勝戦に進めるというもの。2位3位が200余ポイントであるのに対し、1位だった出久には飛び抜けた一千万ポイントが与えられたため、上位の人ほど狙われるルールの中で、チーム決めの交渉タイムで出久は避けられてしまう。しかし、「仲良い人」という理由のお茶子と、目立つこと目当てのサポート科の発目明からチームを申し込まれる。出久は飯田にも声をかけるが、飯田は出久に挑戦するとして断ったため、同じA組の常闇踏陰を加えた4人で騎馬戦に臨むことになる。
爆豪は切島鋭児郎、瀬呂範太、芦戸三奈と組み、轟は飯田、八百万百、上鳴電気と組んだ。出久は、圧倒的なポイント数で周りから狙われるが、発目の自作したサポートアイテムやお茶子の“個性”で機動性を高め、常闇の“個性”黒影(ダークシャドウ)の全方位中距離防御で激しい攻撃をしのぐ。その間、爆豪チームはB組の物間寧人のチームにポイントを奪われてしまう。さらに激しい嫌味で煽られた爆豪は、物間の立てた作戦の合理性をも凌駕する勝利への強烈な執念で、物間の持つ全てのポイントを奪取してみせる。
一方、残り時間半分の時点で轟チームと対峙した出久チームは、残り1分まで攻勢を耐えていたが、これまで知らされていなかった飯田のレシプロ・バーストによってポイントを奪われてしまった。残り20秒弱、出久がワン・フォー・オールを使ったことで動揺した轟から常闇が高ポイントの鉢巻を1枚奪い、結果は1位轟チーム、2位爆豪チーム、3位は普通科の心操人使チーム、4位緑谷チームとなった。
決勝戦は総勢16名からなるトーナメント形式の1対1の対戦方式。ルールは相手を場外に落とすか、行動不能にするか、降参の意志を示させることが勝利の条件。
決勝1回戦
組み合わせが決定し第1回戦の第1試合、緑谷×心操のバトルが始まる。心操の“個性”は、彼の問いかけに答えた者を言いなりにするという洗脳で、心操は出久を挑発し応答させることに成功する。出久は洗脳によってライン際まで行ってしまうが、一瞬、指先だけ動き“個性”を暴発させて、その衝撃で洗脳を解いて心操を場外へ投げ出し勝利する。
第2試合は轟×瀬呂は轟の勝利。第3試合は上鳴×B組の塩崎は塩崎の勝利。第4試合の飯田×発目は、発目が自分のサポートアイテムを宣伝しまくった後に、自ら場外に出て飯田の勝利。第5試合の芦戸×青山は芦戸の勝利。第6試合は常闇×八百万は常闇の勝利で、なすすべ無く瞬殺された推薦入学者である八百万は深く自信喪失する。第7試合、切島×B組鉄哲は切島の勝利。そして第8試合は爆豪×麗日。出久はお茶子に策を授けようとするが、騎馬戦で出久に挑戦した飯田を見て、自分は出久に甘えていたのではないかと反省し、策を断り自力で闘う覚悟を決める。お茶子の“個性”で浮かすには触れなければならないため速攻を行うが、爆豪は持ち前の運動神経で迎撃をしてお茶子を近づけさせない。お茶子は低姿勢の突進し続けることで、爆豪の打点を下に集中させ爆破で瓦礫を発生させ、それを空中に浮かせて瓦礫の流星群を降らせることで出来るであろう隙に間合いを詰め浮かせようとするが、爆豪の最大火力の爆破で消し尽くされてしまう。お茶子は限界がきて行動不能で爆豪の勝利となり、決勝第1回戦は終了する。
決勝2回戦
第2回戦第1試合は緑谷×轟。出久はそのときに制御できる5％の出力ではなく、100％の力をもって迫ってくる轟の氷結を次々と破っていくが、あっという間に両手が壊れていく。しかし轟も自身が冷気に耐えられる限度があるため、氷結が弱まり動きも鈍くなってくる。轟は左から発生する“個性”で熱を使えば解決するものの、父から受け継いだ炎は使わずに父親の拘る1番になることで、母親を苦しめた父親のエンデヴァーを完全否定をしようとしていたため使おうとはしない。轟の家庭の事情と決意を明かされていた出久は過去に縛られている轟を救うため、受け継いだ“個性”であっても、自らの力であることには違いがないと檄を飛ばす。轟は出久の言葉によって自分の本来の望みや「なりたい自分になって」という母の願いを思い出し遂に炎をも使い両者が全力でぶつかり合う。その結果出久は場外へ吹き飛ばされ轟の勝利となった。出久は大怪我を負い、ベスト8で敗退という結果で終わってしまったが、オールマイトは轟への対処について、余計なお世話はヒーローの本質であり、出久にしか導きだせないものがあると激励する。第2回戦の他の試合も終了し、轟、飯田、常闇、爆豪がベスト4に駒を進めた。
準決勝と決勝
準決勝第1試合の轟×飯田。飯田がレシプロで場外へ投げ飛ばそうとするが、轟が飯田のマフラーを氷で塞ぎ、動きを止めて氷結で行動不能にして勝利。第2試合の常闇×爆豪。常闇の弱点である光をフルカウルで爆豪が戦闘中に暴き、爆発の閃光で常闇を降参に追い込み、爆豪の勝利となる。決勝の轟×爆豪の戦いは、爆豪が優勢に立って轟を追い込んでいくが、ライバル視している出久には見せた炎は使わないでいる轟に怒りを露わにし、炎を使わせようと大技榴弾砲着弾(ハウザーインパクト)を繰り出す。轟は炎を使おうとするが、迷いから消してしまって爆豪の技が決まり、轟は場外に吹き飛び爆豪の優勝となるが、爆豪は全力のぶつかり合いではない勝利に不本意から怒りまくった。
雄英体育祭1年ステージの結果は1位爆豪勝己、2位轟焦凍、3位常闇踏影となった。常闇と同じ3位の飯田は、兄のプロヒーローインゲニウムがヴィランにやられたため、体育祭を早退してしまっていた。こうして体育祭は終了し、轟も自分の迷いの原因である過去を清算するために入院中の母親の元へと向かう。これを機に出久たちを取り巻く環境が変化を見せ始めていく。

保須市襲撃事件編（第6巻 - 第7巻）
出久は職場体験にて、オールマイトの恩師であるグラントリノに指名され、彼の下で「ワン・フォー・オール」を使いこなす技術を磨き上げる。
一方、飯田は兄のインゲニウムを襲撃し引退に追い込んだヴィラン・ステインを探し出すために、職場体験を保須市に選択し向かう。
夏の林間合宿編（第7巻 - 第10巻）
ヴィランの活動が活発化に伴い、事態を急いだ雄英側は本来2年生で取得する仮免に1年生を合格させるため、夏の林間合宿を敢行する。しかしその場にもヴィラン連合による襲撃が発生する。
神野区の悪夢編（第10巻 - 第11巻）
オールマイトとヴィラン連合の黒幕オール・フォー・ワンとの全面衝突が起きる。
プロヒーロー仮免試験編（第11巻 - 第14巻）
事件が落ち着き全寮制となった雄英生達に、夏の林間合宿で出来なかった仮免合格のための特訓の日々が始まり、そして遂に仮免試験の日を迎える。
ヒーローインターン編（第14巻 - 第18巻）
仮免試験に合格した出久らは、職場体験の発展型であるヒーローインターンを行うことになる。出久は説明にやってきたヒーロー科3年の通形ミリオの紹介で、オールマイトの元サイドキックだったサー・ナイトアイの下でインターンを行うこととなるが、同時期に作中では絶滅危惧種とされていた極道「死穢八斎會」の若頭オーバーホールが極道復興のためにある壮大な計画を実行しようと画策していた。
雄英文化祭編（第19巻 - 第20巻）
ヴィランの活動が活発する中、ヒーロー科を除く他科の見せ場となる「文化祭」が開催される。1-Aもクラス総出で他のクラスを元気付けるため「パリピ空間の提供」という出し物に決めて各々で準備を進める。
しかしその文化祭を狙って、動画界のヴィラン・ジェントル・クリミナルが暗躍する。偶然ジェントル・クリミナルに出くわした出久は無事文化祭を開催するため単身で戦いを挑む。互いに譲れない想いをぶつけ合い、出久はジェントル・クリミナルに勝利し、文化祭は無事開催される。
出久はその足ですぐさまAM10:00に始まる1-Aの出し物に参加。1-Aの全員で考え抜いたパフォーマンスによって観客の度肝を抜き会場を沸かせた。その場に来ていた壊理も笑顔となった。
新たな驚異・脳無：ハイエンド編（第20巻 - 第21巻）
オールマイトがいないヒーロービルボードチャートJPが発表されエンデヴァーがNo.1ヒーローとなった。エンデヴァーは福岡を拠点に活動するNo.2ヒーロー・ホークスの誘いを受けて福岡に足を運ぶ。
ホークスから脳無の目撃情報が全国に出てると話を聞いてた矢先、突如2人の前に言葉を交わすことが出来る脳無：ハイエンドが現れ交戦する。再生等の強“個性”を持つ脳無：ハイエンドにエンデヴァーは苦戦するも辛勝し、新たなNo.1ヒーロー誕生の幕開けを飾った。
B組との合同戦闘訓練編（第21巻 - 第23巻）
出久はある夜、不思議な夢を見る。それは“オール・フォー・ワン”と弟が過ごした過去の世界だった。そこで初めて出久は「ワン・フォー・オール」の歴代の継承者達の姿を目視する。
その翌日オールマイトに夢の事を話した後、出久達A組はB組と共に合同戦闘訓練を行う。A組とB組が相対する中、ヒーロー科の編入を目指す心操が相澤先生に連れて来られた。彼も編入への試験を兼ねて合同戦闘訓練に参加する事となった。
第一試合
A組：蛙吹・口田・上鳴・切島・心操 vs B組：塩崎・宍田・鱗・円場。
第二試合
A組：青山・八百万・葉隠・常闇 vs B組：小森・拳藤・黒色・吹出。
第三試合
A組：飯田・障子・轟・尾白 vs B組：角取・骨抜・回原・鉄哲。
第四試合
A組：爆豪・耳郎・瀬呂・砂藤 vs B組：鎌切・取陰・泡瀬・凡戸。
第五試合
A組：緑谷・麗日・芦戸・峰田 vs B組：物間・小大・庄田・柳・心操。
敵（ヴィラン）連合 vs 異能解放軍編（第23巻 - 第25巻）
黒霧を失い今後の活動も危うくなった貧乏な状態の敵（ヴィラン）連合に、突如としてギガントマキアが襲撃を行う。その戦闘後に敵連合はとある場所にワープさせられた。そこにいたのは脳無の開発を行っていたドクターだった。ドクターは死柄木に対してオール・フォー・ワン無き後の彼の人間性を問いた。一方でかつて異能の解放を目的に活動していた異能解放軍が、デストロの遺児の四ツ橋力也（よつばし りきや）と解放軍の意思やデストロの理念に賛同する者達により、異能解放軍は再び結成され活動を再開する。泥花市にて解放の先導を解放軍にするために敵連合の壊滅を目論む、異能解放軍と敵連合の戦争が始まる。
冬休みインターン編（第25巻 - 第26巻）
雄英も二学期が終了し、冬休みへと入る。そしてA組は年明け後の一週間、公安委員会からの要請によりインターンを再開することになった。それぞれの都合で行く宛が無い出久と爆豪は、轟からの誘いで彼と共に現No.1ヒーローのエンデヴァーの事務所に行くことになる。当初は2人を歓迎していなかったエンデヴァーは、ホークスから渡された本の暗号を解読し、ホークスと公安が既に秘密裏に動いている事を知り、インターンの真意を理解。エンデヴァーが3人全員の面倒を見る事になり、それぞれが課題克服に挑戦する事になる。
ヒーロー全員出動編（第27巻 - 第31巻）
ホークスが二重スパイとなったことで密かに超常解放戦線の情報を手に入れることができたヒーローが全員動き出す。
終章 「黒いヒーロー」編（第31巻 - 第33巻）
みんなに迷惑をかけたくないが故に、雄英を出てエンデヴァー達と共に行動することとなった出久。オールフォーワンの手により解き放たれた敵「ダツゴク」をOFAの力を駆使して次々と捕えていく。ある雨の日の夜、オールフォーワンの刺客として出久の前に現れた、元公安直属のヒーローレディナガンと対峙する。遠距離攻撃が得意な彼女の“個性”に苦戦するも、三代目の“個性”「発勁」の力で勝利する。そしてナガンからオール・フォー・ワンの居場所の情報を得るも、アジトは既にもぬけの殻だった。その時に映ったオール・フォー・ワンの映像を見た出久は、自分が標的にされていることを知った。そして彼についていくオールマイトを巻き込みたくない思いで振り切ってしまい、その後も日々一人で敵を退治し続けていく。ある日、ダツゴクの一人「ディクテイター」の“個性”で操られた人々の前に疲労困憊の出久は戦う前に力尽きそうなところを、間一髪出久を追いかけ続けていた爆豪の手により助けられた。そして自分を心配にしに追いかけてきたA組のクラスメイトの前に、出久は振り切ろうとするも彼らの必死の追撃により抑えられる。クラスメイトの出久への思いと爆豪のこれまでに対する虐めと無礼への謝罪を聞いた瞬間、出久は力尽きて倒れる。そして雄英に戻り次の戦いに備えて休むこととなった。
終章 （第33巻 - 第41巻）
その数日後、日本に派遣されてきたアメリカのトップヒーロー・スターアンドストライプが自分を追ってきた死柄木と対決の末に敗死。だがスターアンドストライプの“個性”「新秩序（ニューオーダー）」に追加したルールにより、死柄木は弱体化することとなり、日本の残存ヒーロー達に猶予を作った。その情報を聞いて出久達は大戦に向けて特訓をする中、青山優雅が姿を消していた。実は彼こそが敵側が送り込んできた「内通者」であったことが発覚。その事実にA組はショックのあまり愕然とする。その後、相澤の提案による青山を利用した作戦で、AFOをおびき寄せ第二次決戦が開始。
轟焦凍VS荼毘（第36巻）
かつてオールマイトとAFOが激戦を繰り広げた地、神野区グラウンドゼロへと転移し、轟焦凍は実兄の轟燈矢こと、荼毘と対峙する。彼の口から13年前の火災事故から生存し、荼毘となった経緯について語られた直後、交戦を開始。荼毘のエンデヴァーの見様見真似の「赫灼熱拳」と轟が兄を止めるために生み出した「赫灼熱拳・燐」が激突の末、焦凍が勝利した。
エンデヴァー・ホークス・常闇・耳郎VSAFO（第36巻）
群訝山荘跡地にて転移され、エンデヴァーとホークスのトップヒーローによる最高少数戦力がAFOと対峙する。強力なAFOの“個性”に苦戦を強いられる中、エンデヴァーは荼毘こと燈矢が瀬古戸岳で遺体が残らなかった真意がAFOによるものであるという事実に心を揺さぶられた隙に重傷を負い、倒れる。1人残ったホークスが窮地に陥る中で常闇と耳郎が救援に駆け付ける。耳郎は片耳のプラグを吹き飛ばされる重傷を負うも、ホークスとの連携でマスクを破壊した。そして復活を果たしたエンデヴァーの一撃を受けてAFOの身体は燃え尽きた。
天空の棺激戦

お茶子・フロッピーVSトガ

## 登場人物
- 担当声優は「テレビアニメ版 / VOMIC版」でのキャスト。一人のみ記載されていない場合はテレビアニメ版でのキャスト。
- 各学校の生徒は【名前 / ヒーロー名】、プロヒーローは【ヒーロー名 / 名前】で記載する。

### 主要人物
緑谷 出久（みどりや いずく） / デク
声 - 山下大輝（幼少期 - 渡辺明乃） / 山下大輝（幼少期 - 谷口夢奈）
本作の主人公。静岡県出身。小柄な体躯で緑色系の縮毛と顔のそばかすが特徴の雄英高校1-Aの男子生徒。9代目ワン・フォー・オール継承者。
幼馴染の爆豪からは蔑称として「デク」と呼ばれるが、麗日が好意的に受け取ったことで「頑張れって感じ」という意味に転回し、後に自身のヒーロー名として定める。
私服は無地の物に「○○シャツ」（○○内には「T」や「Y」、「ポロ」、「ドレス」などが入る）と書かれた服をよく着る。深く考えるときは手を口にあて呟く癖があり、その際の台詞が入ったふきだしや背景は、「ブツブツ……」という文字の繰り返しで構成される。
「ヒーローになること」「危機にある誰かを救けること」へのこだわりと衝動が原動力で、世界で活動するヒーローを事細かに計算してノートにまとめる。周囲の状況や他者の情報を総合して最善手を判断する力に長け、その機転と勇気で強力な“個性”を持つ相手に一矢報いることがある。緊急時は自身が傷つくことを意に介さず、当初は“個性”多用によるダメージが積み重なったことで周囲に心配をかけたため、ヒーローとして人を救けるためにはまず自分が無事であることを心がけるようになる。
「第5世代」には珍しい“無個性”だったが 「どんなに困っている人でも救っちゃう」ヒーローとしてのオールマイトに強い憧れを抱き続けた。幼少期には“無個性”ゆえ、爆豪らからバカにされ孤立していたが、オールマイトから“個性”を受け継ぎ、雄英入学後は“個性”把握テスト、爆豪との戦闘訓練の勝利でクラスの注目を浴び、友達が増えた。
コスチュームは、彼がノートに描いていたイメージ図を元に母親が作ったお手製のスーツ。爆豪との戦闘訓練でボロボロになり修繕に出す。材質・デザインが「こっちの方がカッコイイ」とサポート会社側に無断改良され「母製スーツβ」に進化する。ヒーロー仮免取得前には、両腕の負担軽減のため、蹴り技への移行に伴い、発目の協力で両腕の負荷を軽減するサポーターと両脚のアイアンソールが追加された「コスチュームγ」へと改良された。エアフォース習得後はそれを補助する装置がつけられた。
“個性”：ワン・フォー・オール（OFA）
オールマイトから授けられた増強型の“個性”。口頭もしくは心の中で「SMASH（スマッシュ）!!」と強く叫ぶことで発動させる。
継承当初は出力「100％」でしか使えず、発動部位が負傷するため、自身の体が壊れない程度の出力「5％」で発動することが目標になる。職場体験でグラントリノの指導で、必殺技ではなく、自然に寄り添う“個性”と認識し、出力調整で自身の肉体の許容上限5％を全身に発動させる「ワン・フォー・オール フルカウル」を編み出す。その後も身体許容上限を向上させる一方、度重なる負荷によって拳による攻撃（右腕）を多用できなくなってからは、蹴り技を主体にした「ワン・フォー・オール フルカウル シュートスタイル」を発案する。
個性特異点を過ぎた「ワン・フォー・オール」の中には2 - 7代目の6人の意識と個性因子が存在しており、B組との合同戦闘訓練での「ワン・フォー・オール」の成長により6人の個性が発現し始め、精神世界での対話によって歴代継承者達の協力が得られたことによって「ワン・フォー・オール」の力の全開放が行われた。6つの個性は「ワン・フォー・オール」の影響によって継承者が使っていた当時よりも強化されている。
既に個性を持っている人間に複数の個性を内包している「ワン・フォー・オール」を新たに継承させると「ワン・フォー・オール」の所持に伴う負荷が身体の許容量を超えてしまい、所持し続けるだけで寿命を削り続けてしまうリスクがある。だが無個性の人間が「ワン・フォー・オール」を継承した場合「ワン・フォー・オール」そのものが個性となり、「ワン・フォー・オール」が身体の許容量に収まるのでこのリスクは無くなる。ワン・フォー・オールの初代である与一曰く「人から人へと受け継がれた力は何の因果か、持たざる者が最も真価を引き出せる形になっていた」。
“個性”：黒鞭（クロムチ）
5代目の継承者の“個性”。「捕える」または「掴む」という思いで発動する。腕から黒い鞭状のエネルギーを放出し遠くの物体を掴み取る。
「ワン・フォー・オール」に蓄積された力の影響で先代の頃より遥かにパワーアップしており、暴走して発動した際には周囲の建物を破壊する。
“個性”：浮遊
7代目継承者・志村菜奈の“個性”。
自分の身体を浮かせる事が可能。ワン・フォー・オールによって個性がパワーアップしたことで、自身だけでなく自身の周囲の人物なども浮かせられるように成っている。
“個性”：危機感知
4代目継承者・四ノ森避影の“個性”。習得訓練に入っていないため、負荷が大きい。
自身にとって危機が迫るとそれを感知し、警鐘を鳴らすが、自分に敵意の無い相手の攻撃には反応しない。
“個性”：煙幕
6代目継承者・煙の“個性”。
体から煙を放出出来る。ワン・フォー・オールによって出せる煙の量が増大しているが、その一方でワン・フォー・オールによって弁が緩んでいる状態なため、放出する煙の量のコントロールが難しい。身体への負担は比較的少なく、全開で煙幕を発動しても身体への反動は無い。
“個性”：発勁
三代目継承者の個性。
スクワットなどの一定の動作を繰り返して運動エネルギーを一時的に身体に蓄積し、蓄積した運動エネルギーを任意のタイミングで放出する事が出来る。ワン・フォー・オールの出力に上乗せしても身体が自壊することは無い。
出久は身体が自壊せずに耐えられる限界であるワン・フォー・オール45%の出力でも、黒鞭とワン・フォー・オールとの併用で、黒鞭で身体に遠心力や反動をつけてから、45%の出力と発勁で蓄積した運動エネルギーを同時に放出することで、オールマイトの頃のワン・フォー・オールの100%の出力や動きを自壊のリスク無しで再現出来る『擬似100%』を編み出した。
他の個性にも付与が可能であり、出久は黒鞭に発勁を貯めることで、黒鞭の出力を上げた強化捕縛コンボである『黒鎖』を編み出した。
“個性”：変速
二代目継承者の個性。
マニュアル車のギアチェンジのように、物体の速度を段階的に操作出来る。普通の速度操作とは違い、慣性に依らない速度操作であり、速度を調整するギアをコントロールすることで普通ではありえない「急制動」と「急加速」をかけることが可能。ギアの段階は一速から五速まであり、出久は腕を自動車のシフトレバーに見立てて動かす事で、ギアの段階をコントロールしている。
二代目によると、二代目の頃は小さな物体に作用して操作するのが限界であったが、ワン・フォー・オールによって個性そのものが成長したことで、二代目の頃とは違う『極めて特異な力』へと変貌しており、個性が成長したことによって付与の解釈が拡大しており、身体の細胞の1つ1つに作用するまでに成長している上に、ワン・フォー・オールそのものに蓄積されて来た純粋な『力』と合わせる事で、音すら置き去りにする世の理さえ歪められるような攻撃が可能に成っている。
発勁と同じく他の個性にも付与が可能であり、『発勁』に作用させて運動エネルギーのチャージ時間を短縮させ、たった一撃で『発勁』の使用に必要な運動エネルギーのフルチャージを可能にしている。
二代目によると、ワン・フォー・オールによって個性が成長したことで強化された結果、二代目の頃とは個性が危ない形に変異しており、二代目曰「極めて特異な形に変化した」「嘗ての使い方ではもう扱える代物じゃない」と語っており、出久には『変速』を最後の選択肢として取っておくように忠告をしている。
『変速』によって作用された細胞への反動から、使用してから5分ほどすると呼吸が出来なくなるデメリットがある。細胞を休めないと呼吸が出来ないので細胞を休めるために身動きが一切取れなくなる。

オールマイト / 八木 俊典（やぎ としのり）
声 - 三宅健太 / 玄田哲章
前髪をV字に2本逆立てた金髪の筋骨隆々の体格、白い歯を見せた笑顔が特徴（トレードマークとなるV字に2本逆立てた前髪は、作者によると「ヴィクトリー」の「V」をイメージしているとのこと）。
8代目ワン・フォー・オール継承者。平和の象徴として絶大な人気と実力を誇る「No.1ヒーロー」。
10代の男女に対して「○○少年」「○○少女」（○○部分は名字）と呼称する。
アメコミ画風の風貌で登場し出久ら生徒から時々「画風が違う」と言及される。
ヒーローとしての絶大な知名度の一方、“個性”の詳細、本名・年齢不詳と謎多き人物であり、本人曰く「隠し事はするが、ウソはつかない」とのこと。常に笑顔を絶やさないのは、師匠・志村菜奈の「どんだけ怖くても『自分は大丈夫だ』って笑うんだ。世の中笑ってる奴が一番強いからな」という言葉から。一方、出久の「恐れ知らずの笑顔で救ってくれる」という印象に対して、「私が笑うのはヒーローとしての重圧と自らの内に沸く恐怖から己を欺くため」と否定し、後に自身の笑顔について「“正義の象徴”が人々の、ヒーローたちの、悪人たちの心を灯せるように」と語る。
OFA継承まではデク同様に“無個性”だったが、義心によってヴィランに立ち向かおうと身体が勝手に動く性格で、身体を鍛え上げていた事でOFA譲渡に値する強靭な肉体に仕上がっていた。この時点で既に家族はヴィランに殺されており、個性によって世情が不安定となっている最中、「この国には“柱”がない。だから自分がその“柱”になる」という確固たる決意の下、8代目OFA継承者になった。雄英高校在籍時に師である志村が亡くなり、グラントリノの勧めで雄英卒業後に渡米、力を蓄えた。絶対的な実力で犯罪抑止力とし、デビュー以来ヴィランによる犯罪発生率の低下に多大な貢献を果たしてきた。
第1話時点から約6年前の“オール・フォー・ワン”との戦いで、呼吸器官半壊、胃の全摘出を必要とする重傷を負う。その後、度重なる手術と後遺症の影響で、極端に痩せた姿「トゥルーフォーム」となる。重傷を負う以前の姿である「マッスルフォーム」には“個性”発動が必要。その姿での活動可能時間は1話時点で1日約3時間、その時間も徐々に減退する。この事実は政府に頼んで世間に公表していなかった。後遺症のためよく吐血する。
自身の“個性”を譲渡する後継者を探している時、“無個性”である出久を見出した。その後、後継者を探すために赴任する予定だった雄英高校に、教師として着任した。
神野区での“オール・フォー・ワン”との再戦で、OFAの“残り火”も全て使い切り、ヒーローの活動を引退する。
“個性”：ワン・フォー・オール（OFA）
何人もの努力と研鑽による「力を蓄積する“個性”」と「“個性”を譲渡する“個性”」の2つが融合して誕生した“個性”。オールマイト曰く、聖火の如く受け継がれてきた「力の結晶」。初代によれば「彼（オールマイト）だけがOFAそのものに意識を宿らせていた事で、空の器にこそOFAは馴染み、真に彼の"個性"となった」とのこと。歴代の継承者の中で最長となる40年間保持していた。
後継者と認めた出久に“個性”を譲渡して以後は、僅かに残った“個性”の“残り火”を使用する。その力は時間の経過により、徐々に減退する。
“個性”の発動時には、攻撃の余波で天候に影響を与える規格外の身体能力を誇る。オールマイトは継承以前から“個性”に耐えうるだけの頑丈な肉体に鍛え上げていたため、使用の反動で自身の身体が壊れることはなかった。

爆豪 勝己（ばくごう かつき） / 大・爆・殺・神ダイナマイト（だいばくさっしんダイナマイト）
声 - 岡本信彦（幼少期 - 國立幸） / 梅原裕一郎（幼少期 - 高橋李依）
逆立ったベージュ髪に赤目の三白眼の出久の幼馴染。雄英高校1-Aの男子生徒。静岡県出身。
出久から「かっちゃん」と呼ばれる。クラスメイトのことはその人の特徴を用いたあだ名で呼んでいる。
「1番になること」「必ず勝つこと」にこだわる自尊心の強さを持つ粗暴で攻撃的な性格。その反面、誰かに助けられることは「そいつより下」という意味から頑に拒否する。
強力な“個性”に加え、その応用力に長け、際立った戦闘センスの持ち主。誰にも刺々しい態度をとるが、妙な部分で冷静に判断して自分が不利にならないように加減するため、他のキャラクターにたびたび「みみっちい」と言われる。
ヒーロー名には「爆殺王」「爆殺卿」というとんでもない上にヴィランみたいなヒーロー名を答えていたが、審査していたミッドナイトに却下される。
ヒーローコスチュームは、本人の要望曰く「全身ダイナマイト」。吸水シートで手榴弾をモチーフにした籠手に汗を溜め、最大威力の限界なく爆破できる。腰の装備は汗を入れる事で簡易手榴弾になる。籠手にはピンが付き、汗が溜まった状態でピンを外すと籠手の前方に凄まじい爆発を起こす。近接戦闘で膝蹴りするために、膝にも金具のような物が付いている。
幼い頃から頭も良く何でもできる天才。自分を1番だと思い、「必ず勝つ」オールマイトに憧れ、彼を超えるヒーローになる決意をする。“無個性”ながら自分を気遣い対等に接する出久を「デク」と蔑みいじめていた。出久の“個性”がオールマイトから与えられた物だと考えるようになり、仮免試験の二次試験後にその考えと自分が攫われたせいでオールマイトを終わらせてしまったという苦悩を出久にぶつけて真剣勝負を行い、駆け付けたオールマイトからOFAの秘密を含めた一連の事情を聞き、改めて1番のヒーローになることを目指す。それ以降は出久に対して態度は変わらずとも、オールマイトから「ライバルっぽくなった」と評されている。
“個性”：爆破
掌の汗腺からニトロのような汗を出し爆発させることができ、推進力としても利用できる。
爆発力は汗の量に比例するため、動くほどに強力になる。冬の場合は寒さの影響で汗がかきにくくなるため調子が悪い。
また、爆発の威力には限界があり、最大火力の爆破を起こすと掌が痛むなど自身もダメージを受ける。

麗日 お茶子（うららか おちゃこ） / ウラビティ
声 - 佐倉綾音
ショートボブにした茶髪でスクールユニフォームではタイツを履いている、本作のヒロイン。雄英高校1-Aの女子生徒。三重県出身。
明るい性格で、時折西日本方言混じりの言葉で話す。
爆豪から「丸顔」とも呼ばれる。
両親は建設会社を経営しているが収入は芳しくなく、ヒーローになる夢と両親にお金を稼いで楽をさせてやりたいという思いからヒーローを目指す。
ヒーローコスチュームは、“個性”の使用による酔いを抑えるため首や手首にツボ押し機能が付いた酔い止め仕様。しかしそれ以外の指定をしなかったためデザインは「おまかせ」扱いとなり、制作会社側の独自の判断でタイトなボディースーツになる。冬からはデザインが改変されている。
自身に考案したヒーロー名は、自分の名字と“個性”のグラビティをかけた「ウラビティ」。
入試前の親切から出久に「いい人」として好感を持たれる。彼女も入試で出久に助けられて以来、彼に友好的で「デク」という蔑称を「頑張れって感じで好き」と好意的に評し、以後彼を「デクくん」と呼ぶ。その後は飯田と一緒に友人としてよく一緒に行動する。
期末テストの最中、一緒に試験を受けていた青山に「きみ、彼（出久）の事が好きなの？」と指摘され、仮免試験の2次試験の際に出久への恋心を完全に認めるようになる。「目標のためにいっぱいいっぱいで余裕のない出久のことが好きで、自分も出久のようになりたい」という想いと同時に自身の出久への想いに蓋をすることを決める。
幼少期に初めてヒーロー活動を目にした際、周りの人々が笑顔になっていることに目が行き、そこから人の喜ぶ顔が好きになり人助けを当たり前のこととして行うようになった。
“個性”：無重力（ゼログラビティ）
両手の指先に肉球があり、五指すべての肉球で触れた対象物を一時的に無重力状態にできる。
ただし、無重力化できる許容量（入学時点で約3tほど）を越えて使用すると酔いを起こし、最悪嘔吐する。
また能力の奥の手として、自分自身を無重力化することもできる。だがこの用法は、短時間の使用でも嘔吐してしまうほどに負担も大きい。“個性”伸ばし訓練後、仮免試験の時点で短時間ならデメリットなしで自身を浮かせることができるようになる。
覚醒した際、自身で全てに触れなくても、ゼログラビティの効果が互いに接触するさまざまな対象に広がることが出来る。

飯田 天哉（いいだ てんや） / インゲニウム
声 - 石川界人
眼鏡をかけた七三分け、クラスの中で1、2を争うほど大柄で鍛えられた屈強な体格の雄英高校1-Aの男子生徒。東京都出身。
真面目な性格で第一ボタンまできちんと閉める、挙手してから発言する。直線的で角張った手振りをしながら話す。また、真面目故に厳しく注意してくるので、当初は出久に「怖い人」と誤解された。
代々有名なヒーロー一家の次男で、著名なターボヒーローである兄インゲニウムのような「規律を重んじ人を導く愛すべきヒーロー」を志す。
普段の一人称は「僕」だが、お坊ちゃまと連想されることを避けるため、学園などでは「俺」を用いる。感情的になるとクラスメイトの前でも「僕」になる。
被服控除で作ったヒーローコスチュームは、ロードレースのヘルメットをプッシュアップし、フルアーマーで流線を多用したデザイン。脚部には、速度を補強する6気筒型の超小型エンジンが搭載されている。また、脚部に冷却装置が搭載されており、レプシロバーストをデメリットを軽減しながら使用できる。
入試以来、実技の構造を見抜いたとして出久に一目置く。1度はクラス委員長を「出久の方がふさわしい」と諦めるが、マスコミが雄英構内に乱入した際にパニックに陥った生徒達を鎮めた一件を機に、出久からの推薦で委員長となる。
兄の引退後、彼からヒーロー名を継いで欲しいと頼まれ、ヒーロー名考案の時点では自分はインゲニウムの名を継ぐに値しないと考え自身の本名を発表したが、兄の仇であるステインと対峙した際には「インゲニウム」と名乗り、以後その名にふさわしいヒーローになると誓う。一時はステインへの復讐心に囚われるが、轟から檄を飛ばされたことで兄に憧れる原点を思い出し、改めてヒーローの道を進むことを決意する。
“個性”：エンジン
ふくらはぎにエンジンのような器官が備わり、50m走のタイムは3秒04を記録する。
原動力（ガソリン）は100%オレンジジュースで、炭酸系を飲むと“エンスト”を起こしてしまう。1速⇒2速⇒3速…とギアチェンジすることで、様々な状況に対応できる。瞬発力では爆豪や出久に一歩譲るが、長距離巡行ならA組最速。
“個性”伸ばし訓練では、「地力を鍛える」ために、合宿上の外回りをひたすら走る訓練をする。また、マフラーを引き抜いて訓練を行い、その負荷に耐えるマフラーを生やし、馬力の底上げをした。

轟 焦凍（とどろき しょうと） / ショート
声 - 梶裕貴（幼少期 - 真堂圭）
右半分が白、左半分が赤の髪の毛で、左目周辺の火傷の痕や左右違う目の色が特徴の雄英高校1-Aの男子生徒。静岡県出身。推薦入学者の一人。No.2ヒーロー・エンデヴァーの息子。
爆豪からは髪色から「半分野郎」と呼ばれる。
容姿端麗かつ“個性”と身体能力は雄英高校でも上位に入る。
普段は感情を表に出すことがないクールな性格だが、その内面にはNo.1ヒーローへの強い情熱を秘めているが、その一方で職場体験でのステイン戦にて出久と飯田が負傷したことに対して「自分がハンドクラッシャー的な存在になっている」と責任を感じたり、自分の笑顔で女性をイチコロにすると言われた際には「自分が笑うと誰かが死んでしまう」と物理的に解釈するなど天然かつ抜けた一面も持っている。
息子をオールマイトを超えるヒーローにしようとしたエンデヴァーの“個性”婚によって産まれた。エンデヴァー曰わく「兄さんら（ほかの自分の子供たち）とは違う“最高傑作”」。母親は不幸な結婚で精神を蝕まれ、彼にとって母は優しいものであるのと同時に涙を流す悲しい姿が記憶に残った。父が期待をかけるあまり幼い焦凍に過酷な鍛錬を行なうことから、焦凍を守るためを仲裁に入って暴力を振るわれた母親は精神に異常をきたし、父の“個性”が表れた焦凍の左半顔に熱湯を浴びせ、左目周辺に火傷の痕ができてしまう。この経緯からいつも母を殴り悲しませる父親を忌み嫌ってきた。
体育祭最後に、改めて「自分がなりたいと思うヒーロー」を目指すため、「過去を清算する」ことを目的に、長い間会わなかった入院中の母を訪れて和解する。また、嫌悪感は残っているものの、父親のNO.2ヒーローたる所以の実力や判断力を認めて受け入れるようになっていく。
被服控除で作ったヒーローコスチュームは氷結能力のみの使用を想定しそれを補助するための保温機能のみが備わり、左半身を氷で覆い隠す。体育祭での出久との戦闘後は、燃焼・氷結の能力の補助に対応した機能を備えたコスチュームを新調する。ジャケットやベストなどシンプルなものだが自身の体温を感知して冷やしたり温めたりする機能付き。自身に考案したヒーロー名は、自分の名前にかけた「ショート」。
当初は他者を気にかけなかったが、母との和解後は級友と交流を始め、期末テスト演習でコンビを組んだ八百万の自信回復を促したり、ステインとの対決や拉致された爆豪の救出など、困難に立ち向かう。出久に対してはUSJでオールマイトを助けに行った件や麗日と飯田からの話を聞いて敵対心を抱いていたが、体育祭で自分を変えるきっかけを作ってくれたことから、彼とは良い友達になっている。
“個性”：半冷半燃
右半身で凍らせ、左半身で燃やす能力。巨大な氷塊や炎も自由自在に作り出すことができる。氷は母から炎は父から受け継いだものである。
氷はある程度形を造ることが可能。「ビルごと一気に凍らせる」「1人で多数の敵を一瞬で戦闘不能にする」など広範囲大規模に攻撃可能で非常に強力だが、「強力すぎて攻撃が大雑把になりがち」「両極端の“個性”が同居しているため使い分けに気を取られすぎる」という弱点も指摘される。
“個性”伸ばし訓練後は動きが鈍くなるかわりに氷と炎の“個性”の同時使用が可能となる。

### 雄英高校
ヒーロー科A、B組、普通科C、D、E組、サポート科F、G、H組、経営科I、J、K組に分かれており、1年前はヒーロー科の合格者が出なかった。

#### 1-A
（以下出席番号順）
青山 優雅（あおやま ゆうが） / Can't stop twinkling（キラキラが止められないよ☆）
声 - 桑野晃輔
金髪と輝く瞳が特徴的な男子生徒。顔等が母親そっくり。
キザなポーズと喋り方で常に微笑み、マイペースで動じない。
学校活動では芦戸と絡むことが多く、よく彼女に無意識に発言を遮られたりもするが、その一方で逆にオールマイトの発言を遮ることもある。友達の作り方が分からず、出久と仲良くなるために「サプライズは嬉しいだろう」と考えて自身の食べたものを出久と共有したり、出久のベランダにチーズでメッセージを残したりするなど奇行に走ったことがある。
ヒーローコスチュームのデザインは騎士が纏う鎧の様で、ヘソ以外にコスチュームの機能によって肘や膝などからも“個性”を発動可能。自身に考案したヒーロー名は、輝きヒーロー「Can't stop twinkling.（キラキラが止められないよ☆）」。
他人をよく観察している節があり、入試時から出久が自分と同じように「“個性”と体が合っていない」という問題を抱えていることに気づいたり、麗日が自覚していなかった出久への恋心を指摘したりしている。
実は生まれた時には無個性であり、そのことを思い悩んだ両親が噂を辿って辿り着いたオール・フォー・ワンによって「ネビルレーザー」の“個性”を与えられてしまったことで、両親がオール・フォー・ワンに脅迫されて雄英高校に入学し、1年A組が孤立するタイミングを知らせたり、夏の合宿先を教えたりした「内通者」だった。
作者曰く「僕自身もよく分からないキャラ。でもなんか描いてて面白いのでオッケーです!!」。
“個性”：ネビルレーザー
ヘソからレーザーを射出する。芦戸からはおへそレーザーと言われている。仰向けで空に射出する事で自身の居場所を伝える事も出来る。一秒以上射出すると腹を壊し、最悪脱糞してしまう。身体に合わない“個性”で、そのまま放置したままだと勝手にレーザーが漏れ出てしまうため、幼少期からお腹には常に“個性”制御のためのベルトを巻く。

芦戸 三奈（あしど みな） / Pinky（ピンキー）
声 - 喜多村英梨
紫色っぽいピンクの肌と髪に白目部分が黒で虹彩がオレンジ色の目をしており、触角を生やした宇宙人感のある女子生徒。
やや子供っぽいが、ムードメーカーで明朗快活な性格。
典型的な脳筋気質のようで身体能力が1-A女子の中で1番高く、勉強は苦手。ただし、コンビネーションを考えるのは得意。
自身に考案したヒーロー名は「Pinky（ピンキー）」。なお最初の案はリドリーヒーロー「エイリアンクイーン」だったが、ミッドナイトに却下される。
人を好きになったことがないため、恋愛に憧れている。
中学時代から、いじめを解決して加害者と被害者を含め友達になってしまうなど、分け隔てなく他人と接する人気者だった。当時内気だった同級生の切島にとっては羨望と理想の対象で、彼の目指すヒーロー像そのものの存在だった。
切島が心身ともに成長し高校デビューを果たせたことは心から祝福するが、自分を厳しく追い詰めがちな彼の心情も理解し、時折フォローを心掛ける。
“個性”：酸
全身から酸性の溶解液を分泌する。溶解液は濃度や粘度の調節が可能。
物を溶かして無力化したり、建物に粘着するように這い登ったり、壁の1部を溶かして足場を作るなど、様々な応用法を使う。
制御を間違えると自分の服など意図しない物が溶けてしまうので注意が必要。

蛙吹 梅雨（あすい つゆ） / FROPPY（フロッピー）
声 - 悠木碧
どんぐり眼の蛙のような風貌の女子生徒。愛知県出身。
クラスメートの女子とは特に麗日と仲が良く一緒にいる。
ヒーローコスチュームは、蛙をイメージしたデザインの緑を基調とした水中戦想定のボディスーツ。大きめのグローブやゴーグルを装備する。自身に考案したヒーロー名は、梅雨入りヒーロー「FROPPY（フロッピー）」。
USJでの敵連合襲撃時には出久と峰田と共に行動・応戦した際、どさくさに紛れて峰田に胸を触られており意外とある（胸が）と言われており、それなりのボディラインを持っているようである。ちなみに峰田の煩悩はお見通しな模様。
自称「思ったことを何でも言っちゃう性格」。洞察力が高く、出久の持つ“個性”を「オールマイトに似ている」と看破している。
一倍仲間・友達想いかつ極めて冷静で状況判断力に優れ、自身の死を目前にしても仲間を守ろうとする勇敢さと自己犠牲的な精神を持つ。リカバリーガールから「課題らしい課題の無い優等生」「人々の精神的支柱となり得る器」と称賛されている。
兄弟も多く大家族であるがゆえに家事や炊事に追われがちな日々で、中学時代には事情を知らない周囲から壁を作っていると誤解され孤立しがちであった。その頃に自分を理解してくれた親友とは今でも連絡をとっており、違う高校へ通っている彼女にも自分と同じく親友ができたことを心の底から喜んでいる。
“個性”：蛙
「蛙っぽいこと」ならだいたいできる能力。
物を飲み込んで収納&出し入れ自由な胃を持つ。蛙故に水中での自在な活動が可能で、最大20メートルまで伸びる舌で対象を絡め取ったり、壁に両手足を張り付かせて昇降したり、高く跳躍したり、弱い毒液を分泌したりする。
蛙故に寒冷に弱く、温度が低い場所や冬場にいると冬眠するかのように眠くなって動けなくなる弱点がある。

飯田 天哉

麗日 お茶子

尾白 猿夫（おじろ ましらお） / テイルマン
声 - 三好晃祐
細目で大きな尻尾を生やした猿っぽい身体の男子生徒。
ヒーローコスチュームは道着のようなもの。自身に考案したヒーロー名は、武闘ヒーロー「テイルマン」。
屋内対人戦闘訓練でチームを組んだ葉隠に対して心の中でツッコむことが多い。クラスの中で特徴が薄いことを気にしている節がある。
“個性”：尻尾
“第三の腕”の如く器用に動かせる太く強靭な尻尾が生えている。
シンプルだが攻撃・防御の両方に活用でき、オールマイティな働きが出来る便利な“個性”。

上鳴 電気（かみなり でんき） / チャージズマ
声 - 畠中祐
電模様のメッシュの入った金髪の男子生徒。埼玉県出身。
ノリの軽くチャラい性格で、皆を盛り上げるA組のムードメーカー。麗日や対戦相手の塩崎茨をナンパしたり戦闘中に無駄口を叩くなどをする一方で友達思いな人物でもあり、肉倉が切島と爆豪を馬鹿にした際は怒りを露わにした。
女好きで峰田とはエロ同盟として意気投合している。また、八百万や耳郎とはUSJの事件以来一緒に居ることが多い。
自身に考案したヒーロー名は、帯電の英語「チャージ」とイナズマを掛け合わせた、スタンガンヒーロー「チャージズマ」。
“個性”：帯電
電気を身体に帯電させる個性”。コスチューム着用時は右耳につける特製電子変換無線で通信できる。
放電も可能だが操ることはできず、攻撃力の高い大量放電も可能。
だが、使い過ぎると脳がショートして両手でサムズアップしながら「ウェーイ」しか言えなくなってしまう副作用がある。
電気を操れないため、詳細に狙っての電撃攻撃ができなかったが、武器としてポインターシューターを装備することで、10m以内ならポインターを撃ち込んだ所へ収束した電撃を一直線に放てるようになった。
無差別放電130万V（むさべつほうでん130まんボルト）
130万の電力を周囲一帯に放出し敵味方関係なく強力な放電を放つ技。

切島 鋭児郎（きりしま えいじろう） / 烈怒頼雄斗（レッドライオット）
声 - 増田俊樹
赤い髪色のスパイキーヘアに尖った歯てな右の瞼には“個性”発現時に擦ってできた傷が特徴の男子生徒。千葉県出身。
快活で分け隔てのない性格。悪態をつく爆豪にも積極的に接し、言い合いが起きると仲裁するなど、周囲に気を遣うことのできるクラスのムードメーカー的存在。
熱血漢で「男らしさ」という言葉を多用し、結果的に皆で協力して実力以上の成果を出すことに貢献する。
出久から「勝己と対等な関係を結んでいる人物」と評されている。
自身に考案したヒーロー名は、剛健ヒーロー「烈怒頼雄斗（レッドライオット）」で、自身が目指すヒーロー像でもある漢気ヒーロー「紅頼雄斗（クリムゾンライオット）」からオマージュして考えた。
高校入学までは、いじめ現場を見つけても止めることができず後悔するなど内気な性格で、対極的だった同級生の芦戸に嫉妬した時期もあったが、彼女が自分の目指す理想の姿の一つであったことに気付き、一念発起して己を鍛え現在のような前向きの性格になった。
「だだ被り」と言われるほど似ている“個性”のB組の鉄哲徹鐵とは体育祭で対戦して以来友情を育んでいる。
“個性”：硬化
身体を硬化させる。攻防共に優れた対人戦向きの“個性”。本人は「ヒーローとしては地味」だと考えている。
硬化の持続にも限度があり10分程度。連続攻撃を受け続けると、体のどこかの力みが失われ、硬化が解けると爆豪に看破された。息切れした後に呼吸をすれば再び硬化出来る。

口田 甲司（こうだ こうじ） / アニマ
声 - 永塚拓馬
岩のような形状の体格と風貌の男子生徒。親は角があり、甲田も成長すると生えるらしい。
容姿に反して引っ込み思案で口下手。肉声で会話をすることが少なく、手話に似た手振りで意志疎通する。そのため、口数が多い方ではない常闇からも「無口」と評されているが、“個性”を使っての生き物への呼びかけの際には饒舌になる。虫が苦手。
文化祭準備の際には、自身の趣味に自信を持てない耳郎を励ましたほか、積極的に意見を発するようになっている。
寮では、「結（ゆわい）」という名前の兎を飼っており、かわいいちゃんと呼ばれ女子人気が高い。
自身に考案したヒーロー名は、ふれあいヒーロー「アニマ」。
“個性”：生き物ボイス
声に意志をのせて無機物で作られた物を除くあらゆる生き物を操ることができる（個性で生き物系は謎）。この際の喋り方は仰々しくなる。甲司は蟻ですら見ただけで気を失いかけるほど虫が苦手だが、克服してからは呼びかけて協力を得ることは可能。
第二次決戦では頭の先から角が生えたが、母親によると「角は声が聞こえない距離の動物にも気持ちを伝えることが出来る」力があり、さらに頭に浮かべるだけで即座に動物が行動してくれるようになっている。

大量の鳥に突撃させる。第二次決戦では角の影響でさらに数が増大している。
バグズ・パニック
大量の虫で相手を攻撃する。直接的な攻撃力は低いが、精神的なダメージは凄まじく、虫嫌いのマイクが気絶したレベル。

砂藤 力道（さとう りきどう） / シュガーマン
声 - 奈良徹
大柄でタラコ唇が特徴の男子生徒。
“個性”の訓練がてらにお手製の菓子を作るのが得意で、出来上がった菓子はかなりおいしくA組女子から大好評を得て「シュガーマンのシュガータイム」と呼ばれる。八百万からは、自分の紅茶と合わせないかと言われている。
ヒーローコスチュームは覆面プロレスラー風。ベルトには“個性”を使用するための砂糖瓶が入る。自身に考案したヒーロー名は、甘味ヒーロー「シュガーマン」。
“個性”：シュガードープ
糖分10グラムにつき3分間パワーが5倍になる。
しかし、連続で使うと次第に脳機能がダウンし眠くなったりする。
シュガーラッシュ
高速で連続パンチを繰り出す技。

障子 目蔵（しょうじ めぞう） / テンタコル
声 - 西田雅一
口元をマスクで隠し、両肩から膜のある2対の触手を生やした長身の男子生徒。
自身に考案したヒーロー名は、触手ヒーロー「テンタコル」。
寡黙だが“個性”で作り出した口で普通に会話する。口調は固いが、真っ先に自分の身体でクラスメートを守ろうとするなど、自己犠牲の精神を持ち合わせている。
出身地では異形に対する偏見が残っていたため怖がられることも多々あり、ある少女に顔が怖いと泣かれたため（正確には少女が溺れていたのを助けたら勘違いで周囲が障子に暴行を加え、それによって傷が残ったのを少女が自分が溺れなかったらそんな怖い顔にならなかったと罪悪感から泣き出した）、それ以降はマスクをしている。障子自身は迫害された過去を気にしながらも、嫌な思い出より数少ない良い思い出を大切にしたいと考えている。
なお、B組の角取ポニーは複製腕のある姿がタコに似ていることから障子を苦手としている。
“個性”：複製腕
触手先端に身体の部位を複製できる。
複製で生み出した部位は機能が増幅され、耳なら聴力、手なら握力が本体のものよりも強く耳や目を展開すれば強力な索敵が可能。また、複製部分に限れば、物理的に失われても再生可能で本体への影響はない。また触手の間の膜を広げて滑空することもできる。
故意に自分の複製部位を犠牲にして被害を減らすことも可能だが、複製部位の欠損・再生には心身の消耗を伴うため使用できる状況は限られている。

耳郎 響香（じろう きょうか） / イヤホン＝ジャック
声 - 真堂圭
三白眼でボブカットの女子生徒。髪の艶が心電図のような形になっている。
一人称は「ウチ」で、サバサバした性格だが、お化けや幽霊が苦手だったり女子らしい部分もある。
ノリ的に馬が合うのか上鳴と仲がよく、いじりあう場面が描かれる。稀に彼のことを「ジャミングウェイ」と呼ぶことがある。所謂貧乳で八百万百らスタイルが良いクラスメイトに囲まれていることを気にしており、さらに峰田から女子の中一人だけ性の対象として見られていない事実を知り気にする。
女子では八百万と一番仲が良く行動を共にすることが多い。
昔は音楽の道に進むかヒーローとなるか迷っており、ヒーローの道を決めた時は泣きながら両親に謝罪するも、両親にやりたいようにやればいいと励まされた。
自身に考案したヒーロー名は、ヒアヒーロー「イヤホン＝ジャック」。ヒーローコスチュームは仮免受験時に改良し、両腕手首に音響増幅（アンプ・リファー）装置を装備する。
楽器演奏や歌唱など音楽に関することが上手いが、自身の趣味がヒーロー活動に根付かないと劣等感を持つ。クラスの後押しを受けて、文化祭の出し物でのバンド隊リーダーとして、バンドメンバーに楽器演奏を教える。
“個性”：イヤホンジャック
プラグになった耳たぶを挿すことで自分の心音を増幅させて攻撃したり、微細な音をキャッチできる。プラグを伸ばせる距離は約6メートル。
威力は非常に高く、岩や大型ロボットなども簡単に破壊できる。

瀬呂 範太（せろ はんた） / セロファン
声 - 古島清孝
痩せ気味で黒髪の男子生徒。歯をむき出した表情も特徴。
爆豪から「しょうゆ顔」と呼ばれる。
A組男子では比較的年相応に性欲を持つ方だが、タッグを組むことの多い峰田の性欲丸出しな姿を目の当たりにし、自身については自重するようにしている。
ヒーローコスチュームはフルフェイス型でテープカッターを模した形のヘルメットを被る。自身に考案したヒーロー名は、テーピンヒーロー「セロファン」。
雄英体育祭では苛立っていた轟に一撃でやられて観客からドンマイコールを浴びせられたり、期末試験では峰田を助けるもミッドナイトの“個性”により眠って何もできなかったことで赤点となり補習を受ける羽目になるなど、他の生徒より不運な目に合うことが多い。
“個性”：テープ
両肘部にリールのような器官とスリットがあり、そこからテープ状の物体を射出する。
相手に巻き付けて動きを封じたり、前方の物体に貼り付け巻き取ることで高速移動ができる。切り離してトラップなどにも利用できる。3次元的な移動が得意で、授業で行われた救助レースでは堂々の1位となる。
バリケードテープ
周囲にテープを張り巡らせてトラップを作り、動きを止める技。

常闇 踏陰（とこやみ ふみかげ） / ツクヨミ
声 - 細谷佳正
烏のような顔立ちの男子生徒。静岡県出身。
常にクールに立ち振る舞ったり、「闇の饗宴」など仰々しい古風な言葉で話したりするなど中二病的な性格の持ち主で、“個性”ゆえに部屋全体が真っ暗なうえに不気味な雰囲気を醸している。
クラスにおいて強者の部類で、戦闘面では黒影の攻防一体な遠距離攻撃や防御を駆使するなど、判断力・戦闘力は高い。
ヒーローコスチュームは遮光性の黒マントで、それを羽織るだけのシンプルなもの。自身に考案したヒーロー名は、漆黒ヒーロー「ツクヨミ」。
職場体験やインターンを通じて、ホークスを自身の師匠として尊敬するようになった。
“個性”：黒影（ダークシャドウ）
伸縮自在の影のようなモンスターを身に宿し、操作しての戦闘が可能。
モンスターは知性を持ち会話もできる。意外にも愛嬌のある性格であり、踏陰の命令に忠実。闇が深い程に攻撃力は増大するが、強い光を浴びると戦意が弱り逃げ腰になってしまう。日光下の攻撃力は中の下程度。闇夜では巨大な姿になり絶大な力を誇るが、踏陰の怒りの影響で凶暴性が激化すると完全に制御不能になり、動くもの全てを無差別に攻撃する非常に危険な存在となる。ただし、この状態であっても何らかの光さえ作り出せれば一瞬で大人しくさせることが可能。

轟 焦凍

葉隠 透（はがくれ とおる） / インビジブルガール
声 - 名塚佳織
透明人間で服しか見えない女子生徒。
常に発動する異形系“個性”の影響で姿は全く見えないが、言動や手の動きからは活発な性格が窺える。作中では「ニコッ」などの擬音で表情が表現される。ちなみに明るい発言や大きなリアクションは存在アピールでもある模様。
ヒーローコスチュームは手袋とブーツのみで、本気になるとそれらも脱ぎ捨てて全裸になる。自身に考案したヒーロー名は、ステルスヒーロー「インビジブルガール」。
自分から全裸になるため女性としての道を踏み外しつつあるのではないかとクラスの女子から心配されており、行動を共にすることが多い尾白からは諫言を受けている。
“個性”：透明化
自身の姿を消す。常時発動の異形系“個性”。
集光屈折ハイチーズ（しゅうこうくっせつハイチーズ）
周囲の光を集光・屈折させての目くらましを行う。

爆豪 勝己

緑谷 出久

峰田 実（みねた みのる） / GRAPE JUICE（グレープジュース）
声 - 広橋涼
小柄でブドウのような髪型が特徴の男子生徒。
自身に考案したヒーロー名は、モギタテヒーロー「GRAPE JUICE（グレープジュース）」。
一人称は「オイラ」。スケベで女好きな性格で、ヒーローの志望動機も「女性にモテたい」という理由からである。思考・言動もエロに走りがちで、女子に触れたり、女子の更衣室・浴場を覗こうとして阻止・制裁されるものの懲りる気配もなく、教師にも「性欲の権化」と指摘されている。
何か事が起きたあとにネガティブな面を露骨に放言することが良くあり、蛙吹から「塩を塗り込むスタイルはよくない」と指摘されている。
入学当初はヒーローだからかっこいいと思っていたが、USJでの戦い以降は出久の姿に感化され、かっこいいからヒーローだという考えを持つようになった。
“個性”：もぎもぎ
葡萄のような髪型のボール部分（本人は「モギモギ」と呼ぶ）をもぎって取り、投げたり粘着を利用したりする。やり過ぎると出血するが無限に生み出せる。
一旦もぎると強い粘着性を持ち、相手を行動不能にできる。粘着力は体調に左右され、調子の良い時には一日中くっついたまま。自身にはくっつかずプニプニ跳ねる。
頭から取る故かもぎりすぎると出血することと、もぎって投げるという単調な動きから対人戦闘に不向きなことが弱点。

八百万 百（やおよろず もも） / クリエティ
声 - 井上麻里奈
黒髪のポニーテールが特徴の女子生徒。愛知県出身。
クラスの副委員長で、推薦入学者の一人。愛称は「ヤオモモ」。
性格はしっかり者だがたまにポンコツ。裕福な家庭に育ち、お嬢様口調のような話し方でクラスメイトは全員苗字に敬称を付けて呼ぶ。高校1年とは思えないナイスバディの持ち主で耳郎からは「発育の暴力」と評される。
自身に考案したヒーロー名は、万物ヒーロー「クリエティ」。ヒーローコスチュームは、“個性”を活かすため胸元から臍まで露出するレオタード風のスーツと、腰にヒーロー活動に役立つ物体の材質・構造が書かれた辞典を留めるベルトを装着する（初期案では法律に抵触する恐れがあるほどの露出度で手直しされる）。ベルトは辞書を支えるために分厚く作られ、辞書とそれを支える部分に磁石が入っており勝手に開いたり落ちたりはしない。創造すればコスチュームがはだけることが多々ある。
上鳴や耳郎とはUSJで共闘して以来仲が良い。
“個性”：創造
自身の肉体からあらゆる無生物を造り出すことができる。
造り出せる無生物は多岐に渡り、分子構造まで把握する彼女の知識量がそれを可能にする。創造物の量は本人の食事などによるカロリーの摂取に比例し、食べればたくさん作れる。
欠点は分子構造まで知る必要があるために初見の物は作れないこと、生成・構築するまでタイムラグがあり初動の機動性に欠くこと、カロリーを用いるため使用しすぎると動けなくなることで、後方支援型である(ただしマトリョーシカは彼女が一番最初に造れるようになったためほとんど無意識で大量に生産出来る)。
YAOYOROZU'S LUCKY BAG（ヤオヨロズラッキーバッグ）
複数のアイテムを詰めた袋を大砲で発射する技。

#### 1-B
同じくヒーロー科ではあるが、入学直後にヴィランとの実戦を経験したことで世間的に花形的扱いとなったAクラスを意識している傾向がある。生徒は五十音順に記載。
泡瀬 洋雪（あわせ ようせつ）/ ウェルダー
声 - 松岡禎丞
バンダナに逆だった髪と太眉に三白眼が特徴の男子生徒。
性格は頼れる今どき系男子。拳藤とは物間ストッパーコンビ。
ヒーローコスチュームは作業着に鎧の胴前部分を重ねたような独特なもので腰回りのバッグは筒状の鉄骨入り。
八百万のことが気になっているらしい。
“個性”：溶接
触れた物同士を分子レベルでくっつけることができる。
結合したいモノとモノに触れていないと発動しない弱点がある。
早業着工ウェルドクラフト
自身が所持する金属を相手と柱に溶接し、拘束する技。

回原 旋（かいばら せん） / スパイラル
声 - 西田雅一
短い黒髪の男子生徒。B組の地味代表。
ノリのいいツッコミキャラ。円場と仲良し。
好戦的で流されやすい性格だが、ただ流されているわけではなく自身より秀でた者の意見を尊重するスタンスの持ち主。
ヒーローコスチュームは、フード付きのジャケットの下にインナーを着用し、サポートアイテムとして指先に金属製のサックを装着。来ているもの全体に螺旋模様が入っている。
“個性”：旋回
自身の肉体をドリルのように回転できる。

鎌切 尖（かまきり とがる）/ ジャックマンティス
声 - 古島清孝
緑モヒカンにカマキリの様な顔、両頬から突き出した巨大な牙の様な物が特徴の男子生徒。実はヒーロー科で2番目の長身。
反射神経が良く、身のこなしが軽いアタッカーであるため、チーム戦などでは先陣を任される。
かなり好戦的な性格で攻撃的な言動を連発し、泡瀬に抑止されている。
ヒーローコスチュームは目の周りを覆う暗色のマスク、ジグザグ模様のシャツの上にボロボロの布を纏っていて、傍目にはヴィランみがある。
鉄哲徹鐵とは硬さがある故かトレーニング仲間。鎌切によると取陰はバラバラになれるからキザミがいがないとの事。
個性”：刃鋭
全身から刃物を出すことができる。
刃の形は用途に応じて自在に変化できる他、斬撃力も高い。

黒色 支配（くろいろ しはい） / ベンタブラック
声 - 天﨑滉平
銀髪と真っ黒な肌が印象的な生徒。
ヒーローコスチューム真っ黒だが手首と靴のカラーは白。
中二病のような話し方をするが強かな面もある。似たような性格である常闇にシンパシーを感じている。
物間に対しては「どんなに黒くても腹には潜れない」と自分の個性を混じえて揶揄している。
女子と話すのが苦手だが話すと「気があるのか？」と思ってしまうらしい。
“個性”：黒（ブラック）
黒色のものに溶け込むことが出来る。動かせるものであれば動かすことも可能。
高速移動、急襲や退避、人を掴み高速移動と便利な能力で、黒であれば相手の個性も操ることができる。

拳藤 一佳（けんどう いつか） / バトルフィスト
声 - 小笠原早紀
オレンジ色のサイドテールの女子生徒で委員長。
男勝りで情に厚い性格。姐御肌で面倒見が良くリーダーシップが突出している。
物間曰く「ゴリラ」。なお腕相撲でA組の切島を個性無しで倒す剛腕。
A組とは仲が良く、A組に失礼な言動をする物間を手刀で制裁したり、強制連行したりしている。
ヒーローコスチュームはノースリーブのチャイナ服+マスク。冬は長袖。
「可愛いから」と職場体験でウワバミにスカウトされ、CM出演したことで隠れファンが急上昇し、文化祭ではミスコンにエントリーさせられるなど容姿端麗である。しかし本人は、これによって自身より成績も“個性”も上の八百万と同列に見られることを嫌がっていた。
“個性”：大拳（たいけん）
拳を巨大化できる。
破壊力も強く、巨大化するほど攻撃力が上がる特性がある。
応用として、うちわのように周囲を扇ぐことで辺り一帯に風を巻き起こすことも可能。
双大拳
両手を瞬時に巨大化させ、攻撃する技。

小大 唯（こだい ゆい） / ルール
声 - イブ優里安
女子生徒。黒髪のボブヘアーが特徴。
無表情かつ無口で「ね」「ん」「んん！」が口癖。
好物はトマト。苦手な物は物間寧人で特に塩対応。
ヒーローコスチュームは、個性がサイズを変化させるものであるためかウルトラマンを彷彿とさせる紅白色のボディスーツでトサカが付いたサンバイザーを被る。両肩と腰回りに収納用のポーチを装備。
中学校の頃は本人の知らない所でファンクラブが存在した。
“個性”：サイズ
無生物限定でサイズ自由自在に変えられる。
ナットなどの小さな物を人サイズにも出来る。麗日のように手を合わせることで効果を解除できる。

小森 希乃子（こもり きのこ） / シーメイジ
声 - 真堂圭
女子生徒。B組で1番小柄。
肩に届かない程度のロングボブで、前髪で目が隠れているのが特徴で、目は瞳が椎茸の花切りの形をしている。
大人しそうに見えて明るく、いたずらっ子のような性格でキノコ単語が混じる口調で話す。
キノコとロリータファッションが好き。アイドルヒーローを目指している。
“個性”：キノコ
体から胞子を生み出し、あらゆる場所にキノコを生やすことができる。2〜3時間で効果が消える。
弱点はキノコを生やすために胞子を撒く故に味方を巻き込む事、湿度がないと生やすことができない事、殺菌処理。
肺攻めスエヒロダケちゃん
相手の気管にキノコを生やし呼吸しづらくさせる技。

塩崎 茨（しおざき いばら） / ヴァイン
声 - 桜坂美穂
女子生徒。
イバラのような刺々しい髪の毛を持っている。
慈愛の人で真面目で心優しい性格をしており、口調もいつ何時でも丁寧で、相手を欺くことを嫌う。また、キリストを思わせる聖者めいた様相で神に感謝したり敬虔な物言いをしたりしている。
コスチュームはトーガ（古代ローマの上着）。なお見た目全振り。靴はニーハイブーツ。寒い時は茨で覆う模様。
自身の個性故に、植物系ヒーローのシンリンカムイを尊敬している。
“個性”：ツル
頭に生えている伸縮自在の蔓を操る。蔓は切り離し操作も可能で、水と日光さえあれば無限に生える。

宍田 獣郎太（ししだ じゅうろうた） / ジェボーダン
声 - 諏訪部順一
裕福な家の生まれの男子生徒。野獣の様な毛むくじゃらの外見と眼鏡、下顎から突き出た2本の牙が特徴。
大柄でワイルドな見た目とは裏腹に温厚で物腰柔らかく、丁寧口調で話す。一人称が「私」、語尾に「〜ですな」「〜ですぞ」と付け、他人に対して「〜氏」と付ける。
ヒーローコスチュームは上半身裸でワンレンズのサングラス。
ハウンドドッグを尊敬しており、彼の様に理性を飛ばしたいと思っているが、お坊ちゃま育ちであることが邪魔をしている。
戦闘訓練中、塩崎や鱗などからは「黙示録の獣」や「黙示録」と呼ばれる。A組の八百万とはセレブ仲間。
“個性”：ビースト
獣化し体格・筋力・聴力・嗅力・視力が大幅強化される。また、“個性”発動中はテンションがかなり高まる。
ガオンレイジ
飛び掛かりから相手を掴み取り、勢いのまま投げつける技。

庄田 二連撃（しょうだ にれんげき） / マインズ
声 - 大隈健太
男子生徒。やや小柄で小太りで目が大きいのが特徴。
実直で真面目。頭が良く作戦立案もしている。
ヒーローコスチュームはプロテクター付きのジャケット、左目にモノクル型のHMD、手にはレーダー付きのグローブを装備する。
庄田によると、人は自分を「動ける恵体」と呼ぶとの事。
“個性”：ツインインパクト
1度発生させた衝撃を、任意のタイミングでもう1度発生させる。2度目の衝撃は最初に発生させた衝撃の倍となる。
ツインインパクト解放（ツインインパクトファイア）
「解放（ファイア）」と声を発することで2度目の衝撃を発生させる技。

角取 ポニー（つのとり ポニー）/ ロケッティ
声 - 悠木碧
ブロンドヘアに長い角と草食動物の様な顔と蹄のような足が特徴の女子生徒。
日系アメリカ人でアメリカからの留学生。社交的な性格。小柄な割に力持ち。
コスチュームはリンゴ風カラーの勝負服（騎手のユニフォーム）、頭と胴周りに馬具を模した革ベルト、鐙が付いたブーツ。
日本語はあまり流暢に話せないものの普段は日本語で話すが、怒りなど感情が昂ると英語で話しだす。物間に変な日本語を覚えさせられることもある。
“個性”：角砲（ホーンホウ）
自分の角を最大4本まで射出し、自在に操る。
便利に使える反面、角の角質の手入れが欠かせない。
角が伸び切るまでタイムラグがある事、角を頭に固定されると新しい角が飛ばせないのが弱点。

円場 硬成（つぶらば こうせい）
声 - 西田雅一
男子生徒。楕円形の目が特徴の少年。
ヒーロー名は保留中。
A組の轟を尊敬している。クラスメイトの回原や黒色とは色恋話で盛り上がる。
“個性”：空気凝固
肺活量分に応じた大きさと硬度の、円形かつ透明の壁を作り出せる。
応用して足場や箱も作成出来るが強い力が加わると割れてしまう。
エアプリズン
両手で四角く口元を囲んだ状態で息を吹き出すことで、透明の箱型の檻を作り出す技。

鉄哲 徹鐵（てつてつ てつてつ） / リアルスティール
声 - 沖野晃司
男子生徒。黒目が非常に小さく、ワイルドな容姿。
後先考えず、真っ直ぐにひたすら自分の信念を貫く性格。仲間思いであり、正義感の強い面が見える事から拳藤には「単細胞だけど悪くない」と評価される。また、自他共に認める馬鹿かつ一線を超えた馬鹿。
A組切島とは能力が被ってたり誕生日が同じだったりで意気投合し仲良のいいライバルとなっている。
“個性”：スティール
肉体を鋼鉄のように変化させる。
銃弾を跳ね返す程の強度で、都市部での対・凶悪犯罪向け。
強度とパワーは鉄分量に左右され、長時間使用すると鉄分不足で強度・パワーも低下する。
個性強化訓練で高熱に耐える特性を身に付ける。

取蔭 切奈（とかげ せつな）/ リザーディ
声 - 悠木碧
女子生徒。推薦入学者。肩より長いウェーブがかった黒髪と爬虫類風の顔（ギザギザした歯や長い舌）が特徴。
ヒーローコスチュームは爬虫類のウロコモチーフのボディスーツ。色はブルー系で再生機能付き。
「はい、しゅーりょー」が口癖。サバサバした振る舞いや中性的な言葉遣いとは裏腹に、戦闘においては相手の弱みをネチネチと突いていくいやらしいスタイルを得意とする。庄田と同じく作戦立案が上手く、信頼されている。
中学時代はギャル系だった模様。
“個性”：トカゲのしっぽ切り
全身をバラバラに細かく分解することができる。
バラバラになった状態でも「目」なら視覚、「口」なら発声など、本来の身体機能をそのまま維持している。
本体から離れた部位は一定時間で動かなくなり、その後に再生する。ただし、動かなくなった部位の再生には体力を消耗する。
個性強化訓練で、最大50パーツまで分割できるようになる。

吹出 漫我（ふきだし まんが） / コミックマン
声 - 石川界人
透明で、服の中から漫画のような紙の後ろに吹き出しが飛び出している顔をした生徒。なお、吹き出しは状況に応じて形状が変わり台詞が表示される。
ヒーローコスチュームは漫画モチーフでマスクはコマ割り、胴体は製図用インク。
子供好きで、感情豊かでポジティブな性格。主に頭の吹き出しで意志疎通するが、本人は普通に会話できるが擬音が多い。
角取とは、アニメの話で盛り上がることが多い。絢爛崎にトキめいている模様。
“個性”：コミック
発声した擬音語を具現化できる。ひらめき次第で強さが増す。
擬音を大きく連続で具現化すると喉に負担がかかる。

骨抜 柔造（ほねぬき じゅうぞう）/ マッドマン
声 - 北田理道
推薦入学者の一人である男子生徒。しゃれこうべのような顔をしている。作者曰く「イケメン」。
真面目で向上心が高く思考が柔軟、かつとても穏やかで物腰柔らで気配り上手で友達思いな性格。
意外にも英語を流暢に話せるため、ポニーとは英語で会話する。
コスチュームは全身を覆うフルアーマータイプ。色は黒メット黒スーツにオレンジ色が基調のアーマーが付く感じで地中に潜伏しても問題なく行動できる構造。
“個性”：柔化
触れたものを柔らかくできる。有効範囲も広く便利だが、無生物でしか効果がない。
再度触れるか骨抜が気絶するなどで解除される。
崩れた足場に対応できる相手にはとことん相性が悪いのが弱点。

凡戸 固次郎（ぼんど こじろう）/ プラモ
声 - 沖野晃司
男子生徒。頭部が液体チューブのような形状で、顔には凸凹型の大きな口、目や鼻らしき7つの穴がある。がっちりとした体格でヒーロー科1長身。
外見と裏腹にポテンシャルや分析力が高い一方、物腰穏やか且つのんびり屋な性格で、話し方も子供っぽい。
“個性”：セメダイン
顔にある穴から瞬間接着剤のような液体を噴出し、対象をその場に固めることができる。乾きの早さは調節可能。
グルースコール
接着剤をばら撒き瞬時に固め、敵の動きを制限する技。

物間 寧人（ものま ねいと） / ファントムシーフ
声 - 天﨑滉平
男子生徒。眠たげな目とニヒルな微笑みが特徴の金髪の優男。
どこかやる気の無さそうに見えて、かなりの神経質かつプライドが異常に高い性格。また感情が高ぶるとヒステリックな高笑いを上げて皮肉を連発するようになる。
B組では拳道からは言いすぎる度にしばかれている。また、角取に変な日本語を仕込むことがある。
A組に対抗意識を燃やす。B組では率直にものを言える人物として一目置かれるが、過度な挑発、自身を棚に上げた当てこすり、事の軽重を顧みずに嫌味を言ったりする。
ヒーローコスチュームは黒いジャケットを羽織ったタキシードを連想させる。個性の持続時間をチェックするための時計を腰のベルトに3つつけている（なお、この時計は時間の確認と同時に、「一度にコピー可能な数は3つまで」と相手に誤認させるブラフの意味もある）。
“個性”の性質上単独で力を発揮することができないため、周りからも「スーパーヒーローにはなれない」と言われてきたが、本人は「主役を喰らうことのできる脇役」とプラスに捉えている。
“個性”：コピー
触れた相手の個性の性質をコピーし5分間使うことができる。
4つまで“個性”をストックできるが、1度に発動できる“個性”は1つだけである。
タイミングよく切り替えるのであれば複数個性の併用すら可能の強い能力である一方、個性を知る必要がある事や熟練した使い方が出来ない（所謂スカ状態）という弱点もある。

柳 レイ子（やなぎ れいこ） / エミリー
声 - 佐倉綾音
女子生徒。左目が隠れた髪型と、目の下の隈、日本の幽霊の定番ポーズ（肘を曲げた両手を前に出して手の甲を見せる）が特徴。
B組1のミステリアス。拳藤と仲良しでミスコンに出演する際は衣装係・付き添いを率先して引き受けている。
ヒーローコスチュームは襟元にファーが付いたミニ丈の着物で口元をマスクで覆う。
“個性”：ポルターガイスト
ものを動かし、操ることができる。
ただし操れるのは人一人分の重量のみ。物によっては複数操ることも可能。

鱗 飛龍（りん ひりゅう） / 龍帷子（ロンウェイヅゥ）
声 - 桑野晃輔
男子生徒。辮髪の様な髪型が特徴。
真面目で勤勉。注意力が高くしっかり者で頼られている。
中国からの留学生だが小学校から日本に転校しているので、日本語が流暢。クラスメイトのために「アイヤー」を使用している。留学生仲間の角取とは親近感を抱いている。
ヒーローコスチュームは中華風で、顔半分をキョンシーの様な御札型のバイザーを装着。御札の文字は「随身保命」 。手はスケールガントレット、足はスケールブーツというサポートアイテムを装着、生成した鱗を溜め込みマシンガンのように発射出来る。 また、腰のバックにコラーゲン・カルシウムのサプリメントを常備。
“個性”：鱗
鱗を飛ばしたり、防具として活用できる。
鱗を生成するにはコラーゲンとカルシウムが必要不可欠で、戦闘時は補給用のサプリメントが欠かせない。

#### ヒーロー科3年
通形 ミリオ（とおがた みりお） / ルミリオン
声 - 新垣樽助（幼少期 - 美波わかな）
雄英高校トップ3「ビッグ3」の1人。
ヒーローコスチュームは、自身が川で溺れた際に救出してくれたヒーローのコスチュームと似たデザイン。服装で胸元には1000000（百万）の数字が入っている。本人の毛髪から作られた繊維で“個性”の発動に呼応して透過する。
目立った成績こそ残しておらず、かつて“個性”の影響で最下位にもなったが、努力で“個性”を完璧にコントロールし、本人曰く「凄まじい鍛錬によってビリからトップに上り詰めた」。オールマイトが出久と会う前に根津から「ワン・フォー・オール」後継者候補に指名されていた。「ワン・フォー・オール」の秘密もある程度知っている。
“個性”：透過
“個性”の発動中はあらゆる物がすり抜け、ほぼ全攻撃を無効化できる。
ただし、“個性”発動中は身に付ける服すらも落ち、光・空気・音も取り入れることができず、視覚・聴覚・呼吸機能などが遮断されて地面を落ちていく感覚が残る実体のない存在になる。そのため、注意しないと個性解除後に素っ裸という事故が起きる。
また、“個性”を解除すると質量ある物同士が弾き飛ばされる現象が発生するが、この際は身体の向きやポーズで弾かれる先を狙うことができ、地面に潜って“個性”の発動と解除を交互に繰り返すことで相手の背後を付く。

天喰 環（あまじき たまき） / サンイーター
声 - 上村祐翔
「ビッグ3」の1人。鋭い眼つきにとがった耳、黒髪が特徴の男子生徒。
威圧的な印象とは対照的に、かなりのネガティブ思考の持ち主かつ極度のあがり症ではあるが、その実力はプロ以上である。ミリオとは古い付き合い。
“個性”：再現
喰らった物の特徴を自身の肉体に再現できる。複数再現も可能。
「身に付けている」形で再現しており、肉体そのものが変化しているわけではないため、再現した箇所が攻撃されても環自身がダメージを受けることは無いものの、痛みなどは感じている様子がみられる。
混成大夥キメラ・クラーケン（こんせいたいかキメラ・クラーケン）
サイズ可変、複数同時再現、特徴自由選択により喰らった物の特徴を再現する。

波動 ねじれ（はどう ねじれ） / ネジレちゃん
声 - 安野希世乃
「ビッグ3」の1人で、長髪が特徴の女子生徒。
天真爛漫な性格で思ったことを、前後の脈絡なくそのままペラペラと喋ってしまう。
文化祭のミスコンに毎年出場しており、1、2年次は絢爛崎に敗北したが、3年次では優勝する。
“個性”：波動
自身の活力を衝撃波として飛ばす。
ただし衝撃波は威力こそ高いものの捻れるため、スピードはあまりない。また、足から放つことで浮遊もできる。

甲矢 有弓（はや ゆうゆ）
声 - 祖山桃子
波動の親友の女生徒。ボーイッシュ女子で、桃色ショートヘアとピアスが特徴。
波動が銀河一かわいいと思っており、ミスコンに参加するよう提案する。
エネルギーを放出する個性の持ち主のようで、第二次決戦では、雄英（天空の棺）で上鳴たちと共に電磁バリアにエネルギーを送っている。

#### ヒーロー科2年
不和 真綿（ふわ まわた）
声 - 関根有咲
ピンクがかった白いミディアムヘアーで、綿付きのピアスが特徴。
相澤が1クラス全員除籍した内のうちの一人。そのおかげで成長できたと語っている。

#### 普通科・サポート科
心操 人使（しんそう ひとし）
声 - 羽多野渉
普通科の1-Cの男子生徒。逆立った髪と目のクマが特徴。
ヒーローになる夢を長年持っていたが、自身の“個性”が雄英ヒーロー科の入試方法と相性が悪く、併願していた普通科に入学した。体育祭決勝トーナメントでの出久との対戦後に相澤に目を掛けられ、捕縛布の使い方等を叩き込まれ、試験の意味合いで参加したA・B組合同戦闘訓練を経てヒーロー科に編入する。
“個性”：洗脳
洗脳する意志を持ってした問いかけに返事をした者を操る。かかり具合には個人差がある。洗脳する瞬間だけ集中が必要。
自他ともに認める「ヴィラン向きの“個性”」。
複雑な命令や喋らせることは出来ない弱点があったが、個性を鍛えることで喋らせることは可能になった。
自身の肉声を相手に聞かせなければ洗脳は出来ず、そのため声を変換する拡声機やマイク越しでは発動せず、洗脳はある程度の衝撃で解ける。また、洗脳維持は複数人でも可能だが1度の問いかけで洗脳できるのは1人。
ペルソナコード
合同戦闘訓練から専用装備の変声可変機構マスク・ペルソナコードを装着。
マスク内の幾多のプレートを変形・共鳴させることで他人の声を真似て洗脳をかけることが可能となる。それと同時に、仲間内で疑心暗鬼に陥らせると大きな効果を生む。

発目 明（はつめ めい）
声 - 桜あず
サポート科の1-Hの女子生徒。ドレッドヘアのようなピンク色の髪の毛に、照準器のような模様の入った眼が特徴。ゴーグルを装着する。
八百万に匹敵するグラマラスなプロポーションを持つ。
生粋の発明家で自分の発明品を「ドッ可愛いベイビー」、「第（制作順数）子」と呼ぶ。
あけすけな性格故に異性にも遠慮せず接近する。また、計算高く病的な自己中心性も持ち合わせている。パワーローダーによると「病的に自分本位」で、関わる人物の心を乱すと同時に「常に行動し、失敗を恐れず、既成概念に囚われない」と評価される。
また、出来るデザイナーは客の無茶に対応できてこそという考えから、他人に制作を頼まれた際にはしっかりと相手の意見にそったものを作る。出久が彼女の発想から、自分の攻撃スタイルを度重なるダメージを受けた腕でなく、脚と蹴りに転換することを思いつく。それ以降、ヒーロー科のヒーローコスチュームにパワーローダーと共に合作したり、出久のヒーローコスチュームを個人で請け負う。
“個性”：ズーム
約5kmほど先の物まで見ることができる視力を持つ。
また自身が高速で動いている最中でも、対象に正確に照準を合わせてロックオンすることができる。

絢爛崎 美々美（けんらんざき びびみ）
声 - 渋谷彩乃
サポート科の3-Gの女子生徒。長いまつ毛と容姿・服装の派手さが特徴。
面倒見が良いが後輩の発明には手を焼いている。
モットーは「サポート科たるもの、どんなときでも美しく！」であるらしい。
大胆かつ豪華絢爛なアイテムを作るらしい。すでにマニアックで熱狂的なファンもいる模様。
文化祭のミスコンで2年連続で優勝するが、3年次では波動に敗れる。
顎大和 筒隆（あごやまと つつたか）
声 - 佐々木義人
普通科の男子生徒。名前の通り軍艦の船首のような筒型なやしゃくれた下顎ときっちりセットなリーゼントが特徴。
棘池と共に1-Aの生徒たちを「騒動の元凶」と扱って毛嫌いし、文化祭での彼らのライブをこけ下ろそうとするが、予想以上に心踊らされ、終了後に見下していたことを謝罪する。
棘池 築稚（とげいけ ちくち）
声 - のぐちゆり
普通科の女子生徒。黒髪の短いツインテール、トゲ付きのヘアゴムが特徴。
顎大和とは仲がいいのか、よく一緒にいる。

#### 雄英高校の講師
雄英高校の講師は全員がプロのヒーローである。 
根津（ねづ）
声 - 高戸靖広
雄英高校の校長。人間ではなく、個性が発生した動物。
ネズミのような外見で、当人も「ネズミなのか犬なのか熊なのか」と疑問を抱いている。
喫煙者で話し好きでフランクな性格。話が長く、オールマイトからも「話し始めると長い」と言われている。
右目周辺に傷があるが、これはリカバリーガール曰く、「昔人間にいろいろされた時のもの」とのこと。
オールマイトの負傷や「ワン・フォー・オール」の事情を知った上でオールマイトを招聘する。
狭い所に入り込むことが大好きであり、よく相澤の操縛布の中に入っている。
“個性”：ハイスペック
「動物が人間以上の頭脳になる能力」。世界的にも例を見ない唯一無二の存在。
作中では期末テストでは重機を自在に操り、建物を「どこを壊せばどの反応を起こすか」と考え、芦戸と上鳴を不合格に追い込む。

イレイザー・ヘッド / 相澤 消太（あいざわ しょうた）
声 - 諏訪部順一
雄英高校の男性講師。1-Aクラスの担任。長髪に無精ヒゲでくたびれた外見。
合理的であることを尊び、時間の無駄を嫌う。
性格故に見込みがない者は「半端に夢を追わせる事ほど残酷なものはない」と早々に切り捨てる主義で、除籍指導回数は通算154回、昨年度は1クラス全員を除籍処分にした。
非情で厳しいように見えるが、命懸けのヒーロー業を生き抜くことを見据えての判断で、彼なりの優しさでもある。指導方針の違いにより、オールマイトとはウマが合わないが、生徒のことは関係性や心理状態に至るまで良く見ており、面倒見が良い。リカバリーガールからはなんだかんだ甘いと言われているが、生徒のためなら命懸けで戦う姿は生徒からも慕われており、ヒーロー嫌いな死柄木がかっこいいと認めるほど。
メディアへの露出を嫌い、知名度は低い。考えるのが面倒だったため、高校時代にマイクが考えた抹消ヒーロー「イレイザー・ヘッド」をヒーロー名とする。ヒーロー活動時は目線を悟られないためにゴーグルを着用する。また、「一芸だけじゃヒーローは務まらん」と、炭素繊維に特殊合金を編み込んだ帯状の「捕縛武器」を首に巻き、近接格闘にも対応する。
『ヴィジランテ』にて、雄英校生時代の過去が明かされる。当時は自身の“個性”を、どのようにヒーロー活動に活かすか迷う、根暗な少年だった。よく山田（後のマイク）や白雲とつるんでいた。なお、ミッドナイトのことは本名で呼んでおり、インターン先もミッドナイトと山田と白雲と同じであった。
“個性”：抹消
凝視している間、視た者の“個性”を抹消する。瞬きで解除される。発動中は髪が逆立つ。ドライアイを患っているため長時間は使えず、目薬を常用する。
「発動型」と「変形型」の“個性”の持ち主には能力が通じるが、能力が身体的特徴に表れている「異形型」の“個性”には効かない。
本人曰く「基本となる人体に、特別な仕組みが+αされた物が"個性で、その+αを一括りにして"個性因子"と呼ばれていて、あくまでその"個性因子"を一時停止させてるだけ」とのこと。

プレゼント・マイク / 山田 ひざし（やまだ ひざし）
声 - 吉野裕行
ボイスヒーロー。英語の担当教師。入試では受験者向けのプレゼンを担当。
全体的にテンションが高くうるさいが、根はまっすぐで友達思い。生徒を「リスナー」と呼ぶ。虫がとても苦手で森が嫌い。エンデヴァーとは息子の教師であるため「気まずい」らしい。相澤と同じ雄英高校の同級生でクラスメイトであり、彼のヒーロー名を考案した。
『ヴィジランテ』では高校時代の過去が明かされ、相澤と同じく白雲の死の現場に居合わせ、相澤のことを密かに見守っていた。
“個性”：ヴォイス
暴風のような「声」を発し、相手にぶつける。首のガジェットは指向性スピーカー。耳郎曰く完全に上位互換。
その威力は凄まじく、誕生時に産声で両親と分娩医の鼓膜を破ってしまったほどらしい。
ラウドヴォイス
広範囲に衝撃を与える技。

リカバリーガール / 修善寺 治与（しゅうぜんじ ちよ）
声 - 小桜エツコ
妙齢ヒロインを自称する看護教諭で見た目は小柄でやさしげな老婆。
希少な治癒の“個性”を持つ、雄英の“屋台骨”となる存在。
「ワン・フォー・オール」の秘密を知る数少ない人物の一人。
生徒などによくお菓子を配るが、これは治癒の際の体力回復を補助する目的でもある。
“個性”：癒し
対象者の治癒力を劇的に活性化させる。重傷もたちどころに治癒できるが、それには傷に応じた対象者自身の体力が必要。
重症を治癒すると体力が尽きて「逆に死ぬ」ことや回復箇所の上限を超えると対象部位が使用不可になる事もある。
そのため小さな傷は治さずにおいたり、時間や日をまたいで回数を分けて治癒することもある。

ランチラッシュ
クックヒーロー。食堂勤務。コック帽と制服を身にまとい、顔にはパイプが付いた機械的なマスクを着けている。
一流の料理を安価で提供。登場時は毎回サムズアップしている。
13号 / 黒瀬 亜南（くろせ あなん）
声 - 犬山イヌコ
スペースヒーロー。災害救助で目覚ましい活躍をする紳士的なヒーロー。宇宙服のようなコスチュームを着ており、素顔は短髪の美女である。
“個性”：ブラックホール
どんなものでも吸い込んでチリにしてしまう。ビームも光子分解して吸い込む。

ミッドナイト / 香山 睡（かやま ねむり）
声 - 渡辺明乃
SMプレイの衣装のようなコスチュームを身を包む「18禁ヒーロー」。担当科目は近代ヒーロー美術史。
素肌のように見える部分は肌色（アニメ版では白色）超極薄タイツに覆われ、個性発動時には破いて「眠り香」を放つ。武器はキャットオブナインテイルの鞭。
『ヴィジランテ』にて、相澤らと同じく雄英高校の卒業生であり、彼らの1学年先輩であることが判明する。高校生の時から過激な露出をするヒーローコスチュームであり、本人は「1年後には日本の常識が変わる」と自信満々であったが、この1年後に「ヒーローコスチュームにおける露出についての規定法案」の審議が開始された。
“個性”：眠り香
自身の肌から放たれる香りによって、吸い込んだ周囲の者を眠らせる。
女より男に効果がある模様。

セメントス / 石山 堅（いしやま けん）
声 - 大隈健太
直方体の顔をした大柄なヒーロー。担当科目は現代文。
角張った外見とは裏腹に丸みを好む。オールマイトのファン。戦いとは、如何に自分の得意を押し付けるかのものという考えを持つ。
“個性”：セメント
触れたコンクリートを意のままに操る。

スナイプ
声 - 奈良徹
ドレッドヘアにガスマスクのような仮面を着けたガンマンスタイルの男。ヒーロー科3年を担当。
“個性”：ホーミング
遠距離にいる相手の位置を一瞬で把握し、急所を撃ち抜くことができる驚異の命中率を得る。

エクトプラズム
声 - 西田雅一
耳まで裂けた口が特徴。41歳。喋る際に漢字以外はカタカナ表記される独特の喋り方をする。
昔、あるヴィランに両足を奪われ、義足を着けている。
“個性”：分身
口からエクトプラズムを飛ばし、任意の位置で本人に化けさせられる。一度に出せる人数は約30人ほどらしい（しかしカラオケを2〜3曲歌った後など、喉を馴らしてからならば36人くらいまで発生させることができる）。
強制収容ジャイアントバイツ（きょうせいしゅうようジャイアントバイツ）
巨大な自身の分身を造り出し、大きく開けた口で対象を呑み込む技。呑み込まれた対象は分身の体に取り込まれる。
この大型分身の形成中は、他の分身は出せなくなってしまう欠点もある。

パワーローダー / 埋島 干狩（まいじま ひがり）
声 - 北沢洋
掘削ヒーロー。サポート科を受け持つ。重機を連想させるヘルメット状のマスクや大きな手、対照的に小さめの体（本人的にはコンプレックス）と足が特徴の男。
コスチューム開発のライセンスを持ち、アイテム開発も自分でこなす天才肌。
天才肌ゆえか友だちが少なく、教師陣の中でも変わり者として見られている。発目の開発によく巻き込まれ注意をするも聞き入れてもらえない。
普段はヘルメットだけ被るが、戦闘時は重機を獣型にしたような巨大パワードスーツを身に纏う。
“個性”：鉄爪
この爪で地中を掘り進んで戦う。

ブラドキング / 管 赤慈郎（かん せきじろう）
声 - 松田修平
ブラッドヒーロー。1-Bの担任。筋肉質の男性。下顎から突き出た牙と、左頬に十字傷があるのが特徴。
熱血漢でA組をライバル視する。長い付き合いが故にハウンドドッグの犬語を通訳する。
“個性”：操血
自身の血を自在に操ることができる。

ハウンドドッグ / 犬井 猟（いぬい りょう）
声 - 花輪英司
猟犬ヒーロー。生活指導担当。異形型の”個性”で、犬のような見た目が特徴。
面構署長とは同じ犬顔だが血縁関係はない。
“個性”：犬
犬の特徴を持つ事になる異形型の”個性”。感情が昂ると人語を忘れて犬の様に恐ろしく唸ってしまう。
犬の特性ゆえか嗅覚に優れ、対象の汗を嗅ぐと精神状態も把握できる。また骨が大好きで、見ると悦に入る。

### 1-A生徒の親族

#### 緑谷家
緑谷 引子（みどりや いんこ）
声 - 川上彩 / 南波ゆき
出久の母親。第四世代。出久が幼少時の若い頃は痩せていた。“個性”はちょっとした物を引き付けること。出久の“無個性”に責任を感じていたが、出久の“個性”に関しては、彼自身から「突然“個性”が発現した」と説明され、それを信じている。雄英入学後は手製のジャンプスーツをプレゼントするなど、ヒーローを目指す出久を応援する。
緑谷 久（みどりや ひさし）
引子の夫で、出久の父親。“個性”は火を吹くこと。現在、海外へ単身赴任中。

#### 轟家
エンデヴァー / 轟 炎司（とどろき えんじ）
声 - 稲田徹
燃焼系ヒーロー。雄英高校OB。事件解決数史上最多を誇る、オールマイトに次ぐNo.2ヒーロー。轟焦凍の父親。極めて上昇意欲が強く、オールマイトに強い対抗意識を抱く。実力は非常に高く、No.2に相応しい高い洞察力も持つ。記憶力も高く、エンディングについて細かく覚えていたり、妻である冷が初めてあった時に一度しか言わなかった好きな花を正確に覚えていたりした。20歳の頃には既にNo.2の座にいたが、鍛錬を重ねる度にNo.1ヒーロー、オールマイトとの差を痛感し、彼を超えられないことに気づく。そこで目を付けた“個性”を持つ冷の親族を金で丸め込む形で結婚し、自分の子をオールマイト以上のヒーローに育てようとする。子供達でも自身が望む”個性”が出現した“最高傑作”である焦凍にオールマイトを超えることを強要し、自分へ反発して炎を使わないことに不満を持つ。
焦凍からは冷を追い詰めたとして嫌悪される。一方、炎司も焦凍のことは「仔」と語るなど正常な親子関係は築けていない。神野での救出作戦後にオールマイトの限界引退という不本意な展開で新たなNo.1ヒーローに繰り上がる。八斎會突入作戦2日後、仮免補修を受講する焦凍の見学に来ていたところでオールマイトと再会し、彼との会話を経て焦凍が胸を張って誇れるようなNo.1ヒーローになると焦凍に告げる。また、他の家族に対する態度も変わっており、子供達との関係を治そうとしたり、妻に彼女の好きな花を送ったりしている。
“個性”：ヘルフレイム
体に爆炎を纏い、放出できる。炎系統で地上最強と言われる“個性”。ヒーロー活動時以外も髭の部分だけは、力を誇示するため常に炎を発現する。アニメ版で追加された戦闘描写では、炎を火の玉や槍状に変化させる、温度調節により敵の体細胞を炭化させる、靴部分の炎の温度を上げることでコンクリート壁を溶かしながら壁を駆け上がるなどの応用を見せる。個性を長時間使用すると身体の体温が上昇し、身体機能が低下するデメリットがある。

轟 冷（とどろき れい）
声 - 根谷美智子
エンデヴァーの妻。焦凍の母親。氷を操る“個性”を持つ。エンデヴァーはそれに目を付け、名声と金で彼女の親族を丸め込み結婚した。年齢は公式未発表だがとても美しい容姿をしている。
焦凍には優しかったが、自身の“個性”にしか興味のない夫の言動によって精神的に疲弊し、エンデヴァーの“個性”が発現した焦凍の左側に熱湯を浴びせて火傷を負わせたことで強制入院させられた。しかし、雄英体育祭後に自分を見つめ直した焦凍と数年ぶりに再会し、和解する。
轟 冬美（とどろき ふゆみ）
声 - 真堂圭
エンデヴァーの娘。焦凍の姉。小学校教諭。弟の焦凍に何もしてあげられなかったことに負い目を感じ、教職を目指す。家族が仲良くすることを望んでおり、炎司が改心したことには一番喜んでいた。
轟家には焦凍と彼女を含め4人子供がいるが、エンデヴァーの望む“個性”が出なかったとして焦凍以外は英才教育を受けていない。
轟 夏雄（とどろき なつお）
声 - 新祐樹
エンデヴァーの次男で、焦凍の次兄。19歳。大学生で、彼女がいる。
己の欲望のために母や兄弟たちを苦しめた父を今でも許すことが出来ず、複雑な思いを抱く。
轟 燈矢（とどろき とうや）
声 - 下野紘（幼少期 - 白石涼子）
エンデヴァーの長男で、焦凍の長兄。荼毘を参照。

#### その他の親族
インゲニウム / 飯田 天晴（いいだ てんせい）
声 - 北田理道
飯田天哉の兄。ターボヒーロー。チームIDATENの代表を務める。出久曰く「東京の事務所に65人もの相棒を雇っている大人気ヒーロー」。
雄英体育祭開催中に保須市でステインに襲撃され、脊髄損傷による下半身麻痺の重傷を負って再起不能になり、ヒーローを引退する。
『ヴィジランテ』では、ヒーローとしての活躍が描かれる。ヒーローにとって1番大切なこととして、不安に陥っている人を安心させるために1秒でも速く駆けつける「速さ」を信条とする。事務所はチームプレイを重視し、相棒にナビやパトロールなどを担当させる。あまり活用機会が無い移動系“個性”を持つ人々を「ワンポイントの“個性”を拾い上げて適材適所に配置し、チームの総合力で勝負、サポート要員のサイドキックとして現場で経験を積ませ、やがてヒーロー資格を取得させる」という方針の「チームIDATEN」へ積極的に勧誘する。
“個性”：エンジン
弟と同じ“個性”だが、排気口は脹脛ではなく両肘にある。

爆豪 勝（ばくごう まさる）、爆豪 光己（ばくごう みつき）
声 - 武田太一（勝）、喜代原まり→足立由夏（光己）
爆豪の両親。
父・勝はヒーローを夢見る時期があったが、デザイン業に興味を持ち、その関係の仕事に行く。仕事先で光己と出会い、猛アプローチを受けて、結婚に至る。
勝の“個性”は掌から発火・爆発性の汗を出す「酸化汗」。光己の“個性”は保湿効果のある「グリセリン」。
お茶子の父と母
声 - 松田修平（父）、江場梨絵子（母）
お茶子の両親。父親は建設会社を経営するが、あまり儲かっていない。
耳郎 響徳（じろう きょうとく）、耳郎 美香（じろう みか）
声 - 樋渡宏嗣（響徳）、渡辺明乃（美香）
響香の両親。耳郎姓は妻側であるため、響徳が婿養子になる形になっている。作曲家の響徳が美香の音楽の才能に惚れ込み、結婚した。
夫は全寮制について反対する厳格の父親を演じていたが、実際はオールマイトの戦いを見て感激し、娘が彼の教えを受けられることを泣いて喜んでいた。
母・美香の“個性”は「耳タブジャック」。
青山優雅の父親と母親
声 - 中博史（父親）、折笠富美子（母親）
父親は眼鏡の男性で、母親は長髪の女性。二人とも富裕層の家系出身で、何不自由なく大切に育てられ、無個性として生まれてきた息子の優雅が「皆と違う」ことを気に病んでしまい、噂を辿ってオール・フォー・ワンの下に辿り着いて、優雅に「ネビルレーザー」の“個性”が与えられたため、オール・フォー・ワンに逆らえなくなり、優雅と共にオール・フォー・ワンの内通者にさせられた。

### 士傑高校
夜嵐 イナサ（よあらし いなさ） / レップウ
声 - 岩崎諒太
性格は馬鹿正直で、マイクからは「豪快に繊細だな」と言われる。出久らと同学年で、同年度の雄英高校の推薦入試をトップの成績で合格していたが、入学を辞退し士傑高校に入学している。その実力は相澤も高く評価している。ヒーロー名は「レップウ」。ヒーローコスチュームは各所に噴射口が装備されたコート。現見ケミィは声量がデカいと思っている。爆豪からは「ハゲ」と呼ばれた。
ヒーローに一番大切なものは「熱さ」という持論を持ち、その対極に位置する私怨に囚われたエンデヴァーと、その息子の焦凍を激しく嫌悪していたが（雄英に進学しなかったのも推薦入試で出会った焦凍に無視されたため）、ヒーロー仮免許取得試験を通じて彼らへの認識を改める。
“個性”：旋風
風を操る事が出来、爆風を起こして対象物を巻き上げたりすることが可能。また同時に発生させた風の繊細な強弱も行える。

肉倉 精児（ししくら せいじ） / シシクロス
声 - 古川慎
2年の男子生徒。父親はタルタロスの看守。
非常にプライドが高く歪んだ正義感を持ち、自分の価値観を押し付けようとする傾向がある。雄英を尊敬しているものの、度々ヴィランと接触する騒動を起こす1－Aを快く思っておらず、特に素行に問題が多い爆豪を異常に敵視している。それ故同じ士傑のメンバーからも「激情型男」と呼ばれる。ちなみに強い信念を持ってそうに見えるが周りに流されやすい。
“個性”：精肉
自分が揉んだ他者の肉体を肉塊に変化させる。他者の肉体はこねて丸くする程度だが、自分の肉体は自由度が高く、切り離して操作をしたり、肉を集めて巨大に形成することも出来る。なお、肉塊にされた者は肉塊状態でも痛覚は作用しており、肉倉本人が受けたダメージ次第で解除される。

現見 ケミィ（うつしみ けみぃ） / マボロミケミィ
声 - 茅原実里
女子生徒。厚い唇が特徴的で明るく能天気な性格。イマドキ言葉で話すが乱用しすぎて伝わらないこともよくある。肉倉曰く「底抜けに阿呆である」らしく補習時、指導だったギャングオルカは「なんかダメそうだ」と思っていた。
“個性”：幻惑
少しの時間、幻を作り出せる。自然を映し出したり、人物の場合声を出したりすることも可能。

毛原 長昌（もうら ながまさ） / チューイー
声 - ボルケーノ太田
2年1組のクラス委員長。全身を覆う体毛が特徴。士傑高校は雄英と異なり教師が成績や素行を鑑みて委員長を決めるため、大人からも認められる素質を持つ。前述の通り穏やかで礼儀正しく、肉倉が無礼を働いたことを爆豪に謝罪したほか、仮免二次試験で要救助者の安全確認せずに個性で豪快に助けた夜嵐を注意するなど、リーダーシップに優れている。
“個性”：伸毛（しんもう）
伸縮自在の体毛を自在に操るが、その長さ故によく絡まる欠点がある。

### 傑物学園高校
Ms.ジョーク / 福門 笑（ふくかど えみ）
声 - 永井真里子
スマイルヒーロー。傑物学園高校2年2組担任の女性教師。スマイリーフェイスが描かれたコスチュームを着用している。
相澤とは昔事務所が近くだった関係で旧知の間柄であり、助け助けられを繰り返すうちに相思相愛になったと語っているが、あまりにも絡み辛い性格のため、相澤からは鬱陶しがられている。
何度も“個性”で相澤を爆笑させようと試みたが、直前に相澤によって“個性”を消され失敗している。
“個性”：爆笑
近くの人間を無差別に笑わせ、思考・行動共に鈍らせる。出久曰くこの“個性”を用いた彼女のヴィラン退治は「狂気に満ちている」とのこと。

真堂 揺（しんどう よう） / グランド
声 - 粕谷雄太
傑物学園高校2年2組所属の男子生徒。表向きは顔の良いさわやかなイケメンだが、戦闘中などは口が悪くなる性質で、爆豪には見抜かれていた。中瓶と交際している。頭に着けているのは、振動から脳を守るためのもの。
“個性”：揺らす
触れたものを揺らす。揺れの大きさや速度に応じただけの余震が自身の体にも反動するデメリットもある。
震伝動地（しんでんどうち）
大規模な地割れと地震を同時発生させる技。

中瓶 畳（なかがめ たたみ） / タートルネック
声 - 潘めぐみ
傑物学園高校2年2組所属の女子生徒。魚の形のピアスをしている。ミーハーで明るい性格で轟にサインを求めた。また、真堂と交際しており、素の性格の方を求めている。
“個性”：折り畳み
身体を亀のように折りたためる。救助向きの個性。

真壁 漆喰（まかべ しっくい） / Mr.スミス
声 - 小上裕通
傑物学園高校2年2組所属の男子生徒。仮面を付けたような顔つきをしている。
“個性”：硬質化
両手でこすったりこねたりした物を硬くする。生物には適応されない。

投擲 射手次郎（とうてき いてじろう） / ブーメランマン
声 - 大隈健太
傑物学園高校2年2組所属の男子生徒。内向的な見た目と性格だが、意外とお喋り。真壁とは名コンビ。
原作では個性名しか明かされなかったが、アニメ版で名前と個性の詳細が判明した。
“個性”：ブーメラン
手にしたものを好きな軌道で投げることができる。作中では投げたボールを地中に潜り込ませ、攻撃している。

### 勇学園高校
万偶数 羽生子（まんぐうす はぶこ）
声 - 内田真礼
蛙吹の中学時代の友達。初登場は第10巻の番外編。首から上が蛇の顔した女の子。
“個性”：弛緩
見た相手を3秒間弛緩させる。

藤見 露召呂（ふじみ ろめろ）
声 - 木村良平
オリジナルアニメ「Training of the Dead」に登場。”個性”は強力でヒーローへの憧れも強いがやや傲岸不敵な人物で、雄英をライバル視している。
“個性”：ゾンビウィルス
感染した者をゾンビ化させるウイルスを含んだガスを噴射する。ゾンビ化すると攻撃によるダメージを受けず、思考が停止し、攻撃力と凶暴性が増加する。さらにゾンビ化した者に噛まれた者もゾンビ化する（藤見本人もその影響を受ける）。ガスが消えてから一定時間が経つとゾンビ化は解ける。

赤外 可視子（せきがい かしこ）
声 - 吉川麻美
オリジナルアニメ「Training of the Dead」に登場。勇学園ヒーロー科の1年女子生徒でクラス委員。メガネ女子。
“個性”：赤外線
赤外線による策敵能力。

多弾 打弾（ただん だだん）
声 - 峰岸佳
オリジナルアニメ「Training of the Dead」に登場。
“個性”：ミサイル
身体から無数のミサイルを発射する。

### 聖愛学院
アニメオリジナル。
印照 才子（いんてり さいこ）
声 - 上田麗奈
アニメオリジナルキャラクター。IQ150を誇る天才。お嬢様口調で話すが、自身の立てた作戦で相手を追い詰めることに快感を覚える腹黒い性格でもある。
“個性”：IQ
紅茶を飲んで目を閉じてる間だけ、IQが増幅する。増幅の大きさは紅茶の種類によって違いが出る。

### ヒーロー

#### オールマイト関係者
志村 菜奈（しむら なな）
声 - 園崎未恵
7代目ワン・フォー・オール継承者。オールマイトの前に「ワン・フォー・オール」を所有していた女性。
グラントリノの盟友で、「ワン・フォー・オール」とは別に生来の“個性”「浮遊」を持っていた。
既に故人で、オールマイトが18歳の時“オール・フォー・ワン”に殺害された。虎太郎という息子がいたが、夫も殺害されていたこともあり、“オール・フォー・ワン”らヴィランとの戦いに巻き込みたくないという想いから、里子に出している。
オールマイトからは非常に敬愛されており、彼が出久に与えた言葉の中には、オールマイトが志村から言われた言葉がいくつかある。死柄木弔 （志村転弧）の祖母にあたる。
“個性”：浮遊
詳細は不明だが、文字通りに自身を浮遊させる個性。

グラントリノ / 酉野 空彦（とりの そらひこ）
声 - 緒方賢一（青年期 - 北田理道〈OVA〉）
隠居中のプロヒーロー。オールマイトの師匠で、志村菜奈の盟友。山梨県を拠点にしている。
元々ヒーロー活動には興味がなく、ヒーローオタクの出久が知らないほどヒーローとして無名。オールマイトを鍛えるために、“個性”の自由使用ができるヒーロー免許を取った。
過去に1年間、オールマイトを鍛えるため雄英高校に勤め、彼が本気で震えるほどのトラウマを植え付けた。実カはトップヒーローと同等だが、年のため全力で“個性”を使用すると腰を痛める弱点がある。
“個性”：ジェット
足の裏の噴出口からジェットを噴射する。自身が吸い込んだ空気量の分に応じて強力な噴射ができる。

サー・ナイトアイ / 佐々木 未来（ささき みらい）
声 - 三木眞一郎
オールマイトの元サイドキック。38歳。オールマイトによれば、当時サイドキックを取るつもりはなかったが、熱意で根負けさせ自身を雇わせた。現在は独立し、サイドキック2名とインターン生1名で事務所を運営する。
オールマイトに憧れ、緑色の髪にメッシュを入れている。眼鏡を着用しており、一見細身な体格だが、その身体は非常に鍛え上げられ、サポートアイテムに「超質押印」という1個5kgの印鑑型投擲道具を複数持ち歩く。印鑑型なのは自らの姿に合わせたユーモアで、左手にストックして右手で投げる。
自他共に厳しくストイックな仕事ぶりが有名だが、筋金入りのオールマイトファンで、ユーモアを最も尊重する。「ワン・フォー・オール」の秘密も知っているが、出久ではなくミリオに継がせるべきと考え、出久を後継者として認めない。
『ヴィジランテ』では、オールマイトのサイドキック時代が描かれる。
“個性”：予知
対象人物の一部に触れ、目線を合わせることで、1時間の間、その人物のとり得る行動を先に “見る” ことができる。発動条件は社外秘。1度発動すると、24時間のインターバルが必要。
なお、ナイトアイは未来を変える方法を長年探っていたが、予知した未来を変えるには「自分の望む未来のヴィジョンを強く持つこと」「複数人でその一つの未来を望むこと」がエネルギーとなり、何かしらのきっかけにそのエネルギーが集約することで予知は覆すことができると最期の時に語っていた。

#### 雄英のイベントに関わるヒーロー
チーム・ラーカーズ
エッジショット・シンリンカムイ・Mt.レディの3人がチームアップしたもの。冬のインターンで、上鳴・瀬呂・峰田を受け入れた。
エッジショット / 紙原 伸也（かみはら しんや）
声 - 鎌苅健太
No.5⇒No.4ヒーロー。忍者のような外見をしていて、現れる際の効果音は「ドロン！」。
“個性”：紙肢
本人はあくまで「忍法」と言い張っているが、実際は体を紙状に薄く細く引き伸ばせる“個性”。その変化速度は、鍛練により音速を超える域のスピードにまで昇華されている。鍵のかかったドアも、紙のように薄くなって隙間を通り抜ける事が可能。隠密・潜入行動に適した“個性”。
忍法 千枚通し（にんぽう せんまいどおし）
“個性”を用いて、自身の体を紙状に薄く伸ばして行う打突攻撃。 その速度は音速を超え、人体も容易く貫通する。
シンリンカムイ / 西屋 森児（にしや しんじ）
声 - 北田理道 / 西山宏太朗
人気急上昇中の若手実力派ヒーロー。一人称は「我」。黄色い声援を受けるほど、女子にも人気があり、お菓子のペッツヘッドとして商品化などもされている。Mt.レディとは事務所が近所なため、共闘することが多い。そのため、彼女に関しては本当に迷惑してると語っているが、オールマイトと“オール・フォー・ワン”の再戦で別動隊を救出する際に、気を失っている彼女に「よく頑張ったな」と伝える。エッジショットは憧れの存在であったため、チームを組まないかと打診された時は嬉しさで2時間咽び泣いた。
“個性”：樹木
体を樹木化させ自在に操ることができる。爆炎系の“個性”は樹木（身体）が燃やされるため苦手。
先制必縛ウルシ鎖牢（せんせいひつばくウルシさろう）
腕から多数の枝を素早く伸ばして、敵を拘束する技。先手を取れば複数人を同時に捕縛することも可能。
Mt.レディ（マウントレディ） / 岳山 優（たけやま ゆう）
声 - 名塚佳織 / 南波ゆき
新人の女性ヒーロー。第1話冒頭のNR田等院駅での怪物化したヴィランとの戦闘にてデビュー。いわゆる“ニッチな層”に受けている。自己顕示欲が強く、夢は「ビッグになること」。シンリンカムイと熱愛の噂が浮上するほど、よく行動を共にしている。
必殺技「キャニオンカノン」でヴィランを倒して華々しくデビューを飾ったものの、建物の破壊などの被害請求により赤字を出してしまう。
ミッドナイトとは性格面での折り合いが悪く、テレビ出演した際には、自身のコスチュームの件で彼女と趣味｢CAT FIGHT｣を繰り広げる。
作品の初期構想では「山岳 優（やまたけ ゆう）」という名の女子生徒で、本作のヒロインとなる予定であった。
“個性”：巨大化
162cmから2062cmに巨大化する。大きさの調整は不可能。その巨体から繰り出される攻撃は、一挙手一投足が絶大な威力を誇る。サイズの問題で、二車線以上の道路でないと行動不可能かつ周囲に無用な被害を及ぼしやすい。

デステゴロ
声 - 拝真之介 /  小田柿悠太
1話から登場したプロヒーロー。筋骨隆々の体格で、受け口が特徴。喫煙者。
ベストジーニスト / 袴田 維（はかまだ つなぐ）
声 - 緑川光
No.4ヒーロー。雄英高校OB。35歳。ベストジーニスト8年連続受賞。5本の指に入る大人気ヒーロー。ファッションリーダーでもあり、幅広い世代からの人気を集める男。
口元まで全身ジーンズで固めたようなコスチュームをしている。
“オール・フォー・ワン”から「並の神経じゃない」と称賛されるほどの判断力と技術の持ち主。
“個性”：ファイバーマスター
繊維を操る。人が衣服を着るという文化を持つ故、逃れることのできない“個性”。

マニュアル / 水島 正規（みずしま まさき）
声 - 大隈健太
ノーマルヒーロー。28歳。何でもそつなくこなせるのが最大の売りで、ヒーロー名も「現代ヒーローのマニュアル的存在」を目指していることが由来。
水を操る個性を持ち、アニメでは消火栓から噴き出た水を操っている。
ガンヘッド
声 - 沖野晃司
バトルヒーロー。肉弾戦を得意とする武闘派で、独自に考案した近接格闘術「G・M・A（ガンヘッド・マーシャル・アーツ）」を用いて戦う。筋肉質で仮面やプロテクターを身にまとった厳つい容姿をしているが、口調は穏やか。
“個性”：ガトリング
腕に銃口のような器官が複数あり、歯や爪のように硬化した角質の塊を弾丸にして発射できる。主に威嚇射撃に使用し、決定打には格闘術を用いる。

フォースカインド
声 - 藤原貴弘
任侠ヒーロー。強面で黒スーツ姿の男。ガンヘッド同様、肉弾戦を得意とする。冷静沈着な思考の持ち主。
“個性”：四本腕
四本の腕を持つ。

ウワバミ
声 - 山根舞
スネークヒーロー。女性。ヒーローに許されている副業として、CM出演もしている。
“個性”：蛇髪
髪の先がコブラなど三匹の蛇になっており、優れた索敵能力を備えている。

セルキー
声 - 関智一
原作ではヒーローインターンの説明の後に、蛙吹梅雨のセリフによって名前だけ触れられている職場体験先の担当ヒーローだが、アニメのオリジナルエピソードである第32話にて登場している。アザラシのような顔つきに筋肉質な体格が特徴で、サイドキック4名と共に主に水難に関する事件を担当する。
見た目通り荒っぽい一面もあるが、事件の捜査や戦闘では“個性”の能力を巧みに活用する技巧派。時折可愛らしいポーズをとるが、筋肉質な体格のせいで周囲からの評判はいまいちで、本人は「子供にバカ受け」と自慢しているが、サイドキックのシリウスからは「絶対馬鹿にされてる」と呆れられている。
“個性”：ゴマフアザラシ
ゴマフアザラシのようなことなら何でもできる“個性”。舌打ちはソナーの役割を持ち、これを利用することで視界を奪われた状態でも戦闘や敵の捕捉が可能。

シリウス
声 - 小清水亜美
アニメオリジナルキャラクター。セルキーのサイドキックを務めるヒーロー。
“個性”：グッドイヤー
人間に聞こえない高周波の音を聞き取ることができる。

ワイルド・ワイルド・プッシーキャッツ
No.32ヒーロー。4人組のヒーローチーム。ラグドールの発案で学生時代に意気投合したメンバーで結成。全員猫を模したメイド服風のコスチュームと猫の手型グローブを着用している。
マンダレイ / 送崎 信乃（そうざき しの）
声 - 川﨑芽衣子
チームの司令塔。ヒーローだった従兄妹が殉職してからは、その子供である洸汰を預かっている。戦闘では、キックや両手に着けている刃仕込みの猫の手型グローブを用いた肉弾戦を得意とする。
今でこそ司令塔であるものの、学生時代は引っ込み思案な性格であった。
“個性”：テレパス
対象者の脳に言葉を直接伝達することができる。

ピクシーボブ / 土川 流子（つちかわ りゅうこ）
声 - 町山芹菜
チームコンセプトやネーミングは彼女の発案。「心は18歳」と自称したり、自身の“個性”で生み出した「土魔獣」を倒した出久らを気に入り「3年後が楽しみ！」と言いながらツバをつけるなど、結婚適齢期を気にして焦っているとマンダレイに言われているほか虎からも適齢期を気にして気が立っているといわれる始末だった。
“個性”：土流
土を様々に操作することができる。
土魔獣
自律行動する魔獣を生成する。

ラグドール / 知床 知子（しれとこ ともこ）
声 - 菅沼千紗
明るい性格でプッシーキャッツの盛り上げ役。31歳。4人でプロチームを組もうと言い出したのも彼女。大きく見開いたような四白眼が特徴で、一人称は「あちき」。
“オール・フォー・ワン”に“個性”を奪われた後は事務仕事で3人をサポートする。
“個性”：サーチ
相手を見ただけで、居場所も弱点も相手の情報が100人までわかる。情報収集と情報分析に長けたサポート向きの“個性”。

虎（とら） / 茶虎 柔（ちゃとら やわら）
声 - 拝真之介
プッシーキャッツ随一の武闘派。31歳。一人称は「我」。常に白目で筋骨隆々の肉体を持つが、元女性。タイで性別適合手術を受けて現在は男性の体と今の風貌になったらしい。「キャットコンバット」という格闘術の使い手。
メンバーとの絆は深く、ピクシーボブを傷つけた挙句嘲笑したスピナーとマグネには怒りを露わにしている。
“個性”：軟体
己の肉体を自由に湾曲できる。鍛え上げた体との相性が抜群。

リューキュウ / 竜間 龍子（たつま りゅうこ）
声 - 八木かおり
No.9⇒No.10ヒーロー。ドラグーンヒーロー。26歳。若手だが強力な“個性”故に絶大な人気を誇る。
“個性”：ドラゴン
宙を自由に滑空する、巨大なドラゴンに変身する。パワーも強化され、並のヴィランなら片手で制圧する。

ファットガム / 豊満 太志郎（とよみつ たいしろう）
声 - 興津和幸
BMIヒーロー。関西方面で活動するヒーロー。29歳。
以前は警察と協力して非合法薬物売買の摘発を行っていたため、非合法薬物に詳しい。
“個性”：脂肪吸着
何でも吸着し沈められる肉体を持つ。衝撃を吸着し沈めて抑えておくと、脂肪の消化による防御力の低下と引き換えに蓄積された衝撃を利用した強力な攻撃力を得る。

ホークス / 鷹見 啓悟（たかみ けいご）
声 - 中村悠一（幼少期 - 秋山絵理）
ヒーロービルボードチャートJPのNO.3⇒No.2のウィングヒーロー。22歳。福岡県を拠点に九州で活躍する地方ヒーローだが、出張や調査で全国的に活動している。
雄英高校卒業者ではないが、18歳でデビューしてその年の下半期にはビルボードチャートトップ10入りを果たし、10代でトップ10に食い込んだ唯一のヒーローとして知られ、世間から「速すぎる男」と呼ばれる。一方で性格はマイペースかつそこまでの上昇志向はなく、「ヒーローが暇を持て余す世の中にしたい」という信条を持つ。だがパトロール中は自身の個性を活用して個性犯罪の阻止から市民へのサポートまで、細やかかつ多方面に対応しすぐに解決していき、ファンサービスも気軽に行う。
ヒーロー公安委員会の依頼で二重スパイとしてヴィラン連合への潜入を画策する。
“個性”：剛翼
背中に生えた固くしなやかな羽を1枚1枚思いのままに操れる。羽には振動を感じ取る機能があり、ホークスの視界に入らなくとも羽で周囲の状況を読み取って操れる。ただし背中の羽が減ると同時に飛行が不安定になる欠点がある。

ギャングオルカ / 逆俣 空悟（さかまた くうご）
声 - 松田修平
白いスーツを着た人型のシャチのような容姿のヒーロー。No.10ヒーロー。34歳。全国の水族館から公園やショーの依頼が絶えないが、「ヴィランっぽい見た目ヒーローランキング」第3位にランクインする堅物な性格と顔の怖さから、小さな子供によく泣かれるらしく、そのことに悩んでいる。
“個性”：シャチ
陸上水中問わずシャチが持つ特性を発揮できる。
超音波アタック（ちょうおんぱアタック）
頭部から発生させる超音波を相手にぶつけて一時的に全身を麻痺させる技。

ウォッシュ / 御手洗 濯（みたらい すすぐ）
声 - 下野紘
ヒーロービルボードチャートJPNO.8の洗濯ヒーロー。29歳。洗濯機のようなコスチュームのヒーロー。子どもからの支持が非常に高い。
“個性”：クリーンボブル
泡を出し操る。

ヨロイムシャ
声 - ヤスヒロ
ヒーロービルボードチャートJPNO.9の具足ヒーロー。甲冑に身を包んだコスチューム。
リューキュウと同様にビルボードチャート下半期のランクは前回より下がったようだが、本人は「上位3名を除けば全て時運による誤差」と語り気にしていなかった。
シシド
ヒーロービルボードチャートJPNO.13のライオンヒーロー。
マジェスティック / 巫 円真（かんなぎ えんま）
声 - 坂田将吾
魔法ヒーロー。36歳。
“個性”：マホウ
リング状のエネルギーを出し、ものを自在に操る。リングの大きさには限度がある。

#### その他のヒーロー
紅頼雄斗（クリムゾンライオット）
声 - 斉藤次郎
切島が憧れて目標としている漢気ヒーロー。かなり古い世代のヒーロー。
真っ赤に固められたリーゼントで口元はマスクで隠れている。恐れ知らずに危険へと立ち向かう、猪突猛進なヒーロー活動で知られており、「ヒーロー列伝 偉大なヒーロー50選」という本にまとめられている。
「死地に飛び込むことは怖い」がそれ以上に救えない辛さを知っているから飛び込んでいく活動や、1度心に決めたことには殉じる姿勢が、切島のヒーロー観形成に大きな影響を及ぼす。
バックドラフト
声 - 松田修平
消防士のようなコスチュームのヒーロー。火災などの救助、支援を得意とする。
トイトイ
体育祭で、爆豪にヤジを飛ばしていたヒーロー。
ネイティヴ
声 - KENN
ネイティブ・アメリカン風のコスチュームを着用した男。保須市を中心に活動するプロヒーロー。
エアジェット
バスターヒーロー。
彼のコスチュームは、体育祭の騎馬戦で発目が出久に使用させたサポートアイテムのモデルとなっている。
ウォーターホース
洸汰の両親。マスキュラーに殺害され、殉職した。
スタンプマン
夜嵐が好きなヒーローとしてあげたヒーロー。
バブルガール / 泡田 薫子（あわた かおるこ）
声 - 村川梨衣
サー・ナイトアイのサイドキック。21歳。ナイトアイの殉職後、センチピーダーと共に事務仕事に忙殺されている。
ファンアートコンテストのNEWヒーロー賞受賞作品。
“個性”：バブル
体中から泡を発生させる。

センチピーダー / 百足 従造（もあし じゅうぞう）
声 - 大隈健太
サー・ナイトアイのサイドキック。35歳。ナイトアイの死後、事務所を引き継いだ。
バブルガールと同じく、ファンアートコンテストのNEWヒーロー賞受賞作品。
“個性”：ムカデ
ムカデの異形型。
センチコイル
両腕からムカデの胴体を伸ばし敵を捕らえる技。

ロックロック / 高木 鍵（たかぎ けん）
声 - ヤスヒロ
壊理救出作戦に参加したヒーローの1人で、ドレッドヘアーに焼け気味の肌が特徴。32歳。既婚者で、子どもが1人いる。
口が悪く悪態をつくことが多いものの、根は優しい人物であり、当初は過小評価していた出久たちのことを共闘の末に認めた。
“個性”：施錠
触れたモノ（生物を除く）を、その場に固定する（固定できる力や面積には限度がある）。
本締（デッドボルト）
強度（セキュリティ）MAXの施錠。

ケサギリマン
声 - 辻井健吾
壊理救出作戦に参加したヒーローの1人。地方のマイナーヒーロー。
頭部のデザインは、作者の過去作から流用されている。
Mr.ブレイブ
声 - 坂出雅樹
壊理救出作戦に参加したヒーローの1人。地方のマイナーヒーロー。
“個性”：毟毛
ちぎった髪の毛を伸ばしたり増やしたり、固めたりできる。

スナッチ / 日河原 砂塵（ひがわら さじん）
声 - 石井康嗣
治崎搬送の際にパトカーを警護したヒーロー。45歳。
“個性”：名称不明
上半身を砂化させ、自在に操る。

ブレイブ
オールマイトや紅頼雄斗と同じく「ヒーロー列伝 偉大なヒーロー50選」という本にまとめられている有名ヒーローの一人。
竹下（たけした）
ジェントル・クリミナルの高校時代の同級生。竹のデザインが落とし込まれたコスチュームで活動している。高校卒業後に再開した際にジェントルのことを覚えておらず、それが彼がヴィラン犯罪に走るきっかけとなる。

ミルコ / 兎山 ルミ（うさぎやま るみ）
声 - 木下紗華
ヒーロービルボードチャートJPNO.5のラビットヒーロー。26歳。事務所を開かない、新しいタイプの女性ヒーロー。
非常に勝ち気で、シンリンカムイらとチームを組んだエッジショットに対し「弱虫」と言い放った。
“個性”：兎
兎のような身体能力を発揮する。

クラスト
声 - 最上嗣生
順位を堅実にキープ中の、ヒーロービルボードチャートJPNO.6のシールドヒーロー。
「The・正統派の男」と謳われる熱血漢で、人目も憚らず涙してオールマイトの引退を惜しみ、神野町での救出作戦に参加できなかったことを嘆いていた。
“個性”：盾（シールド）
全身からシールドを生成することができる。
シュートシールド
シールドを飛ばす技。

バーニン / 上路 萌（かみじ もえ）
声 - 河内美里
エンデヴァーのサイドキックの一人で、その中でも有名な女性。25歳。
“個性”：燃髪
頭髪が燃焼する個性。

キドウ
声 - 古島清孝
エンデヴァーのサイドキック。
“個性”：軌道
軌道を変えることができる。

オニマー
声 - 奈良徹
エンデヴァーのサイドキック。
エクスレス
声 - 星祐樹
右目からビームを発射する個性を持つ、男性の眼銃（ガンガン）ヒーロー。

#### 外国のヒーローたち
スターアンドストライプ / キャスリーン・ベイト
声 - 朴璐美
アメリカ合衆国のNo.1ヒーローである、42歳の女性。実は若き日のオールマイトがアメリカに留学していた時に、サンタモニカピアへ行く途中だった家族の車を逃走中の強盗が襲い掛かっていたところを助けたことがあり、その車に乗っていた姉妹の姉が、後のスターアンドストライプである。
“個性”：新秩序（ニューオーダー）
対象に触れた後で名前を呼ぶことで、対象に新たにルールを設定できる。一度に設定出来るルールは2つまで。

サラーム
声 - 宮園拓夢（劇場版）
外国のヒーローの一人で、古代エジプトのファラオのような外見をしている。ビッグ・レッド・ドットと同じくアニメ映画『僕のヒーローアカデミア ワールドヒーローズミッション』に登場している。
ビッグ・レッド・ドット
外国のヒーローの一人で、ライオンのような頭部をしている。サラームと同じく『僕のヒーローアカデミア ワールドヒーローズミッション』に登場している。

### OFAの歴代継承者
与一（よいち）
声 - 保志総一朗
「ワン・フォー・オール」のオリジン（初代）で、“オール・フォー・ワン”の弟。故人。名字は不明。
“無個性”だと思われており、体は虚弱で小柄だったため、兄の“オール・フォー・ワン”から歪んだ愛情を向けられた。正義感が強く、兄の所業に心を痛めながらも抗い続けた。
ある時、兄から自身を屈服させようと「力をストックする“個性”」を無理やり譲渡されたが、実は与一やオール・フォー・ワンも知らなかった「“個性”を与える“個性”」を持っており、「力をストックする“個性”」と混ざり合ったことで「ワン・フォー・オール」が誕生した。オール・フォー・ワンの信者達によって監禁されるも、後の二代目継承者・駆藤と三代目継承者・ブルースによって救出される。彼らと共に兄に抗うも敗北し、半永久的に生き続けていく兄を止めるために「ワン・フォー・オール」を後世に託したとされる。
“個性”：“個性”の譲渡
“個性”を他者に与える“個性”。しかし、“個性”を与えることしかできない無意味な“個性”であり、彼が“無個性”だと思われる要因になっていた。
“個性”：力のストック
“オール・フォー・ワン”が他者から奪い、強引に彼に与えた“個性”。

駆藤（くどう）
声 - 小野大輔
ワン・フォー・オールの2代目継承者で、顔に斜め傷のある青年。仲間（後のワン・フォー・オール3代目継承者・ブルース）からは「リーダー」と呼ばれている。
オール・フォー・ワンの肉体的全盛期で支配が進んでいた最も苛烈な時代に、未来を危惧してオール・フォー・ワンの支配に打ち勝つために仲間を率いて戦った。その過程でオール・フォー・ワンを討つために多くの仲間の命を犠牲にしてきたことから、戦いの果てにあるのは勝つか負けるかだけ（生きるか死ぬか）という考えに至った。
“個性”：変速
触れたモノの速度を変える異能である生来の“個性”。生前の頃は拳程度の大きさにしか作用出来ず、自身を殺したオール・フォー・ワンからは「足掻きと呼ぶことすら烏滸がましい」と酷評されていた。第二次決戦で奥渡島から雄英（天空の棺）に移動中の出久に語り掛けてきた2代目継承者によると、2代目・駆藤の個性「変速」はワン・フォー・オールの強化と共に成長した結果、極めて特異な力へと変貌し、かつての使い方ではもう扱いきれないと出久に語っており、移動中の使用を諫めている。

ブルース
声 - 鈴木崚汰
ワン・フォー・オールの3代目継承者で、バンダナを額に装着し髪を後ろに束ねた青年。2代目継承者・駆藤の仲間の一人で、2代目を「リーダー」と呼んでいる。
オール・フォー・ワンの肉体的全盛期の支配が進んでいた時代に、「リーダー（駆藤）」の仲間としてオール・フォー・ワンと戦い、与一と初めて遭遇した際にも駆藤と行動を共にしていた。
“個性”：発勁
一定の動作を繰り返すことで、運動エネルギーを一時的に蓄積し、蓄積したエネルギーを少ない動きで放出することのできる個性。

四ノ森 避影（しのもり ひかげ）
声 - 森川智之
4代目継承者。顔に大きなヒビがある。ワン・フォー・オール継承者の中では、オールマイトに次いで18年間保持していた継承者。万縄からは「俗気に嫌気がさして仙人みたいな生活をしてた変人」と言われているが、本人は自身が生きてた頃を「酷い時代」「私以外が変人だった」と語っている。「ワン・フォー・オール」を継承した時に自分ではAFOは到底倒せないと悟って、自分の役割を力を培うことに割り切って「ワン・フォー・オール」を鍛え続けることに専念して、AFOから逃げ続けひたすら力を蓄える生活を送っていた。晩年に身体にヒビが入り、その後40歳の若さで老衰で亡くなった。なお、四ノ森と8代目継承者オールマイトと出久を除く歴代継承者たちは、全員オール・フォー・ワンに殺されたことが、31巻の解説コーナーで判明する。
“個性”：危機感知
危機を感知する個性で、危険度が高いほど頭に強く響く。出久は、蛇腔市での戦いで気絶した際に自動的に発動し、目が覚める程の頭痛を感じた。
ラリアット / 万縄 大悟郎（ばんじょう だいごろう）
声 - 安元洋貴
5代目継承者。「～さ」が口癖の、ファンキーで筋骨隆々な男性。ヒーロー名は「ラリアット」。
“個性”：黒鞭
身体から放出するヒモ状のエネルギーで、捕縛と空中機動を得意とした。

揺蕩井 煙（たゆたい エン） / ガエン
声 - 柿原徹也
6代目継承者。口元を覆った服装の黒髪の青年で、万縄を「先輩」と呼んでいる。ヒーロー名は「ガエン」。7代目継承者の志村菜奈が、オールマイトに語った自身の前の継承者の「黒髪の青年」は煙のことである。
“個性”：煙幕
煙幕を発生させる個性。

志村 菜奈
7代目継承者。
オールマイト / 八木 俊典
8代目継承者。
緑谷 出久 / デク
9代目継承者。

### 敵（ヴィラン）
敵（ヴィラン）名を持つ者は「敵（ヴィラン）名 / 本名」で記載する。

#### 超常解放戦線
元敵（ヴィラン）連合所属
死柄木 弔（しがらき とむら） / 志村 転弧（しむら てんこ）
声 - 内山昂輝、関根有咲（幼少期）
敵（ヴィラン）連合のリーダー。異能解放軍との戦い後は「超常解放戦線」の最高指導者。20歳。多数の手（顔面・後頭部・頸部・両脇・両腕に計14）を張り付かせた痩身の男。志村菜奈の孫。
犯罪をゲームの感覚で楽しみ、苛立つと首を掻く。顔面に仮面のように付けている手は本人曰く「父さん」で、外している時も携帯するなど特別扱いしている。
幼少期は、ヒーローに憧れる少年だった。父親の志村弧太朗は志村菜奈の息子だが、里子に出されたため、家庭内でヒーローの話をしてはいけないというルールを作っており、ヒーローの話をするたびに過剰なほどに叱られていた。ある日、姉の志村華が志村菜奈の写真を父親の部屋から無断で持ち出し転弧に見せ、2人で内緒にヒーローになろうと約束するが、それに気づいた父親に制裁される。その時に皆嫌いだという感情が芽生え、崩壊の“個性”が発現し、様子を見にきた家族を無意識に次々と殺害し、その光景を見た父親に棒で頭を殴られて初めて明確な殺意を持ち、父親の弧太朗を殺害する。その後、誰にも助けられず、街を放浪していたところをオール・フォー・ワンに拾われる。
ヒーローからは「子供がそのまま大人になったようだ」と評され、オールマイトは「子供大人」と称する。
作者のデビュー読切「テンコ」の主人公が原型となっている。
死柄木は、東日本大震災やインターネットを介したISILの台頭などが投影され、ニヒリズムが人格化された存在とする見方もある。
“個性”：崩壊
手で触れた物をボロボロに崩す。人間なら1分以内で塵にできる。5指が対象に触れていなければ発動できなかったが、異能解放軍との戦闘において、直接触れていないものにまで崩壊が伝播するようになったほか、5指で触れなくても発動できるようになる。

荼毘（だび） / 轟 燈矢（とどろき とうや）
声 - 下野紘
開闢行動隊のリーダー。24歳。荼毘は通り名。「超常解放戦線」では、外典と共に「VIOLET」の行動隊長を務めている。
体の各部につぎはぎの跡がある。連合にはステインの思想に賛同して参加し、林間合宿襲撃後は仲間集めと称してヴィランと接触し、気に入らないと焼き殺すことを繰り返す。
その正体は死亡したと思われていた焦凍の兄・燈矢。幼少期はエンデヴァー以上の才能を持つことから父親から目を掛けられ、自身もヒーローを目指しており家族仲は良好だった。しかし、体質によってそれ以上火力を上げることが危険になってしまい、彼の身を案じた両親から訓練の禁止を言い渡される。しかし彼は話を聞かずに訓練を行い身体中に火傷を作るようになり、それを止めるためにエンデヴァーは新しく子供を作ることを決めた。そして産まれた焦凍に強い憎しみを持ち、赤ん坊の彼に襲いかかったことで、エンデヴァーは焦凍と他の子供を近づけないようにし、段々と家族仲が悪くなっていく。その後は表向きは言われた通りにしながらも、周囲から見えない所に火傷を作ったり、夜中に弟である夏雄にひたすら愚痴を聞かせ、泣きついていた。さらに自身を心配する妹や母親に対して、家の女は皆だめと考えて、話を聞かなかった。13歳の頃に、成長と共に火力が跳ね上がり、彼の炎は色を赤から蒼へと変えた。そして、笑顔で父親にそのことを伝えて自分の力を見てほしいと頼んだが、結局彼が自身の元へと来ることはなかった。その際の感情の昂りから“個性”が暴走してしまい、火力を下げる方法を知らなかったことから自身の体を焼いてしまい、そのまま山火事となって行方不明となり、家族からは体が燃え尽きて死んだと考えられていた。
実は自身の“個性”で全身が黒焦げになり倒れていたところをオール・フォー・ワンに拾われ、死柄木に何かあった時の保険として殻木の再生治療を受けた結果、声や顔が別人の様になり、体質も弱体化する。その後はオール・フォー・ワンからの誘いを跳ね除けて逃走し、轟家に帰った際の光景を目の当たりにして以来、自身の“個性”を強くするために人知れず特訓を続け、映像などを見て独学でエンデヴァーの必殺技を習得し、今に至る。
“個性”：蒼炎
掌から青い炎を放つ。父親のエンデヴァー以上の火力を持つが、長時間使用すると自身の皮膚が焼けてしまう。元の色は赤だったが、成長につれて青に変化した。

トガヒミコ / 渡我 被身子（とが ひみこ）
声 - 福圓美里
八重歯と茶髪が特徴の少女。17歳。未成年のため名前・顔ともに報道されていないが、連続失血死事件の容疑者とされる。「超常解放戦線」では、スケプティックと共に「CARMINE」の行動隊長を務める。
学生服を着て、髪型は両側を団子にしており、団子は付け根がハネている。刃物を武器にし、「血の香りがするボロボロな人が大好き」と語り、夏の林間合宿襲撃時には血だらけの出久に一目惚れしている。また、好きな人を模倣し最後は切り刻むという残虐性のある歪んだ恋愛嗜好を持つ。ステインを「ステ様」と呼び、彼の思想に賛同して連合に加わる。
“個性”：変身
他者の血を摂取し、その姿に変身できる。1度に複数の人物の血を飲めば、その分多くの人物に変身できる。変身時間と摂取量は比例し、コップ1杯で約1日持続する。服も含めて変身できるが、元々着てる服と重なるため、変身時は意図的に全裸になる必要がある。
元々は外見のみしか変身できなかったが、異能解放軍との戦闘で“個性”が進化し、変身対象の“個性”も使うことができるようになる。

トゥワイス / 分倍河原 仁（ぶばいがわら じん）
声 - 遠藤大智
「超常解放戦線」では、「BLACK」の行動隊長を務める。
黒いラバースーツを纏っている灰色の肌と三白眼の男。31歳。話した言葉の後に、反対の言葉を使う独特の話し方をする。
両親がヴィラン犯罪に巻き込まれて殺され、親戚付き合いもなかったため独り身となる。会社の社長に拾ってもらえたものの、お得意先の会社の役員を轢いてしまったことから取り引きが途絶えてしまい、会社を追い出される。話し相手を求めた結果自身を複製し、「楽になりたい」という一心でその複製体にさらに複製体を作らせることを続け、多くの自分自身を従えるが、複製体同士で殺し合いが起き、生き残った本体も自分が本物か確信が持てなくなり、トラウマから常に反対のことを言う二重人格が形成された。そのため、マスクを着ける（何かで頭を包んでいる）時以外は常にこのもう一つの人格に苛まれる。複製体が殺し合い完全に1人になったところで義爛に出会い、ヴィラン連合に加入する。
異能解放軍との戦闘で、自身が骨を折られながらも消えなかったことで自身が本物であると確信し、トラウマを克服する。
“個性”：二倍
本人曰く「1つを2つにするシンプルな力」。対象の人物を同時に2つまで複製できる。
コピーは性格や“個性”も再現されているが、耐久力は異なり、大きなダメージ（本人曰く「成人男性で骨折程度」）を受けると消滅し、トゥワイスに消滅したことが伝わる。複製の際には対象を明確にイメージする必要があり、人の場合は身長・胸囲などの多くのデータが必要となる。自身を複製させた場合、その分身にさらに“個性”を使わせることでほぼ無限に分身を生み出せる。分身自体がトゥワイスであると思い込み本体を偽物と断定して攻撃してくる欠点があったが、トラウマを克服した後に生み出した複製体は団結している。
哀れな行進（サッドマンズパレード）
自身を無限に増殖する技。

Mr.コンプレス / 迫 圧紘（さこ あつひろ）
声 - 最上嗣生
「超常解放戦線」では、スピナーと共に「BROWN」の行動隊長を務める。
仮面を被り、スーツにマントと羽飾りのついたシルクハットを身に着ける。オーバーホールに“個性”で左腕を吹き飛ばされて以降は機械の義肢を着ける。
稀代の盗人であった張間歐児の家系であり、コンプレスはその孫の孫にあたる。
“個性”：圧縮
対象を球状に圧縮して閉じ込める。対象の一部だけ封じ込めることで、対象を破壊することもできる。

スピナー / 伊口 秀一（いぐち しゅういち）
声 - 岩崎了
ステインにあこがれるヴィラン。「超常解放戦線」では、Mr.コンプレスと共に「BROWN」の行動隊長を務める。
桃色の髪をしたリザードマンの様な風貌で、ステインを模した服装をする。21歳。様々な刃物をベルトや鎖でまとめた巨大な剣が武器。未だ異形型への偏見が残る田舎町出身で、「トカゲ野郎」と蔑まれて育つが、保須事件でステインの姿に心打たれ、連合に加入する。
氏子ドクターの質問に対する死柄木自身の心情を聞いたことで、死柄木の行く末を見たいと思うようになる。
“個性”：ヤモリ
壁に張り付ける。爬虫類系の“個性”を持つ伊口家の中でも弱めの“個性”。

#### 元異能解放軍
リ・デストロ / 四ツ橋 力也（よつばし りきや）
声 - 平田広明
出久達の時代の「異能解放軍」最高指導者。表向きの職業はサポート企業デトネラット社・代表取締役社長。デストロの実の子孫。
M字ハゲのトサカ髪、尖った耳と鷲鼻が特徴。先祖の遺志を継ぎ、人知れずに同志を集める。普段は社員にハゲを弄られたとしても笑って聞き流す気さくな性格だが、異能解放軍のこととなると激情する。
解放の先導を異能解放軍にするために、敵（ヴィラン）連合の解体を目論み敵連合に全面抗争「再臨祭」を仕掛けるが、死柄木弔との戦いを経て彼に心酔し、以降は全面的に死柄木弔に従属して、最高指導者の地位を死柄木弔に譲位して、自身は「超常解放戦線」の9名いる行動隊長の1人に就任する。
異能：ストレス
ストレスを溜め込みパワーに変える。溜め込む程に強靭・巨躯となっていく。
負荷塊（フカカイ）
溜め込んだストレスの80%を解放する技。

トランペット / 花畑 孔腔（はなばた こうくう）
声 - 間島淳司
「異能解放軍」の幹部の1人。表向きの職業は心求党党首。「超常解放戦線」では、9名の行動隊長の1人に名を連ねる。
異能：煽動
自身の声に宿る特殊な電磁波により、自身に心を許す者を高揚させ肉体・精神をブーストさせる。声、すなわち空気の振動が大きいほど効果は上がる。

スケプティック / 近属 友保（ちかぞく ともやす）
声 - 杉田智和
「異能解放軍」の幹部の1人。表向きの職業は大手IT企業Feel Good Inc.取締役。「超常解放戦線」では、トガヒミコと共に「CARMINE」の行動隊長を務める。
癇癪持ちな性格であり、質問を質問で返す・失敗と言われるなどの些細な言動ですぐ目が血走り理詰めで言葉を返す。
本人曰く「失敗は一度だけ」しかしたことがない。
個性ではないが、コンピュータの技術力も兼ね備えている。
異能：人形（ヒトガタ）
人と同程度の大きさのものを操り人形に変えられる。

外典（げてん）
声 - 山下誠一郎
「異能解放軍」のメンバーの1人。学校に行かず異能を鍛えてきた少年で、解放軍の目指す先の未来では異能の強さ以外に生きる価値はないと語る。「超常解放戦線」では、荼毘と共に「VIOLET」の行動隊長を務める。
異能：氷操
氷を操れる。また温度を下げることで、周囲の水を凍らせて武器を増やすことができる。

スライディン・ゴー / 常滑 達行（とこなめ たつゆき）
声 - 宮園拓夢
爆豪と轟が収束させた事件に立ち会った地域ヒーローの一人。36歳。
しゃくれた顎が特徴の巨漢で、常ににこやかな笑みを浮かべているが、その正体は異能解放軍のメンバーであり、解放軍潜伏解放戦士。
「超常解放戦線」では「CARMINE」に配され、スケプティックを補佐するNo.2の地位にいる。

#### 敵（ヴィラン）連合
死柄木弔を始めとする「超常解放戦線」の構成員を務めている者については「#超常解放戦線」を参照。
黒霧（くろぎり）
声 - 藤原貴弘
襟の高いスーツに身を包み、体は黒い靄に覆われている。普段は慇懃な口調をしているが、激昂すると言葉遣いが荒くなる。
タルタロスへの収監後の検査で、イレイザー・ヘッドとプレゼント・マイクの雄英生時代の同級生で親友だった白雲朧の遺体をベースに改造して生み出された、特殊な脳無だということが判明する。
“個性”：ワープゲート
黒い靄を使って空間に道を開く。大量の人を侵入させる大きなゲートを開いたり、人々を分散して別々の場所にワンアクションで飛ばしたり、人間の部位だけを近距離に移動できる。物体が半端に留まった状態でゲートを閉じ、対象を引きちぎることもできる攻撃性を持つが、自身の体内に相手の血や臓物が溢れるため本人は積極的には使わない。全体が靄ではないため、靄ではない頭部と胴体が弱点。ゲートを任意の場所に出現させるには正確な位置座標の把握が必要。この個性は白雲朧の個性である雲がベースになり、改造により複数の因子が結合したことによって新たに生まれた個性である。

マグネ / 引石 健磁（ひきいし けんじ）
声 - 井上悟
長髪にサングラス、オネエ言葉で話す大柄な男。仲間内では「マグ姉」と呼ばれる。
強盗・殺人・殺人未遂など多くの犯罪に手を染めた。多くの人間関係を失ってきたらしいが、幼馴染から「他人が決めた枠におさまることを潔しとしなかった」という意味合いで一応の理解は得て友情は維持できていた模様。
“個性”：磁力
自身から半径4〜5m以内の人物に磁力を付加できる。全身や体の一部まで微調整できる。男性が「S極」、女性が「N極」となる。自分自身には付加できない。戦闘時はこの“個性”と巨大な磁石を武器に戦う。
反発破局 夜逃げ砲（はんぱつはきょく よにげほう）
同じ性別の2人を近付かせ、1人を反発力で射出する技。砲台役の1人は飛んでいかないようにマグネが支える。

マスキュラー / 今筋 強斗（いますじ ごうと）
声 - 高口公介
遊び感覚で殺人を行う残虐非道なシリアルキラー。通称「血狂いマスキュラー」。
左目には大きな傷跡がある隻眼で、代わりに義眼を嵌め、気分によって義眼を付け替える。「“個性”を使って暴れたい」と考え、連合に加わる。
過去にマンダレイの従兄妹（洸汰の両親）でプロヒーローの「ウォーターホース」を殺害した（この時左目を失い隻眼になった）。マスキュラーは「お互いがやりたい事をやった結果」として悔いはないと語り、罪悪感は一切抱いていない。
“個性”：筋肉増強
溢れる筋繊維を纏い、筋力を増強する。体に纏うことで肉壁として防御に使うこともできる。義眼を付け替えることで増強の効果を抑えている。

マスタード
声 - 古島清孝
学生服にヘルメットと赤いゴーグルが付いたガスマスク、ボンベを背負った少年。本名は不明。
雄英高校への恨みが行動原理になっている。接近戦は苦手であり、回転式拳銃を用いる。
“個性”：ガス
有毒なガスを発生させて自在に操る。濃度や範囲も制御でき、ガスの揺らぎから周囲にいる人間の動きを知ることができる。ガスは吸い込めば数秒で意識を失う。自身も吸い込めば危険なため、ガスマスクを着ける。

ムーンフィッシュ
声 - 松田修平
脱獄した死刑囚。暗色の拘束着で体を包んだ男。本名不明。一人称は「僕」。
強力な“個性”で他人の肉体を切り刻むのを好むシリアルキラー。命令には忠実に従う。
“個性”：歯刃
自らの歯を変幻自在の刃に変える。移動もこの“個性”で行う。「黒影」に敗北した際に歯を全て叩き折られた。

#### 敵連合の関係者
オール・フォー・ワン
声 - 大塚明夫、神谷浩史（青年状態）
ヴィラン連合の黒幕。本名が不明であるため、“個性”の名前で呼称されるが、死柄木弔の回想で「死柄木」が彼の苗字であることが判明し、幼少期の志村転弧に自身の苗字を与えた。一人称は「僕」。
表面上は紳士的な性格の持ち主。テレビを通じて「先生」として死柄木に指示を与える。
かつて超常現象が起きて間もない時代、多くの人々から“個性”を奪い、計画的に人を動かして悪行を繰り返し、勢力を瞬く間に拡大して悪の支配者として日本に君臨した。また、唯一の肉親であった弟の与一には歪んだ愛情を向けていた。
志村菜奈を殺害したため、自他ともに認めるオールマイトの宿敵となっていた。第1話の時点から約5年前にオールマイトが深手を負いつつも倒したはずだったが、生命維持装置を長時間外せない体になりながらも生き延びた。大昔の人物が現在暗躍することについて、オールマイトは「成長を止める」類の“個性”を奪って生きていると推測する。オールマイトとの戦いで顔面の上半分が挫滅し、盲目となっているため後述の“個性”を使用し、失った感覚を補う。普段は椅子に座ったまま点滴やパイプを体中に繋ぎ、肉体的な損傷や後遺症も数多くある様子がみられ、現在の身体状況になって使用できる“個性”の数は大幅に減ったと語る。
“個性”：オール・フォー・ワン（AFO）
他者の“個性”を奪い自身の“個性”にする。奪った“個性”を他者に与えることもできる。他人から奪った複数の“個性”を個々に使用できるだけでなく、複合的に使用することもできる。
他者から奪った“個性”
以下は、これまで作中で使用した他者から奪った単独の“個性”、および奪った複数の“個性”を同時使用することで作り出した“個性”。下記の他にも、自身を中心とする一帯を一瞬にして更地に変えてしまう“個性”や、人差し指の指先から衝撃波を放つ“個性”を使用する。
転送
臭気を伴う黒い液体をゲートとして、対象の人物を転送する。別の場所へ転送する場合は自分と馴染み深い人物の下にしか転送できない。黒霧のワープゲートとは性質が異なり、指定した人物のみを転送するため、他者が液体に触れてゲートを潜ろうとしても転送されない。本人によれば、できたばかりの“個性”である。
「空気を押し出す」＋「筋骨発条化」＋「瞬発力×4」＋「膂力増強×3」
“オール・フォー・ワン”が気に入っている“個性”の組み合わせ。筋肉と骨を発条（以下「ばね」）化し、瞬発力と筋力を増強することでばねの性能を強化し、その力に乗せて空気を押し出す。
“個性”：強制発動
対象の“個性”を強制的に発動させる。
「転送」＋「衝撃反転」
転送の“個性”と、転送対象となった人物が受けた衝撃を攻撃してきた相手に反転させる“個性”の組み合わせ。
「筋骨発条化」＋「瞬発力×4」＋「膂力増強×3」＋「増殖」＋「肥大化」＋「鋲」＋「エアウォーク」＋「槍骨」
オールマイトを確実に殺すため、その時点で保持する“個性”で考え得る最高・最適の組み合わせとして発現させた“個性”。ただ殴ることだけに重点を置き、発現した右腕は本人の半身を超えるほどに肥大化し、何本もの腕と筋肉が見えている。発条化と槍骨によって、螺旋を描いた槍のような骨が幾つも露わになっており、拳には鉱物状の鋲が生成される。
赤外線
赤外線で感じ取る“個性”。“オール・フォー・ワン”は5年前のオールマイトとの戦いの後遺症で盲目となっていたため、他者の衣類の布ずれの音や周囲の空気の振動で相手の動きを感知し、この“個性”で相手の感情や空間把握の補助を行い、周囲の状況を確認していた。
鋲突
突き刺しての直接攻撃や、突き刺した相手の「“個性”強制発動」にも用いる。

殻木 球大（がらき きゅうだい）
声 - 稲葉実
“オール・フォー・ワン”の主治医。“ドクター”と呼称される。蛇腔総合病院の創設者兼院長で、児童養護施設や個人病院などを全国に所有し、自身の研究に利用できる優秀な被験体を探し集めている。
脳無は彼と“オール・フォー・ワン”によって造られた。“オール・フォー・ワン”逮捕の後に敵（ヴィラン）連合と接触し、「氏子達磨（うじこ だるま）」と適当な偽名を名乗り、死柄木の人間性を見極めていく。
“個性”：摂生
運動能力と引き換えに、人の二倍の生命力を持つ。殻木が現在持っている“個性”は自身の“個性”の複製であり、元来持っていた“個性”はオール・フォー・ワンに譲渡している。

脳無（のうむ）
声 - 最上嗣生
敵（ヴィラン）連合によって造られた「改人」（改造人間）の総称。
頭頂部が欠損し、脳が露出している。“ドクター”に薬物で改造された人間が“オール・フォー・ワン”によって複数の“個性”を与えられて誕生する。与えられた“個性”の負荷に耐えきれず、改造された影響で思考停止状態にあり、自分の意志で行動や言葉を発することができない。“オール・フォー・ワン”から作戦に応じた個体数を提供され、ヴィラン連合により運用される。
USJ襲撃時の脳無
「対オールマイト用」を見据えて造られた特製品。
黒い体色が特徴。オールマイトに匹敵するパワー・「ショック吸収」・「超再生」など対オールマイト戦を想定した複数の強力な“個性”を持つ。
保須市を襲撃する際に投入された脳無
上位種の証である黒色の体色の上顎のない個体、四ツ目の白い個体、翼を持つ白い個体の3体。
四ツ目の白い個体は複数の“個性”を持つが、他の2体も含めUSJ襲撃時の脳無には遠く及ばない。
林間合宿襲撃時の脳無
荼毘の声にのみ反応するように調整された脳無。バイザーを付けて猿轡を嵌め、背中から複数の腕と工具を出す“個性”を持つ。
脳無：ハイエンド
脳無の進化版。上位種の脳無の証である黒色の体色で、言葉を話すだけの知性がある。USJ襲撃時の脳無と同等の強力な“個性”を持つ。
フードちゃん
声 - 最上嗣生
エンデヴァーを襲撃した個体。
ウーマンちゃん
アバラちゃん
ロボットちゃん
おでぶちゃん
ゾウさん
ジョンちゃん
氏子ドクターが持つ小型の脳無。オール・フォー・ワンが使用した“個性”「転送」を使用することができる。
モカちゃん
氏子ドクターが持つ小型の脳無。トゥワイスの“個性”「二倍」を使用することができる。
脳無：ニア・ハイエンド
上位種以上の力を持つ脳無。ただしテスト段階に至っていないため、自律思考ができない。

ギガントマキア
声 - 間宮康弘
“オール・フォー・ワン”が育て最も信頼する直属の配下の一人。山中に潜む異形の巨人。
首にラジオをぶら下げる。尋常ならざる耐久力を持ち、改造なしで複数“個性”所持に適応する。“オール・フォー・ワン”への忠誠心は高くラジオからの声を聞いただけで暴れてから一転して、ラジオにすり寄るほどおとなしくなる。
“個性”：耐久
元来の“個性”。体力が非常に高い。
付与された“個性”
痛覚遮断
痛みを感じなくなる。
巨大化
興奮すると体が大きくなる。
犬
嗅覚と聴覚が強化される。
エネルギー効率
僅かな栄養と水分で活動でき、睡眠時間も短縮される。
剛筋
硬く強靭な筋肉を持つ。
土竜
地中を掘り進む姿に変形する。

ステイン / 赤黒 血染（あかぐろ ちぞめ）
声 - 井上剛
「ヒーロー殺し」と呼ばれるヴィラン。31歳。
オールマイトを除くヒーローを私利私欲に走る「偽物」として粛清を目論む思想犯。刀やナイフなど多数の刃物を携帯する。「ヒーローとは見返りを求めてはならない。自己犠牲の果てに得る称号でなければならない」という強迫観念めいた強い思想を抱く。その活動は、「ヒーローたちの意識向上に繋がっている」との識者の見解もみられ、同調するヴィランだけでなく、一般人やヒーロー候補生をも惹きつける。
元はオールマイトに感銘を受けてヒーローを志し、私立高校のヒーロー科に進学するが、教育体制から見えるヒーロー観の根本的腐敗に失望し、1年の夏に中退。10代終盤まで「英雄回帰」を訴え街頭演説を行うも「言葉に力はない」と諦念、以降10年間は「義務達成」のため独学で殺人術を研究、鍛錬してきた。
『ヴィジランテ』では「スタンダール」と名乗り、ヴィジランテ活動する若い頃が描かれる。仮面を付け日本刀を振るい、信念無く力を振るうことを「罪」とし、罪が容貌成した者を「敵（ヴィラン）」と定め、暴れまわった者を断罪すべきとし、一刀の下で粛清するが、一般人が違法薬物でヴィラン化した「突発性ヴィラン」も粛清するなど、苛烈な正義感を持つ。
粛清対象者を助けようとする航一を襲い、乱入したナックルダスターに敗北するが、この出来事がステインを形成するキッカケとなる。その後、覚悟として自分の鼻を削ぎ落とし、以後ヒーローも狙う。
“個性”：凝血
相手の血を舐めることで体の自由を奪う。血液型によって持続時間が異なり【B＞AB＞A＞O】の順で短くなる。本人はB型。

義爛（ギラン） / 憶田 影朧（おくた かげろう）
声 - 荻野晴朗
敵（ヴィラン）連合への人材斡旋やサポートアイテム提供など、後方支援をする裏のブローカー。
小振りの丸眼鏡をかけ、登場するシーンでは喫煙していることが多い。回転式拳銃の形のライターを所持する。黒霧が「あの大物ブローカー」と呼ぶ名の知れた存在。トゥワイスとは旧知の仲でよく軽口を叩きあう。
「ヴィジランテ」にも登場。ナックルダスターは「お得意さん」の顧客の1人で、薬剤や装備などを提供する。
“個性”：混濁
対象の頭に触れることで、前後5分間の記憶をおぼろげにする。

#### 死穢八斎會（しえはっさいかい）
オーバーホール / 治崎 廻（ちさき かい）
声 - 津田健次郎
死穢八斎會（八斎會）の若頭。ペストマスクを付けた男。
潔癖症のきらいがあり、触られると蕁麻疹が出る。作中世界では絶滅危機である「極道」で、“オール・フォー・ワン”もマークしていた「大物」。“個性”やヒーローを嫌い、ヒーローを他人に余計な世話をやきたがる英雄症候群と言い放つ。壊理の肉体を使って薬を作ったり、仲間を躊躇わず殺したり捨て駒にする冷酷な人物。自分を育ててくれた組長の事は慕っていたが、非人道的な事を嫌う組長とどんな手段でも恩人である組長のために組を存続させようとする治崎との間に溝が生まれてしまい、皮肉にも組長への恩から彼の望まない道へと進むことになった。
“個性”：オーバーホール
対象の分解・修復が可能。サー・ナイトアイは一度「壊し」「治す」“個性”と捉え、この“個性”で八斎會が裏ルートで製造・密売している”個性”を破壊する銃弾を製造している。
地面や外壁の形を変形させて強力で広範囲な攻撃手段に用いたり、見えない道を生成したりすることができる。人に使った場合、「分解」のままなら当然死ぬが、頭部など即死レベルで分解されても直後に「修復」を使用すれば蘇生が可能。自身が外傷や疲労を負っても、「分解」して負う前の自身に「修復」することで常に万全の状態で戦闘を継続することができる。また他人を分解して自身と混ぜる形で修復することで、分解した相手の“個性”が付与された状態でパワーアップする。

壊理（えり）
声 - 小林星蘭
八斎會組長の孫娘。オーバーホールの計画の核。6歳。
母親である組長の娘は結婚の際に組長と揉めて絶縁。自らの“個性”で父親を消滅させたことで母親に捨てられ、組長に引き取られた。その後、オーバーホールによって八斎會の地下に幽閉されていたが、脱走して出久がインターン初日のパトロール中に出会う。この際オーバーホールが娘とごまかしたため、ヒーロー側には彼の娘と誤解される。八斎會突入作戦終盤で出久たちに救出され、雄英文化祭後は“個性”の放出口である角が再び伸び始め、“個性”を抹消できる相澤がいる雄英高校で預かる。
出久と通形のことはヒーロー名で呼ぶ。
“個性”：巻き戻し
人の時を巻き戻す。両親のどちらの家系にも類似する能力は存在しない突然変異型の“個性”。
壊理は自らの“個性”を自らの意思で発動・停止ができず、発動中は対象に触れている限り“個性”が発動状態となる。そのため、オーバーホールが自らの“個性”で強制的に止めていた。また、“個性”の発動中は彼女の額の角から光のようなものが発せられ、エネルギーを使い切ると角は小さくなる。
オーバーホールは彼女の血や細胞を使用して、「“個性”を破壊する銃弾」と銃弾の効果を巻き戻すことで、“個性”を復活させる「血清」を開発している。

クロノスタシス / 玄野 針（くろの はり）
声 - 朝比奈拓見
八斎會の若頭補佐。フードの付いた白いコートを着た大柄な人物。
オーバーホールとは古い付き合いで、組よりも彼に付き従い、唯一彼を「廻」と呼ぶ。
“個性”：クロノスタシス
頭部から出る針を直線状に伸ばして触れた者の動きを遅くする。遅くされたスピードはかたつむり程度となり、短針で刺すと1時間遅くなったままになる。発動の際は自身の動きを止める必要がある。

ミミック / 入中 常衣（いりなか じょうい）
声 - 間宮康弘
八斎會の本部長。
鳥の嘴を持つ異形の外見だが、これは“個性”で入り込み操っている人形に過ぎず、本体は筋肉質の大柄な男性。激昂しやすい性格で、キレると奇声を上げる。威圧的な態度を取ることも多い。
“個性”：擬態
物に入り込み、自由自在に操ることができる。ただし入り込んで操れる物は冷蔵庫程度の大きさまでで、大きい物を操ろうとするとその分疲労する。作中では強力な“個性”強化薬を使い、八斎會本部地下のコンクリート壁と同化する。本人は入り込んだ物の全体を把握できるわけではなく、入り込んでいる自身の目で確かめながら動かす。

組長
声 - 楠見尚己
八斎會の組長。壊理の祖父。本名不明。オーバーホールからは「オヤジ」と呼ばれる。
昔気質の極道を重んじ、極道が生きる道を模索していた。「八斎會は侠客であらねばならず、ヴィランとは違う」と考え、指定ヴィラン団体との呼ばれ方にも憤怒する。組員たちからも慕われ、暴走するオーバーホールを諌めるが、植物状態にされ、組の実権を奪われた。八斎會突入作戦の終盤で、警察によって意識不明のまま保護され、入院している。

鉄砲玉 八斎衆
活瓶 力也（かつかめ りきや）
声 - 奥田寛章
八斎衆の一人。筋肉質でタンクトップの上に機械的なプロテクターを身にまとった大男。
死穢八斎會事務所玄関を守る。
“個性”：活力吸収
人に触れて吸息し活力を奪い、自身を巨大化できる。“個性”強化薬使用後は、触れなくても周囲の人間から活力を吸えるようになる。
窃野 トウヤ（せつの とうや）
声 - KENN
八斎衆の一人。細身で四白眼が特徴的な男性。
恋人に裏切られ、多額の借金を背負った末自殺を図り、ヒーローに助けられた過去がある。多部・宝生とは互いの過去を知っており、「自分たちはゴミだがそれでもゴミなりの絆がある」と語る。三人のチームワークはプロヒーローを圧倒する。
“個性”：窃盗
人が身に付けているモノを、瞬時に自分の手元へ移動させる。体から生成したものも身に着けているものと認識するなど、適応範囲は広い。視認できるモノしか奪えないため、服の中などから直接奪えず、大き過ぎるものに対しては使用不可。
宝生 結（ほうじょう ゆう）
声 - 松田健一郎
八斎衆の一人。
スキンヘッドが特徴で、他のメンバーと異なり普通のマスクを付ける。その“個性”に目を付けた金の亡者に道具として利用されたが、生成した宝石が金銭価値のない贋物だと分かると徹底的に打ちのめされた過去がある。それゆえに生きる価値を失っていた自分達を拾ってくれたオーバーホールに恩義を感じる。
“個性”：結晶
身体からかなりの硬度を持つ結晶を生成する。結晶体に金銭価値はないが、装甲のように身にまとうことができるなど、攻防共に優れた強度を持つ。
多部 空満（たべ そらみつ）
声 - 辻井健吾
八斎衆の一人。狂人めいた雰囲気を持つ男。
継ぎ接ぎ状の覆面が特徴。“個性”の影響で社会不適合だったところをオーバーホールに拾われた。ちなみに素顔はぎょろ目にクマがある。窃野、宝生を「友達」と思い、二人からも「仲間」だと思われている。
“個性”：食
如何なるものでも一瞬で喰らうことができる歯・顎、食べた物を即座に消化する胃袋を持つ。そのため本人は常に空腹状態にある。
乱波 肩動（らっぱ けんどう）
声 - 梶川翔平
八斎衆の一人。親に抑えつけられた反動でケンカの道に走った戦闘狂。
元は違法な地下闘技場に身を置き、対戦相手を大抵容易く倒すか、戦意喪失させて、全力を出し切れず鬱屈した日々を送った。オーバーホールに八斎會へ勧誘され、勝負を挑むが一瞬で敗れ、以来その首を狙って八斎會に入るも、負け続けている。天蓋に「獣」と称されるほど好戦的だが、自分に一矢報いた相手を治療室に案内するなど、独自の美学を有する。
“個性”：強肩
肩の回転が凄まじい速さで強力な連打を繰り出す。パンチはファットの吸着を無効化させ、切島の硬化した皮膚を平気で割り剥がすほどの威力を持つ。
天蓋 壁慈（てんがい へきじ）
声 - 宮本淳
八斎衆の一人。和服姿の男。
八斎衆の中では最も新顔で、元は仏に使える身だった。暴走しがちな乱波を引き留めるブレーキ役だが、彼から雑な扱いを受ける。オーバーホールに忠誠を誓っている。
“個性”：バリア
自身の周囲に半球状のバリアを張る事ができる。大きさ・強度は本人の意思である程度調整が可能な模様。
音本 真（ねもと しん）
声 - 増田隆之
八斎衆の一人にして懐刀。元詐欺師。
“個性”ゆえ人間不信に陥っていた。素顔はインテリ風の容姿にメガネをかけている。狂信的にオーバーホールへの忠誠心を持つ。“個性”は戦闘向きではないが、当人は「他のメンバーとは違い、オーバーホールと並んで身を置ける」とむしろ誇りに思う。
“個性”：真実吐き（まことつき）
問い掛けに答えた者に強制的に本心を語らせる。複数人に質問したり、質問された本人すら知り得なかった本音も吐かせることも可能。
酒木 泥泥（さかき でいどろ）
声 - 髙橋孝治
八斎衆の一人。常に泥酔している長髪の男。
素顔は丸っこいが鋭い目が特徴。敵前でも浴びるように酒を飲む極度のアルコール依存症。当人曰く「地面は足元がふらついてまっすぐ歩けないから」と天井に張り巡らされた配管に器用に張り付き、ぶら下がるようにして移動する。
“個性”：泥酔
近くに居るものの平衡感覚を無差別に奪う。

#### 異能解放軍
“個性”を「異能」と呼んでおり、“個性”欄は異能と記載し、解放コードを持つ者は「解放コード / 名前」で記載する。
デストロ / 四ツ橋 主税（よつばし ちから）
「異能解放軍」の初代指導者。リ・デストロの実父だが、我が子の存在は知らなかった。
“個性”が“異能”と一般的に呼ばれていた時代に、自分と同じ解放主義者達をまとめ上げ異能解放軍を結成、自らも「現在を壊す者」という意味を込めデストロと名乗り、法整備を進める国と数年にわたって対立した。多くのメンバー共々逮捕された後は、獄中で自伝「異能解放戦線」の執筆活動の末に自決した。
劇中では既に故人だが、“オール・フォー・ワン”と並ぶ大物ヴィランとして歴史に名を残し、未だ人知れずに悪のカリスマとして世間に影響を及ぼしている。
キュリオス /  気月 置歳（きづき ちとせ）
声 - 本田貴子
「異能解放軍」の幹部の紅一点。表向きの職業は集瑛社専務。青白い肌が特徴。
異能：地雷
触れたものを起爆装置に変える。殺傷力は低いため、数でカバーする。
解放戦士の血に異能を使用することで、血を吸う“個性”のトガにダメージを負わせた。
キュリオスパンク
デトラネット社謹製・チェインリングを装備して、相手に爆発の伴ったパンチを浴びせる技。

#### ダツゴク
タルタロスを始めとする敵（ヴィラン）収容施設から脱獄した者の総称。この者たちの存在が住民に不安と恐怖を与え、街に超常黎明期のような混沌を引き起こしている。オール・フォー・ワンがその場にいたタルタロスに収容された者の中には刺客として「緑谷出久の捕獲」をオール・フォー・ワンから直接命じられた者もいる。
マスキュラー / 今筋 強斗（いますじ ごうと）

レディ・ナガン / 筒美 火伊那（つつみ かいな）
声 - 種﨑敦美
タルタロスから脱獄した、元公安直属ヒーロー。年齢は30代後半。仲間のヒーローを殺害した罪でタルタロスに収監されていた。ホークスの先輩に当たるヒーローであり、過去にはオール・フォー・ワンを追っていたこともあった。オール・フォー・ワンからは「他のダツゴクとは一線を画す」とその実力を高く評価されており、ホークスからもワン・フォー・オールを持つ出久を生捕りに出来ると言う程。スナイプ曰く「THE・ライフル人間」。ヒーロー時代はヒーロー社会の基盤を守るために、公安からの指示で敵と癒着してたヒーローやテロ組織などを抹殺しており、超人社会を闇から支え続けていたが、やがて心が持たず疲れ果てしまい、それでも仕事をさせようとした当時の公安委員長を殺害した罪で投獄された。公安委員長を殺害したのは秘匿され、表向きはヒーローと言い合いの末に殺害したとされた。
“個性”：ライフル
二色の毛髪を混ぜ練り上げることで弾を生成し、右肘の銃口から発射する。弾の種類は複数あり、自身の技量と合わせる事で３km先の目標も狙撃出来る程。
“個性”：エアウォーク
オール・フォー・ワンから与えらえた“個性”。空中を自在に歩行したり浮遊出来る。ライフルと組み合わせる事でどこからでも自在に狙撃が出来る「高速移動長距離砲台」となる。

オーバーホール / 治崎 廻（ちさき かい）

ディクテイター
本編の5年前の無血開城事件でクラストに確保され、タルタロスに投獄されたヴィラン。
“個性”：独裁
人々の肉体を強制的に操る個性で、被害者に強い衝撃を与えるかディクテイター本人を気絶させれば解除される。

KUNIEDA（クニエダ）
タルタロスから脱獄したヴィランの一人で、口元にマスクを被っている。

#### その他の敵
ヘドロ・ヴィラン
声 - ふくまつ進紗
第1話に登場した、ヘドロ型の異形の強盗犯。名前は劇中未登場のため、アニメでの役名を記載。
体全体が流動状で、他人の体と“個性”を乗っ取ることができる。出久が「ワン・フォー・オール」を継承するきっかけとなる。
インスマス
声 - 勝杏里
アニメオリジナルキャラクター。タコの上半身と人間の下半身の姿をしたヴィラン。密輸団のリーダー。イカに似た手下が三人いる。
サヨナラバイツ
ヴィラン連合によるUSJ襲撃の際、水難ゾーンに飛ばされた出久を待ち構えていたヴィラン。「サイナラ」が口癖。
ドザエモン
水難ゾーンに潜んでいたヴィラン。水を纏い斬撃波をくり出すことができる。
サンソマン
水難ゾーンに潜んでいた、酸素を操る“個性”を持つヴィラン。
レザボアドッグス
オールマイトの引退に乗じて事件を起こした強盗団。
ジェントル・クリミナル / 飛田 弾柔郎（とびた だんじゅうろう）
声 - 山寺宏一
歴史に名を残したいと語る男性。32歳。自称・現代の義賊。
自ら撮影した動画をネット投稿する。緻密な計画を立て、不測の事態への対応力も高いが、動画は「商品を偽装表示したコンビニで強盗を働き、駆けつけたヒーローらを叩きのめす」など小規模かつ迷惑極まりないなものが多い。
高校まで「歴史に名を残す偉大なヒーローになる」ことを夢見るが、4度も仮免試験に落ちて留年し、高校から自主退学を勧められる落第生だった。18歳の時、墜落しかけたビルの清掃作業員を助けようとして、救助に来たヒーローを妨害してしまい、清掃員は重傷、自身も公務執行妨害で逮捕された。これにより高校を退学し、世間から誹謗中傷で家庭は崩壊、両親から勘当された。フリーターとなった22歳の時、プロヒーローとして独立した同級生に偶然再会するが、彼に忘れられていたことが引き金で、「どんな手段を使っても歴史に名を残す」と誓い、高校で学んだ犯罪学などを活かしヴィランとなる。
“個性”：弾性（エラスティシティ）
触ったものに弾性を付与する。空気など無機物にも付与でき、移動・防御・攻撃に利用できるが、1度付与すると自身では解除できず、徐々に自然消滅する。

ラブラバ / 相場 愛美（あいば まなみ）
声 - 堀江由衣
ジェントルの動画作成に協力する女性。動画編集担当。21歳。自称ハッキングのプロ。背の低いツインテールが特徴。
中学生の頃、好意を寄せた男子にストーカーまがいのラブレターを送ったが、その内容を悪く言われたショックで引きこもり、自殺すら考えていた。偶然ジェントルの投稿動画を視聴して彼に憧れ、住所を割って押し掛けて相棒となった。
“個性”：愛
自身が愛したただ1人に、愛を告げることで短時間対象を強化する。強化の度合いは愛の強さと状況で変化し、追い詰められている状況だとその強さは数十倍にもなる。彼女とジェントルは、この能力を主に逃走に使用する。

張間 歐児（はりま おうじ）
稀代の盗人と謳われる、“オール・フォー・ワン”やデストロと並ぶ大物ヴィラン。主に富裕層を標的とし、奪った金銭を貧しい人々にふりまいていた。行為自体は犯罪であるものの、一部の人々からは支持されていた。Mr.コンプレスは、自身の孫の孫（玄孫）である。

恥樫 照夫（はずかし てるお）
声 - あべそういち
デストロの伝記に感化され勤めた会社を潰そうと企み、“個性”を使うため公衆の面前で全裸になろうとしたところを、通りかかったホークスに倒された。
“個性”：羞恥
恥ずかしい思いをすればするほどパワーが上がる。

サイダーハウス
声 - 沖野晃司
人が賑わう休日に事件を起こした強盗団。リーダー格の男は炭酸水を操る“個性”を持つ。
異形排斥主義集団（いぎょうはいせきしゅぎしゅうだん）
異形型の“個性”の持ち主を差別し暴行に勤しむ集団。通称・CRC。
団員は黒いマントを羽織、頭蓋骨が付いたフードで顔を隠す。主な活動はデモだったが、過激化して暴力事件を起こすようになり勢力は縮小した。残る分派は存在するがどれも小規模。原理主義の団体も敵（ヴィラン）連合によって崩壊する。
エンディング
声 - 谷山紀章
人が唯一平等に選べるのは「人生の幕の下ろし方」だけを信条としており、エンデヴァーに殺害されるために悪事を働いた。
“個性”：白線
道路上にある白線を自在に操れる。操れた白線は布状のようなものに変化し、捕縛などに使用される。

食神BOY（くいしんボーイ）
声 - 田島章寛
第一次決戦の後に、警察やヒーローの手が回らなくなった商店街を管理しようと、手下たちと共に暴れていた男性ヴィラン。

### 警察
塚内 直正（つかうち なおまさ）
声 - 川島得愛
男性警官。階級は警部。オールマイトとは旧知の仲で、その秘密を知る数少ない人物の一人。36歳。ヴィラン連合絡みの事件全般を担当し、分析力とプロファイリング能力は非常に高い。
『ヴィジランテ』では、妹が登場する。また、当初はオールマイトとは無関係だったが、刑事仲間の田沼の手引きでこれまで田沼が抱えていたオールマイトのヒーロー活動報告書作成などの仕事を受け持つ。
玉川 三茶（たまかわ さんさ）
塚内の部下。猫そのものの顔が特徴で、首には鈴を付けている。33歳。
面構 犬嗣（つらがまえ けんじ）
声 - 竹内良太
保須警察署の署長。顔は垂れ耳の犬そのもの。語尾に「ワン」をつけて喋る。
ゴリさん
声 - 樋渡宏嗣
ゴリラのような風貌の刑事。人情に厚い性格。

### その他の人物
ツバサ
声 - 川上彩
勝己・出久の幼少時の友人。小太りの少年。医者の息子。背中に翼を生やして飛ぶことができる“個性”を持つ。出久の“個性”の有無を診断した病院院長は彼の祖父。
小学校までは一緒に遊んでいたが、同じ中学校には進まなかった。保須襲撃時に出久を攫おうとした翼のある脳無は、彼と何か関係がある模様。
宮城 大角（みやぎ だいかく）
声 - 井上剛
ビッグホーンの“個性”を持つニュースキャスター。常に公平な立場から的確かつわかりやすい言葉選びで世相を解説し、お茶の間からの信頼が厚い。しかし、“個性”の角が大きすぎてニュース映像やフリップを隠してしまうことがあったため、片方の角を切除した。視聴者を思った行動であると賞賛された一方、「“個性”の否定であり、差別を助長する」と人権団体からの批判も受けた。
出水 洸汰（いずみ こうた）
声 - 山崎みちる
ワイルド・ワイルド・プッシーキャッツのマンダレイのもとに身を寄せる少年。5歳。両親はヒーローであったが、約2年前にヴィランから市民を守って殉職した。従兄妹であるマンダレイに預けられる。
一見すると毒舌で勝気な性格だが、本来は臆病で弱虫な性格。両親がヒーローとして死んでしまったため、ヒーローそのものに反発していたが、親の仇であるマスキュラーに襲われた際に、出久が命がけで救出してくれたことから、出久が自分にとってのヒーローであると感謝する。
掌から多量の水を噴出できる“個性”を持つ。
目良 善見（めら よくみる）
声 - 岩崎征実
ヒーロー公安委員会、仮免試験で試験官を務める。38歳。激務に追われ、常に睡眠不足である。
生駒 小麿里（いこま こまり）
声 - 松本沙羅
間瀬垣小学校の低学年の1クラスの担任。23歳。年頃の生徒に悩まされる。
為田 浩（ためだ ひろし）
声 - 町山芹菜
エンデヴァーの熱狂的ファン。ファンに媚びない姿勢がかっこいいと語り、手を差し出してきたエンデヴァーに「変わってしもうた」と嘆いて逃げてしまった。
ハイエンドが暴れている様子を中継しているアナウンサーの「象徴の不在」という言葉に激怒し、「今俺らの為に体張っとる男は誰や!! 見ろや!!」と叫んだことで、「見ろや君」として話題になりエンデヴァーの再評価に貢献する。

特田 種男（とくだ たねお）
声 - 花輪英司
アニメ第4期1話に登場した、フリーの記者。かつてオールマイトに家族を救われた恩があり、取材先の雄英1年A組で出久がオールマイトの後継者であることに気づくが口外しなかった。
“個性”：全身レンズ
全身からカメラのレンズを自在に出し撮影できる個性。胸から写真のプリントアウトも可能。

車田 運天丸（くるまだ うんてんまる）
声 - 江川央生
ヒーロー専属のハイヤー。47歳。エンデヴァーと専属契約をしている。
イーサン・ドライブ
スターアンドストライプと共に日本への派遣に同行した戦闘機パイロットの一人で、45歳の男性。

### 『ヴィジランテ』の人物
本作の公式スピンオフ漫画『ヴィジランテ-僕のヒーローアカデミア ILLEGALS-』の登場人物。作中の時系列は本編の出久たちが小学生位の時である。“個性”の使用資格を持たない者が多く登場する。

#### 主要人物（ヴィジランテ）
灰廻 航一（はいまわり こういち） / 親切マン→ザ・クロウラー
声 - 梅田修一朗
『ヴィジランテ』における主人公。ヒーローに憧れている19歳の男性。夜になるとストレス解消のために、オールマイトなりきりパーカー（公式通販限定版）を纏いマスクを着けて「親切マン」に扮し、困っている人を“個性”を非合法に使い助ける。
ナックルダスターの助言で、名前を「親切マン」からザ・クロウラーに変更する（しかし「苦労マン」などと間違えられる）。
雄英学園入学も目指していたが、溺れていた子供を助けようとしたことで結局入試に間に合わなかったという。ポップ☆ステップとは5年前のその時に1度出会っているが、航一は助けた子供を少年と思い込んでいるため気付いていない。
古いビルの屋上にあるペントハウスを改装して住むが、その廃墟のような外装のせいで怪しまれ、大学生活では孤立する。その後、ポップ☆ステップ、ナックルダスターの二人が入り浸るヴィジランテチームの拠点となる。母親曰く、昔は空を飛び、歩くより先に空を飛んだらしく、そのままどこかへ飛んで行ってしまうのではと心配するあまり、その度に母親に“個性”で静止されていた。
“個性”：滑走
「三点以上の接地」によって発動する移動系の“個性”。いくらでも加速できるが、自身で制御できるスピードは自転車（ママチャリ）程度まで。しかしブレーキの問題をジョギング仲間として偶然知り合ったインゲニウムからの「反対方向に加速して急制動をかける」というアドバイスで解決する。
条件を満たせば、ビルの壁を利用して垂直に駆け上がる事もできる。暴走バス事件の際に落下する中で“個性”を発動し、一瞬空を飛ぶが、この時は空中であったために接地点はなく、両腕で真を抱えていたため“個性”の発動は両足の2点のみであった。

羽根山 和歩（はねやま かずほ） / ポップ☆ステップ
声 - 長谷川育美
『ヴィジランテ』におけるヒロイン。非合法にゲリラライブを行い、アイドルとして活動する女子高生。素顔をメイクとアイマスクで隠し小悪魔の様な露出度の高いコスチュームを着て、街中で無許可のゲリラライブを開催してはどこかへ去っていく。特別歌が上手い訳ではないが、それでも彼女のファンはそれなりにいる。素顔はボサボサの頭に眼鏡をかけた地味な学生で、航一のペントハウスに多数の荷物を持ち込んでライブ前の準備場所として活用する。
5年前に川で溺れている所を航一に助けられ、それ以来彼のことが気になっていたらしく、ようやく再会するもそのことを言い出せずにいる。
超巨大化敵に襲われて空中に放り出されたところを航一に救われ、以後彼らの活動に協力する。戦闘能力はないものの、航一やナックルダスターと違い知名度があって誰とでも交流できるため、情報収集や避難誘導は彼女が担当する。
“個性”：跳躍
足場を蹴り上げることで高く飛ぶことができる。足場がない状況では、何も出来ずただ落下してしまう。

雄黒 巌（おぐろ いわお） / ナックルダスター
声 - 間宮康弘
掃除屋を自称する筋肉質な中年の男性。航一に押しかけて「師匠」と呼ばせる。本名・誕生日は不明、45歳。
どこからともなく現れ、犯罪者に制裁を与える。目から上をマスクで覆ったその顔には、マスクでも隠し切れない程の大きな傷跡がある。両手にはその名の通りナックルダスターを装着しており、移動は主にフックロープを用いる。「悪党を殴るとスカッとする」という極めて暴力的な人物だが、航一のためにプロテクターを調達したり受け身を教えたり、格闘訓練でも手加減していたりと親身に面倒を見る。またスタンダールとの戦いの際に、自身の正義論を語り、強い正義感の持ち主である。
元は超速ヒーローオクロックであり、かつては犯罪対応専門家として活動していた。しかし何かしらの理由で“個性“を奪われてしまい、作中現在“無個性”となっている。
筋骨隆々としており卓越した戦闘力を持ち、突発性敵程度なら簡単に殴り倒し、パワータイプのヴィランに対して真正面から殴り合いを挑み、攻撃を紙一重で回避して的確にカウンターを打ち込むなど格闘能力は極めて高い。また特異な能力を持つ相手も機転で封じ込み、突発性ヴィランの大量発生の鎮圧に現れたプロヒーローたちさえ気づかなかった敵の正体に一人気づくなど、洞察力も極めて高い。
航一がチンピラに襲われていたところ、空から落ちてきてチンピラに鉄拳制裁を加えた後、人手がいるらしく航一を丸め込み無理矢理弟子にする。その後ポップ☆ステップも加わり3人でヴィジランテ活動をしていく。昼間は仕事をしており、それが終わると航一のペントハウスに入り込んでビールを飲みながら夜のヴィジランテ活動まで待機する。女王蜂に寄生されている娘・珠緒を救うため、突発性ヴィランを鎮圧しては手がかりを探していた。珠緒の救出後は彼女と共に過ごす時間を設けるため航一達と離れていくが、香港でトリガーを扱っている薬局に向かう等、一人でヴィジランテ活動をしている。

#### 協力者
佐間津 一目（さまづ いちもく）
声 - 奥田寛章
私立卍塾学園中等部。リーゼントにバイザー状のサングラスをつけた不良のような格好。航一たちに目撃情報を教え協力する。「相棒」である浪丸とはよく喧嘩し、それを鎮圧されたことでナックルダスターや航一らと知り合う。ポップ☆ステップの大ファン。目からビームを放つ“個性”を持つ。

浪丸 十兵衛（なみまる じゅうべえ）
声 - 勝杏里
佐間津の友人。髭の生えた厳つい小男で、学帽をぺたんこにして被った不良のような格好をする。「相棒」である佐間津同様、ポップ☆ステップの大ファン。佐間津とは違い、鳴羽田へ転校してきた。佐間津と共に航一たちに協力する。手から木刀を生やす“個性”を持つ。

塚内 真（つかうち まこと）
声 - 瀬戸麻沙美
航一の先輩の女子大生で本編に登場する塚内直正の妹。21歳。
明るく社交的で行動力に溢れている。世界で最初のヒーロー公認制度「ロードアイランド新州法」で、ヴィジランテからヒーロー認定されたのは189名中たった7名だったことから、「ヒーローと敵を分けた決定的な要素とは何だったのか」を自主研究のテーマとし、彼女なりの答えは「社会的支持」すなわち「人気」だったと考える。その研究の一環として「鳴羽田のヴィジランテ」に接触を試み、土地勘のある航一に勉強を教える代わりにボディーガードを依頼するも、彼がその一員であることには気付かない。
“個性”：嘘発見器（ポリグラフ）
身体的接触（手を握るなど）している相手の発言の真偽を判定する。

#### 警察（ヴィジランテ）
田沼 栄三（たぬま えいぞう）
声 - 江川央生
本編にも登場する塚内の先輩もしくは上司。
よれよれのシャツに無精ひげを蓄えた細身の男性で、だらしない様だが刑事としての勘は鋭い。塚内とオールマイトを引き合わせた張本人で、オールマイトの秘密を知る人物の一人でもある。

#### ヴィラン

##### 敵製造工場（ヴィラン・ファクトリー）
蜂須賀 九印（はちすか くいん） / 雄黒 珠緒（おぐろ たまお）
声 - 千本木彩花
『ヴィジランテ』における敵（ヴィラン）の一人。左目に眼帯を付けている高校2年生。
表向きは明るく元気で友達付き合いの多い人好きのするポップ☆ステップのファン。バイトで敵（ヴィラン）をやり、蜂を使ってトリガーをばらまく“個性”を駆使して街に混乱を引き起こすのが役割を担う。
名前は偽名で、後にナックルダスターとは父娘の親子関係にあることが判明する。
“個性”：女王蜂
左目から働き蜂を出し入れする。
働き蜂を大量に発生・操作することで偵察や伝令の他、蜂の腹に「トリガー」を詰め込んで一般市民に無差別投与することなどができる。蜂との意思疎通は高度なレベルで取れ、蜂の羽音から投与した対象の細かな変化を聞き取ることが出来る。また蜂と痛覚を共有しており、蜂が潰されると左目から血を流す。
しかし、これらの能力は「蜂使い」と呼ばれる第三者の“個性”で、寄生蜂を他者に植えつけて体内に巣を形成し、それを介して宿主を操ることができる。彼女も操られていた人物から寄生蜂を植え付けられていた模様。

謎の男
声 -不明
蜂使いの蜂を回収した長髪の男。蜂須賀が倒れた直後、彼女に変わって突発性ヴィランや改造ヴィランを操っていく。
オクロックに憧れを持っており、彼と同じ顔に斜めの傷痕が入っている。オクロックの“個性”を手に入れてからは、彼の戦闘方法や“個性”の使い方を模倣している。
“個性”：オーバークロック
周囲が気付かない程加速する。元は超速ヒーロー・オクロックの“個性”。
脳機能の賦活によるもので、体感時間を加速させることにより可能にする。これにより相手が知らぬ間に何発ものパンチを喰らわせたり、意識を集中すると周囲が完全に停止した状態で自身だけ動くことが可能になる。
しかしこの“個性”は脳に多大なる負荷を与えるため、短時間しか使用できず、また再び使用するのにインターバルが必要となる。

##### 突発性ヴィラン
釘崎 爪牙（くぎざき そうが）
声 - 鳥海浩輔
佐間津たちの先輩。
男らしくて曲がったことを嫌い、地元では喧嘩が強くて有名な「伝説の先輩」として慕われている。一方で出会った時の印象が最悪だったため和歩からは「犯して殺すマン」と嫌われる。
その“個性”から偏見の目で見られ、結果的に不良への道を歩んだ。トリガーに手を出したのもそのため。しかし航一らに倒されて以降はトリガーから手を引き、ラプトと燃という友人たちを守るために蜂須賀とスタンダールへ立ち向かおうとする。
“個性”：スパイク
拳や足先から金属性と思われる大きなスパイクを発生させる。トリガーの影響で背中や肘からもハリネズミのようにトゲが発生する。

灯市 燃（とうち もゆる）
声 - 平井啓二
皮膚が赤く、頭頂部から蝋燭の様に炎が揺らいでいる。元の“個性”は不明だが、トリガーの影響で皮膚が岩の様に硬質化し、口から炎を吐くようになる。

十日夏 ラプト（とおかげ らぷと）
声 - 星祐樹
トカゲ姿をした青年。元の個性は不明。トリガーの影響で腕が翼の様に変化し、飛翔能力を得る。

久々津 真里夫（くくつ まりお）
声 - 近藤孝行
トリガーの影響で巨大化し、背中から新たに2本の腕が生える。元の個性は不明。
拡散の犯人かと思われたが、実際は知らない人間からトリガーの入った鞄を押し付けられていた。
“個性”：ブンドド

岩甲 晶（いわこう あきら）
声 - 小上裕通
トリガーによって体が岩石の様になり、怪力と僅かに巨大化の“個性”が発現。元の“個性”は不明。トリガーに対してそれなりの常習性があったのか、副作用で口腔が黒く変色する。

猫
茶虎柄の猫。トリガーの影響かどうかは不明だが「化け猫」の“個性”を発動する。“個性”を発動すると尻尾が二本に分かれ、物に憑りつき（入り込み）自身の体の様に操れる。

##### 改造ヴィラン
鰻沢 照生（うなぎさわ てるお）
声 - 神木孝一
蜂須賀に唆されて服用したトリガーの影響でヤツメウナギの様な姿に変身した。元の“個性”はデンキウナギ。
ポップ☆ステップの熱狂的 なファン。

鎌池 桐仁（かまち きりひと）
「カマやん」と呼ばれている堀田兄弟の友人。改造され大型のカマキリの様な姿に変身した。
ヴィジランテ達に鎮圧されてから釈放され民間人として生活していくが、半永久的にカマキリのままのため生活に苦悩している。

田古部烏賊次郎（たこべ いかじろう） / オクトイッド
六本腕の改造ヴィラン。航一とイレイザーヘッドと共闘するキッカケを作ったヴィラン。緊急事態の時隠してた2本の腕を出して攻撃をする。
鎮圧されてから釈放され民間人として生活していくが、カマやん同様住む所が無いため倉庫の跡地でテント暮らしをしていた。調理師免許を持っており、堀田兄弟の提案でカマやんと共に喫茶店をやり社会復帰しようとしている。

ボマー
爆弾の“個性”を持つ。

#### その他の人物（ヴィジランテ）
キャプテン・セレブリティ / クリストファー・スカイライン
声 - 森川智之
ヒーローの本場であるアメリカで活動する、メジャー級ヒーロー。
所謂劇場型スタイルで、自らの活動を派手に演出するために例えヴィランが暴れていてもマスコミの到着や要救助者の発生が確認されるまでは動かない。故に訴訟やスキャンダルは数知れず、通称「キャプテン・”お騒がせ”セレブリティ」で、アメリカでは活動困難となり日本へ出稼ぎに来る。この性格に加えオールマイトのことも見下すこととから、航一からの印象も悪い。
「空飛ぶ種馬」とも呼ばれるほど女性関係にだらしがなく、訴訟・スキャンダルのほとんどが女性関連で、現在最も大きな訴訟は別居中の妻からの慰謝料請求となっている。バックダンサーとして雇われた真にも手を出そうとしたが、彼女が妻の友人だったため、妻のさらなる怒りを買うことを恐れ食事を奢っただけとなった。その後は真に弱みを握られ、彼女の発案で硬派を前面に押し出したこれまでとは逆のイメージ戦略を取り、本人は不本意ながらも人気は回復しつつある。
“個性”：飛行
空を飛ぶことができる。

白雲 朧（しらくも おぼろ）/ ラウドクラウド
声 - 小野賢章
相澤の雄英高生2-A時代のクラスメイト。明朗快活でクラスのムードメーカー的存在。インターン中の大型ヴィラン・ガーヴィーの襲撃により命を落とした後、遺体はオール・フォー・ワンと氏子ドクターによってすり替えられ、脳と肉体を改造されて黒霧にされた。
本編においては、心操の編入が決まった後にプレゼント・マイクが相澤に話しかけた際に口にした。
“個性”：雲
雲を操る。

### ヒロバトオリジナルの人物
トレーディングカードアーケードゲーム『僕のヒーローアカデミア 激突！ヒーローズバトル』で、作者書き下ろしのキャラが登場する。

#### ボルケーノ盗賊団
オリジナルヴィラン第一弾。
ボルケーノ / 岩田 交馬
“個性”は「噴火」。脂肪を燃焼させ体内でマグマを生成。それを噴出する器官がある。
ガストボーイ / 風谷 旋
“個性”は「扇風」。手首を回して風を生み出す。腱鞘炎になるため、回すのは1分が限界である。
ダスティ・アッシュ / 灰田 粉子
“個性”は「灰塵」。体中から灰のような粉塵を出し、相手の目・鼻・口を封じる。

#### ワイルドヴィランズ
オリジナルヴィラン第二弾。
キュレーター
声 - 遊佐浩二
顔半分をマスクで覆った不気味なヴィラン。ヴィラン連合の事件に触発され蜂起、人類支配を目論む。“個性”は「鯨」。
ベアヘッド
“個性”は「羆」。
ズーキーパー
キュレーターにより洗脳された飼育員。“個性”は「掃除」。

## 用語

### ヒーロー関連
ヒーロー
“個性”を利用して人々を救う職業。
人々に“個性”が発現した超常黎明期において、「自警団（ヴィジランテ）」と呼ばれた人々の活動が、世論に押される形で制度として認知されたのがヒーロー制度の興り。原作第1話の時点で法社会的な定義が確立している。
法的には警察の下部組織、あるいは嘱託を受ける民間協力者という位置づけで、個々に事務処理の窓口を持ち、警察の要請を受けて実務（“個性”を用いた犯罪に対する調査や戦闘）を担当し、歩合制での報酬を受け取る。
実務での信頼を得て仕事の増えたヒーローは、自身と連携戦闘を行える仲間となるヒーローとして「相棒（サイドキック）」を雇う事がある。名誉ある華々しい職業で、希望者が多いため飽和状態にある。自己犠牲の精神が薄い者も増えているため、ステインを始めとした懐疑的な考えを持つ者もいる。
自警団（ヴィジランテ）
法に依らず自発的に治安活動を行う者の総称。ヒーローのルーツとも言われる。
“個性”を用いた犯罪が人々を苦しめるのを嘆き、自らの“個性”を用いて立ち向かうボランティアが現れた事が「自警団（ヴィジランテ）」の始まりである。しかし、アメリカ合衆国ロードアイランド州で制定された世界で最初のヒーロー公認制度とされる「ロードアイランド新州法」においてその自警団の個性所持者中でプロヒーローとして認められたのは僅か7名のみで、他はヴィランと同等と看做された。ヒーロー公認制度の確立した社会では私的な自警行為そのものが犯罪であり、現代ではほとんど存在せず、「敵（ヴィラン）」の変種として扱われる。

ヒーロー資格試験
毎年6月･9月に全国3ヶ所で行われる。
ヒーロー志望は最初に仮免取得に邁進するが、毎年合格率5割前後と仮免の段階から難関。また、同校生徒同士による潰し合いを避けるため、同じ学校のヒーロー科でも時期・会場を分けて受験するのがセオリーとなっている。試験内容も毎年異なるが、雄英祭の中継で唯一“個性”の詳細が判明している雄英高校を最初に狙う雄英潰しも通例となっている。
本編の出久達が受けた仮免試験では、オールマイトの損失や敵（ヴィラン）の活性化が影響を及ぼし、一次試験の段階で1540名中100名に絞られる。
一次試験は、ボールをぶつけ合いターゲット3つを体に付けた参加者を2人脱落させた者先着100名を試験通過させる。
二次試験は、「HUC」の協力のもと敵（ヴィラン）のテロというシナリオの被災現場を想定した救助演習。
「HUC」と公案職員が救助行動の正否を審査や自分の“個性”に適したポジショニングなどを見て、減点方式で採点を行い、持ち点ボーダーラインの50点を越える者に仮免を取得させた。
ただし、50を下回り不合格となった者も3ヶ月の特別講習を受講した後に個別テストで合格すれば、仮免許を取得させる救済措置がある。

Help us company（ヘルプ・アス・カンパニー）
通称「huc（フック）」。あらゆる訓練で要救助者に扮する民間職。

### ヒーロー育成校
国立雄英高等学校（こくりつゆうえいこうとうがっこう）
本作の舞台で、ヒーローを養成する学校。制服は男女共にブレザー。校訓は「Plus Ultra（更に 向こうへ）!!」。所在地は静岡県。
オールマイトを始めとした名だたるヒーロー達を輩出し、偉大なヒーローには雄英卒業が絶対条件と言われるほどヒーローになるための登竜門として認知されている。ヒーロー科のほかにも普通科やサポート科、経営科が各3クラスあり、一学年11クラス構成のマンモス校である。
広大な敷地面積を有し、学内にはさまざまな施設がある。学校の正面入り口などには、雄英の関係者以外の人間が敷地に入れないようにするためのセキュリティが施されており、一般には「雄英バリア」の名称で知られている。学習内容はヒーローらしい戦闘・救助などの演習から、一般授業など多岐にわたる。
また雄英体育祭や職場体験などプロのヒーローと交流する機会が多く設けているのも大きな特徴。
ヒーロー科
ヒーロー養成を目的とするコース。A・B組の2クラスで、1クラス20人。推薦入学枠を2つずつ設けているので、一般入試の定員は36人。
プロのヒーローに特に直結する大人気の学科で、入試倍率は300倍と超難関である。
普通科
C組からE組の3クラスに分かれている、通常カリキュラムのコース。
ヒーロー科とは併願が可能で、ヒーロー科入試で不合格になり入学した生徒が多い。そのため、ヒーロー科に対して屈折した感情を持つ者も存在する。
サポート科
F組からH組の3クラスに分かれている、プロヒーローに提供するアイテムやコスチュームの開発を行うデザイン事務所への就職を目指すコース。
経営科
I組・J組・K組の3クラスに分かれている。
被服控除
要望する機能とデザインを学校に提出することで、各生徒専用のオリジナルヒーローコスチュームを学校のサポート会社が用意してくれる制度。
ウソの災害や事故ルーム（USJ）
13号が作った雄英高校の演習場。水難事故、土砂災害、火事など、あらゆる事故や災害を想定している。
テーマパークのような風貌に生徒たちは「USJかよ!!?」と驚いていたが、本当に“USJ”と命名されていたため、生徒たちは困惑していた。
雄英体育祭
雄英高校が開催する体育祭。開催時期は4月。
“個性”の出現後「スポーツの祭典」であるオリンピックはすでに衰退・形骸化したこともあり、日本においてはかつてのオリンピックに変わるスポーツの祭典として楽しまれている。
全国ネットでテレビ中継され、プロヒーローも将来のサイドキック候補を探すため観戦しに来るなど注目度が大きな大会。
ヒーロー科の生徒にとってはプロヒーローにも実力を見てもらえるメリットがある反面、テレビ中継されることで全国の高校で唯一“個性”を世間に知られるため、ヴィランに“個性”や戦法を知られ、ヒーロー資格試験などでは真っ先に標的にされることになるなどデメリットもある。
職場体験
プロヒーローの事務所に出向き、その活動を肌で感じさせるプログラム。期間は1週間。
雄英体育祭の活躍を見て、プロヒーローが2票の指名を入れる。指名のあった者はその中から選び、指名の無かった者は予め雄英がオファーした全国の受け入れ可の事務所から選ぶ。
夏の林間合宿
生徒達は旅行気分であるが、その実は通常2年前期から行う「緊急時における“個性”行使の限定許可証 ヒーロー活動認可資格仮免」修得のための研修。期間は1週間予定だった。
雄英の生徒がヴィラン連合に襲われるなど、ヴィランの動きが活発化したために1年時に前倒しされた。
各々の“個性”の能力強化や弱点克服も研修プログラムに取り入れている。
ハイツアライアンス
夏休みが明けて全寮制となった生徒たちが住む豪華な建物。生徒たちの安全を図る目的と、未だ発見できていない内通者を探る目的のために全寮制となった経緯がある。
地下付の5階建ての建物で、1クラスにつき1棟与えられる。1階は食堂・風呂・洗濯・応接間・中庭など共有スペース。2階から5階は生徒の部屋になっていて部屋の数は1フロア男女それぞれ4部屋の計8部屋。
トレーニングの台所ランド（TDL）
100話に登場。体育館γの通称。セメントスが“個性”で生徒一人一人に合わせた地形や物を用意する特訓の場。生徒の“個性”を伸ばしつつ必殺技を編み出す圧縮訓練に使用。
校外活動（ヒーローインターン）
主にヒーロー科2年・3年が行う校外でのヒーロー活動。職場体験の本格版で、仮免取得後に行われるため、実質一人のサイドキックとして扱われる。インターン先は体育祭で得た指名をコネクションに使うが、授業の一環ではなく生徒の任意で行う活動のため、指名が無かった生徒は活動自体が難しいとされる。元々は各ヒーロー事務所が募集する形だったが、雄英生徒引き入れのためにイザコザが多発したことで現在の形になった。出久ら1年生は、元々1年生での仮免取得は前例が少なく、敵活性化の影響もあり教師陣の中には反対意見も多かったが、保護下方針では強いヒーローは育たないという意見から、「インターン受け入れの実績が多い事務所に限り1年生の実施を許可する」という結論となった。

士傑高校（しけつこうこう）
「東の雄英」「西の士傑」と並び称される、雄英高校に匹敵するヒーロー科の難関校。活動時には制帽の着用が義務付けられ、クラス委員長は成績や将来性を考慮して教師が任命するなど、雄英とは対照的に規律が厳しい。
傑物学園高校（けつぶつがくえんこうこう）
プロヒーロー仮免試験編から登場した高校。劇中ではMs.ジョークが受けもつ2年2組が、1-Aと共に仮免試験に望む。
勇学園（いさみがくえん）
万偶数羽生子が通う高校。オリジナルアニメ「Training of the Dead」では、万偶数を含む生徒4名が1-Aのヒーロー実習に参加する。
誠刃高校（せいじんこうこう）
アニメオリジナルの高校。仮免一次試験では、忍者の格好をした受験者数名が轟を襲撃するが、返り討ちにされる。
聖愛学院（せいあいがくいん）
アニメオリジナルの高校。メンバーとコスチュームから女学校と思われる。ヒーロー仮免資格試験では印照才子が率いる受験者チームが蛙吹、八百万、耳郎、障子を襲撃する。

### “個性”関連
“個性”
先天性の超常能力。一般的な意味での「個性」という言葉との混同を避けるため、原作では超常能力としての“個性”を指す場合は「“”」で囲んだ「“個性”」と表記されている。
かつて「異能」と呼ばれてる時代にデストロの母が我が子に対して浴びせられた偏見から受ける罵詈雑言に「これはこの子の“個性”です」と訴えた。この逸話が「“個性”の母」として語り継がれていき、作中の超常能力を「“個性”」と呼ばれるようになった。
作中では現在全人口の約8割が何らかの“個性”を発現している。通常4歳頃までに両親のどちらか、あるいは複合的な“個性”が発現する。それぞれ世代があり、出久たちの世代は「第五世代」。
作中では能力によって「発動型」「変形型」「異形型」の三系統に大別している。
発動型
数多くある“個性”の中で一番スタンダードな系統。多種多様で自身の意思で能力を発動させる。またその種類の多さから、発動する“個性”によって「増強系」や「拘束系」などに細分化されている。
変形型
通常の人間の体から、自身の意思で肉体を変化させる系統。
異形型
生まれた時から常時“個性”が発現している系統。「異形」という言い方は日常的に使われるが、あまり好ましくない表現であり、人間離れしたその容姿から差別の対象となることもあるらしく、「異形型」を差別する団体も存在する。
複合型
上記の3系統の特徴を2つ以上併せ持つ系統。
“個性”因子
基本となる人体に特別な仕組みを+αする仕組み。作中では+αされた仕組みを「“個性”」、+αを「“個性”因子」と呼んでいる。
相澤の抹消は、この因子を一時的に停止させている。八斎會が開発した“個性”を消す銃弾は、当初“個性”因子に直接ダメージを与えていると推測されたが、実際は壊理の「人を巻き戻す」“個性”の仕組みを利用した物であった。
突然変異（ミューテーション）
両親のどちらの家系にも全く類似しない“個性”が発現する現象。事例はほとんど存在しない模様だが、ごく稀にこの現象が起こることがあるという。
“個性”特異点
「世代を経るにつれ“個性”は混ざり深化していく」「より強力、より複雑化した“個性”はやがて誰にもコントロールできなくなってしまうのではないか」という終末論の一つ。実際に作中“個性”は世代が進むにつれ、その能力は複雑化してきている。
“個性”婚
“個性”の発現から第二〜第三世代間で問題となった、自身の“個性”をより強化して継がせるためだけに配偶者を選び結婚すること。
トリガー
外伝『ヴィジランテ -僕のヒーローアカデミア ILLEGALS-』に登場するドラッグ。正式名称は「“個性”因子誘発物質（イディオ・トリガー）」。
使用者の理性を弱め“個性”を極端化（ブースト）する効能を持っており、ナックルダスター曰く「一般人を敵（ヴィラン）にする薬物」。
常用者は舌が黒く変色するため、ナックルダスターはそれを判断材料にしている。
本編でも同様の効果を持つ薬が登場している。日本では流通が禁止されている。ファットガムによればアジア製は効果が短く、アメリカ製なら効果が1〜2時間続くらしい。

### 敵（ヴィラン）関連
敵（ヴィラン）
“個性”を悪用する犯罪者の総称。
原作中では「敵」という文字に「ヴィラン」と読み仮名を振って表記される。本項では一般的な意味での「敵（てき）」という言葉との混同を避けるため、「敵（ヴィラン）」もしくは「ヴィラン」と表記する。
突発性ヴィラン
『ヴィジランテ』に登場。“個性”因子誘発物質を含む国内未認可の弱個性改善薬「トリガー」を摂取することで“個性”を暴走させ、ヴィラン化した者の総称。本来はヒーローにもヴィランにもなれない程度の“個性”しか持たない一般人で、トリガーは「知らない人にもらった」という。このため、ヴィランとの区別が難しく、プロヒーローの対応が遅れることが多い。
敵（ヴィラン）連合
“平和の象徴”であるオールマイトを殺そうと企む集団。主要メンバーである死柄木、黒霧、「改人」脳無などの強力なヴィランたちで構成されている。
当初その他のメンバーは、雑兵として質より数を重視して集められたこともあり、実力も芳しくない者たちがほとんどで、爆豪や轟からも「有象無象」「三下」などと酷評されていた。
だが保須市でステインが起こした事件以降、そのステインがヴィラン連合の一員だったという誤解が世に広まったことで、これまで連合と無関係だったヴィランたちにも注目されるようになり、現在は数多くの実力者達が集まりつつある。
開闢行動隊（かいびゃくこうどうたい）
夏の林間合宿にて1年A組とB組の生徒を襲撃した少数精鋭部隊。雄英高校襲撃事件、保須市襲撃事件によって知名度が上がり、拡張の機運の高まったヴィラン連合に合流した能力者達によって編成されている。
主な目的は連合にとって脅威となり得る生徒の抹殺と、勝己を同胞として迎えるために連れ去ることだった。
構成メンバーは、荼毘をリーダーとした実力者ヴィラン9名と、荼毘の命令に忠実な脳無1体の10名。その内3名が生徒との戦いに敗退し、現行犯逮捕される。
超常解放戦線（ちょうじょうかいほうせんせん）
再臨祭にて敵（ヴィラン）連合が異能解放軍に勝利し取り込んで新設された組織。最高指導者は死柄木。次点の幹部に9名の行動隊長がいる。
9名の行動隊長にはそれぞれの傾向にあった部隊を持っており、隊長一人に対し異能解放軍の実力者上位3名が補佐役に就いている。
死穢八斎會（しえはっさいかい）
指定敵団体の極道。主に非合法薬物の売買を行っていたが、オールマイト引退と“オール・フォー・ワン”逮捕を受け、ヴィラン連合と接触するなど本格的に活動を開始した。主要構成員（オーバーホール直属）はペストマスクを着用している。
作中世界ではヒーローの隆盛によりヤクザ組織は次々と摘発・解体され、オールマイトの登場で完全に時代を終えたとされている。摘発を免れた勢力もヴィラン予備軍として扱われ、監視されながら細々と活動を続けている。
鉄砲玉・八斎衆
オーバーホールの側近達の総称で、八斎會の汚れ仕事を担当する。潔癖症のオーバーホールが汚れ仕事を請け負う彼らと同じ空気を吸いたくないという理由で、全員がペストマスク（多部のみ覆面）を装着している。そのため幹部ではあるもののオーバーホールからは「使い捨ての駒」としか思われておらず、メンバーもオーバーホールに忠誠を誓う者、盲信し縋る者、下剋上を狙う者など一枚岩ではない。

異能解放軍（いのうかいほうぐん）
“個性”がまだ「異能」と呼ばれてた時代、異能の自由行使は人間として当然の権利と謳った解放主義者達によって結成された過激派組織。初代指導者はデストロ。構成員は額に親指を付け、人差し指を上に指差すジェスチャーをする。
法の整備を進める国との数年にも及ぶ対立の末に敗北、デストロを含めた多くのメンバーが逮捕され組織も解体された。しかしデストロの遺児・力也が父の遺志を継いで再び結成、現在の解放戦士は11万6516人と非常に大規模。解放戦士は普段は泥花市民として民間人として生活しており、力也を含め新幹部のほとんどが政財界に名を連ねる大物人物である。また現役ヒーローや警察の中にも多数のシンパが存在する。
解放の先導を異能解放軍にするために敵（ヴィラン）連合の解体を目論み、再臨祭を仕掛ける。
異能解放戦線
デストロが逮捕後に獄中で執筆した自伝。オールマイト引退と“オール・フォー・ワン”逮捕の後に再出版され、影響された読者の一部が個性犯罪に手を染めるようになっている。

敵製造工場（ヴィラン・ファクトリー）
『ヴィジランテ』に登場する集団。トリガーを使って、意図的に一般人を敵（ヴィラン）化にする組織。

### 地理
地名や学校名(ヒーロー育成校は除く)の多くはスター・ウォーズに登場する惑星の名前を捩ったものとなっている。
折寺中学校
出久と爆豪の出身校。爆豪曰く「平凡」。
NR田等院駅
第1話で怪獣化したヴィランが暴れまわっていた。
多古場海浜公園
漂着物と不法投棄で荒れ果てていたが、出久のゴミ掃除により海岸線が復活、絶好のデートスポットに変貌。
私立聡明中学校
飯田の出身校。爆豪曰く、「くそエリート」。
東京都保須市
出久達がステインと戦った場所。
神奈川県横浜市神野区
ヴィラン連合が脳無を精製する工場がある場所。ここでオールマイトと“オール・フォー・ワン”が対決した。
国立多古場競技場
ヒーロー仮免許取得試験会場の1つ。
タルタロス
本土から約5km離れた沖に建造された、死刑すら生温い重犯罪者を収監する厳重監獄。
正式名称は「対”個性”最高警備特殊拘置所」で、「タルタロス」は通称名である。
便宜上は拘置所とされているが、その実態は国民の安全を著しく脅かす、または脅かした人物を厳重に禁錮し監視下に置く施設であり、刑の確定・未確定を問わず様々な”個性”の持ち主が収監されている。
居房は6つに区分されており、”個性”の危険性や事件の重大性によって振り分けられている。また、危険性の高い人物ほど、地下深くに収監される。
一度入れば生きて出ることは叶わないと言われており、”個性”社会の闇とも呼ばれている。
“オール・フォー・ワン”やステイン、オーバーホール、レディ・ナガンなどが収監されている。
愛知県泥花市
人口の9割が潜伏解放戦士という異能解放軍の拠点地。
敵（ヴィラン）連合と異能解放軍が「再臨祭」と称し、全面衝突した。

## 担当編集者
1. 嶋崎崇夫
2. 小池均[7] - 1話～3話
3. 門司健吾[7] - 4話～118話頃[84]
4. 頼富亮典 - 118話頃～284話頃[84][85]
5. 田口光 - 284話頃～357話頃[85][86]
6. 今村 - 357話頃～現在 [86]

## 前身
僕のヒーローは、堀越による読切作品。本作のプロトタイプ。

## スピンオフ
僕のヒーローアカデミア すまっしゅ!!
根田啓史による本編のスピンオフ作品。4コマ漫画。『少年ジャンプ+』（集英社）2015年11月9日- 2017年11月6日連載。全5巻。
コメディタッチで描かれ、第1巻の作者コメントでは「映画のエンディングで流れるNGシーン集みたいなつもりで読んでもらえたらと思います」と述べている
ヴィジランテ-僕のヒーローアカデミア ILLEGALS-
古橋秀之（脚本）、別天荒人（作画）による本編のスピンオフ作品。『ジャンプGIGA』（集英社）2016 vol.2で序章にあたる第0話が掲載され、2016 vol.4まで連載。『少年ジャンプ+』に移籍し2016年12月17日より毎月中旬に連載、2017年8月より隔週土曜更新となり、2022年5月28日に完結した。全15巻。テレビアニメ化も行われ、第1期が2025年4月から6月まで放送、第2期が2026年より放送予定。テレビアニメ化を記念し、特別読切「15.5話」が『少年ジャンプ+』にて2025年4月15日に公開された。
私のヒーローアカデミア
あきやま陽光による本編のスピンオフ作品。『週刊少年ジャンプ]』2018年30号・45号・48号掲載
きっと誰もが誰かのヒーロー
あきやまによる劇場版第1作のスピンオフ。読切。『週刊少年ジャンプ』2018年35号掲載
僕のヒーローアカデミアスピンオフ チームアップミッション
あきやまによる本編のスピンオフ作品。『ジャンプGIGA』2019 SUMMER vol.2掲載。『最強ジャンプ』2019年9月号より2025年2月号まで連載。
出久&爆豪：ライジング
あきやまによる劇場版第2作のスピンオフ。前後編の読切。『週刊少年ジャンプ』2020年3号掲載。
僕のヒーローアカデミア特別スピンオフ CONNECT TO THE DAY
あきやまによる劇場版第4作のスピンオフ。劇場版の公開を記念して、『週刊少年ジャンプ』2024年35号掲載。

## メディアミックス

### ヴォイスコミック
集英社のヴォイスコミック「VOMIC」として、2015年1月に集英社VOMIC専門番組『VOMIC TV!』にて放送、同年2月からVOMIC公式サイトで配信中。なお、本作は『VOMIC TV!』で放送された最初の作品となった。

### アニメ
テレビアニメは2016年から2024年まで都合7期が製作されており、2025年から第8期が放送予定。また、劇場アニメとして2018年8月3日に『僕のヒーローアカデミア THE MOVIE 〜2人の英雄〜』が、2019年12月20日に『僕のヒーローアカデミア THE MOVIE ヒーローズ:ライジング』が、2021年8月6日に『僕のヒーローアカデミア THE MOVIE ワールド ヒーローズ ミッション』が、2024年8月2日に『僕のヒーローアカデミア THE MOVIE ユアネクスト』がそれぞれ公開。スピンオフアニメとして『ヴィジランテ-僕のヒーローアカデミア ILLEGALS-』を原作としたテレビアニメが2025年4月より放送予定。
アニメーション制作はボンズが担当している。

### 実写映画
レジェンダリー・ピクチャーズ製作で実写映画が公開予定。公開時期は未定。

### 舞台

#### 2019年
『「僕のヒーローアカデミア」The “Ultra” Stage（ジ・ウルトラ・ステージ）』というタイトルで、2019年4月12日から4月21日に天王洲 銀河劇場にて、2019年4月26日から4月29日にサンケイホールブリーゼにて上演。同じキャスト、スタッフで、中国の上海公演として2019年6月7日から9日に虹橋芸術中心にて上演。

キャスト
- 緑谷出久 - 田村心
- 爆豪勝己 - 小林亮太
- 麗日お茶子 - 竹内夢
- 飯田天哉 - 猪野広樹
- 轟焦凍 - 北村諒
- 蛙吹梅雨 - 野口真緒
- 切島鋭児郎 - 田中尚輝
- 上鳴電気 - 佐藤祐吾
- 青山優雅 - 橋本真一
- 八百万百 - 山﨑紗彩
- 峰田実 - 奥井那我人
- 常闇踏陰 - 松原凛
- 発目明 - 馬場莉乃
- 心操人使 - 松川大祐
- 死柄木弔 - 雷太
- イレイザー・ヘッド - 瀬戸祐介
- プレゼント・マイク - 岡本悠紀
- エンデヴァー - 上田悠介
- オールマイト（トゥルーフォーム） - 林剛史
- オールマイト（マッスルフォーム） - 岩永洋昭

オールラウンダー（アンサンブルキャスト）
- 竹廣隼人
- 遠藤誠

スタッフ
- 演出 - 元吉庸泰
- 脚本 - 西森英行
- 音楽 - 和田俊輔
- 振付 - 梅棒
- 主催 - 「僕のヒーローアカデミア」The “Ultra” Stage製作委員会（ネルケプランニング／東宝／集英社／読売テレビ）

#### 2020年
『「僕のヒーローアカデミア」The “Ultra” Stage（ジ・ウルトラ・ステージ） 本物の英雄（ヒーロー）』というタイトルで、2020年3月6日から3月22日に品川プリンスホテル ステラボールにて、2020年3月27日から4月5日に梅田芸術劇場 シアター・ドラマシティにて上演予定だったが、新型コロナウイルス感染症拡大の影響で3月6日から3月19日までの公演と3月28日から4月5日までの公演が中止となった。この中止を受けて、当初7月に公演予定だったライブを延期とし、『「僕のヒーローアカデミア」The “Ultra” Stage 本物の英雄 PLUS ULTRA ver.』のタイトルで公演を行う予定だったが、公演関係者の新型コロナウイルス感染症の陽性が判明したため、無観客公演の配信に変更となった。しかし、新たに2名の新型コロナウイルス感染症の陽性が判明したため延期となった。

キャスト
- 緑谷出久 - 田村心
- 爆豪勝己 - 小林亮太
- 麗日お茶子 - 竹内夢
- 飯田天哉 - 猪野広樹
- 轟焦凍 - 北村諒
- 蛙吹梅雨 - 野口真緒
- 切島鋭児郎 - 田中尚輝
- 上鳴電気 - 佐藤祐吾
- 青山優雅 - 橋本真一
- 八百万百 - 山﨑紗彩
- 峰田実 - 奥井那我人
- 常闇踏陰 - 松原凛
- 耳郎響香 - 川上明莉
- 瀬呂範太 - 池田慎
- 芦戸三奈 - 永利優妃
- 死柄木弔 - 雷太
- ステイン - 川隅美慎
- グラントリノ - 米原幸佑
- イレイザー・ヘッド - 瀬戸祐介
- プレゼント・マイク - 岡本悠紀
- エンデヴァー - 上田悠介
- ベストジーニスト - チャンヘ
- オールマイト（トゥルーフォーム） - 林剛史
- オールマイト（マッスルフォーム） - 岩永洋昭

オールラウンダー（アンサンブルキャスト）
- 竹廣隼人
- 細川洪
- 掛川僚太
- 丹波達也
- 木内海美

スタッフ
- 演出 - 元吉庸泰
- 脚本 - 西森英行
- 音楽 - 和田俊輔
- 振付 - 塩野拓矢（梅棒）
- 主催 - 「僕のヒーローアカデミア」The “Ultra” Stage製作委員会（ネルケプランニング／東宝／集英社／読売テレビ）

#### 2021年
『「僕のヒーローアカデミア」 The “Ultra” Stage 本物の英雄（ヒーロー） PLUS ULTRA ver.』というタイトルで、2021年12月3日から12月12日にTOKYO DOME CITY HALLにて、2021年12月24日から12月26日に京都劇場にて上演された。

キャスト
- 緑谷出久 - 田村心
- 爆豪勝己 - 小林亮太
- 麗日お茶子 - 竹内夢
- 飯田天哉 - 武子直輝
- 轟焦凍 - 北村諒
- 蛙吹梅雨 - 野口真緒
- 切島鋭児郎 - 田中尚輝
- 上鳴電気 - 佐藤祐吾
- 青山優雅 - 橋本真一
- 八百万百 - 山﨑紗彩
- 峰田実 - 奥井那我人
- 常闇踏陰 - 松原凛
- 耳郎響香 - 川上明莉
- 瀬呂範太 - 池田慎
- 芦戸三奈 - 永利優妃
- 死柄木弔 - 雷太
- ステイン - 川隅美慎
- 荼毘 - 大隅勇太
- トガヒミコ - 伊波杏樹
- トゥワイス - 川﨑優作
- グラントリノ - 米原幸佑
- イレイザー・ヘッド - 瀬戸祐介
- プレゼント・マイク - 岡本悠紀
- エンデヴァー - 上田悠介
- ベストジーニスト - チャンヘ
- ミッドナイト - 木内海美
- オールマイト（トゥルーフォーム） - 吉岡佑
- オールマイト（マッスルフォーム） - 岩永洋昭

オールラウンダー（アンサンブルキャスト）
- 福井将太
- 田邊謙
- 辻村晃慶
- 河島樹来

声の出演
- 葉隠透 - 名塚佳織

スタッフ
- 演出 - 元吉庸泰
- 脚本 - 西森英行
- 音楽 - 和田俊輔
- 振付 - 塩野拓矢（梅棒）
- 主催 - 「僕のヒーローアカデミア」The “Ultra” Stage製作委員会（ネルケプランニング／東宝／集英社／読売テレビ）

#### 2022年
『「僕のヒーローアカデミア」The “Ultra” Stage 平和の象徴』というタイトルで、2022年4月9日・10日にKAAT神奈川芸術劇場 ホールにて、2022年4月22日から24日に京都劇場にて、2022年4月29日から5月8日にTOKYO DOME CITY HALLにて上演。

キャスト
- 緑谷出久 - 田村心
- 爆豪勝己 - 小林亮太
- 麗日お茶子 - 竹内夢
- 飯田天哉 - 武子直輝
- 轟焦凍 - 北村諒
- 蛙吹梅雨 - 野口真緒
- 切島鋭児郎 - 田中尚輝
- 青山優雅 - 橋本真一
- 八百万百 - 山崎紗彩
- 常闇踏陰 - 松原凛
- 障子目蔵 - 大久保圭介
- 死柄木弔 - 雷太
- 荼毘 - 大隅勇太
- トガヒミコ - 伊波杏樹
- トゥワイス - 川﨑優作
- マスキュラー - 小柳心
- グラントリノ - 米原幸佑
- イレイザー・ヘッド - 瀬戸祐介
- プレゼント・マイク - 岡本悠紀
- エンデヴァー - 上田悠介
- ベストジーニスト - チャンへ
- 出水洸汰 - 猪股怜生 / 伊奈聖嵐（Wキャスト）
- オール・フォー・ワン - 細見大輔
- オールマイト（トゥルーフォーム） - 吉岡佑
- オールマイト（マッスルフォーム） - 岩永洋昭

オールラウンダー（アンサンブルキャスト）
- 木内海美
- 福井将太
- 田邊謙
- 辻村晃慶
- 大原万由子
- 師富永奈

スタッフ
- 演出 - 元吉庸泰
- 脚本 - 西森英行
- 音楽 - 和田俊輔
- 振付 - 塩野拓矢（梅棒）
- 主催 - 「僕のヒーローアカデミア」The “Ultra” Stage製作委員会（ネルケプランニング／東宝／集英社／読売テレビ）

#### 2023年
『「僕のヒーローアカデミア」The “Ultra” Stage 最高のヒーロー』というタイトルで、2023年4月29日から5月7日に天王洲 銀河劇場にて、2023年5月12日から14日にAiiA 2.5 Theater Kobeにて、2023年5月19日から21日に日本青年館ホールにて上演。緑谷出久役の田村心が急性扁桃炎のため、2023年5月4日から6日にかけて田村は一部公演を休演し、アンダースタディの中村泰仁が代役を務めた。

キャスト
- 緑谷出久 - 田村心 / 中村泰仁（2023年5月4日から6日にかけて代役）
- 爆豪勝己 - 小林亮太
- 麗日お茶子 - 竹内夢
- 飯田天哉 - 武子直輝
- 轟焦凍 - 北村諒
- 蛙吹梅雨 - 野口真緒
- 切島鋭児郎 - 田中尚輝
- 上鳴電気 - 佐藤祐吾
- 青山優雅 - 橋本真一
- 八百万百 - 山崎紗彩
- 峰田実 - 奥井那我人
- 常闇踏陰 - 松原凛
- 耳郎響香 - 川上明莉
- 瀬呂範太 - 池田慎
- 芦戸三奈 - 永利優妃
- 障子目蔵 - 大久保圭介
- 尾白猿夫 - 茶谷優太
- 砂藤力道 - 坂上翔麻
- 夜嵐イナサ - 白柏寿大
- 現見ケミィ - 竹井未来望
- 肉倉精児 - 今井俊斗
- イレイザーヘッド - 瀬戸祐介
- プレゼント・マイク - 岡本悠紀
- ミッドナイト - 木内海美
- オールマイト - 吉岡佑

オールラウンダー（アンサンブルキャスト）
- 田邊謙
- 辻村晃慶
- 大原万由子
- 師富永奈
- 松岡歩武
- 中沢凜之介

声の出演
- 葉隠透 - 名塚佳織

映像出演
- トガヒミコ - 伊波杏樹

スタッフ
- 演出 - 元吉庸泰
- 脚本 - 西森英行
- 音楽 - 和田俊輔
- 振付 - 塩野拓矢（梅棒）
- 主催 - 「僕のヒーローアカデミア」The “Ultra” Stage製作委員会（ネルケプランニング／東宝／集英社／読売テレビ）

### コンピュータゲーム

#### コンシューマーゲーム
僕のヒーローアカデミア バトル・フォー・オール
ニンテンドー3DS用ソフトとして、2016年5月19日にバンダイナムコエンターテインメントから発売。ジャンルは対戦アクション。
僕のヒーローアカデミア One's Justice
PlayStation 4、Nintendo Switch用ソフトとして、2018年8月23日にバンダイナムコエンターテインメントから発売。ジャンルは対戦アクション。
JUMP FORCE
PlayStation 4、Xbox One、Windows用ソフトとして、2019年2月14日にバンダイナムコエンターテインメントから発売。ジャンルは対戦アクション。
週刊少年ジャンプの歴代作品が共演するアクションゲーム。初期キャラクターとして出久、DLC追加キャラクターとしてオールマイト、爆豪が登場。
僕のヒーローアカデミア One's Justice2
前作に新要素を加えた続編。2020年3月12日にバンダイナムコエンターテインメントから発売。ジャンルは対戦アクション。対象機種はPlayStation 4、Nintendo Switch、Xbox One（ダウンロード版）。
僕のヒーローアカデミア ULTRA RUMBLE
2023年9月29日にバンダイナムコエンターテインメントからオンライン専用で基本無料にて配信開始。対象機種はPlayStation 4、Nintendo Switch、Xbox One、PC（Steam）。

#### モバイルゲーム
僕のヒーローアカデミア スマッシュタップ
スマートフォン用ゲーム（iOS・Android）として、2017年4月19日よりバンダイナムコエンターテインメントから配信。ジャンルはヒーローアクション。ダウンロード無料・アイテム課金制。2018年10月19日に『僕のヒーローアカデミア SMASH RISING』へと大型リニューアル後、2020年7月13日にサービス終了。
週刊少年ジャンプ オレコレクション!
スマートフォン用ゲーム（iOS・Android）として、2017年7月6日よりバンダイナムコエンターテインメントから配信。ジャンルはカードRPG。ダウンロード無料・アイテム課金制。2019年11月26日に『ジャンプヒーロー大戦 -オレコレクション2-』へとリニューアル後、2020年9月30日にサービス終了。
週刊少年ジャンプ 実況ジャンジャンスタジアム
スマートフォン用ゲーム（iOS・Android）として、2018年8月2日よりコナミデジタルエンタテインメントから配信。ジャンルはオンライン対戦アクションゲーム。ダウンロード無料・アイテム課金制。2019年8月26日にサービス終了。
ジャンプチ ヒーローズ
スマートフォン用ゲーム（iOS・Android）として、2018年3月28日よりLINEから配信。ジャンルは友情・努力・勝利!体感プチプチRPG。ダウンロード無料・アイテム課金制。
僕のヒーローアカデミア ULTRA IMPACT
スマートフォン用ゲーム（iOS・Android）として、2021年5月19日よりバンダイナムコエンターテインメントから配信。ジャンルはヒーローたちの"個性"炸裂バトルRPGダウンロード無料・アイテム課金制。

#### アーケードゲーム
僕のヒーローアカデミア 激突！ヒーローズバトル
タカラトミーアーツより、トレーディングカードアーケードゲームとして2016年4月28日稼働開始。筐体は『ブキガミ』に使用されていた『プリパラ ライト』のものを使用。ゲーム連動のアプリクーポンがプレゼントされるスマートフォンアプリも配信。2017年4月13日より『僕のヒーローアカデミア 激突！ヒーローズバトルW』に、2019年7月11日に『僕のヒーローアカデミア ヒーローズバトルラッシュ』にリニューアル、2020年12月23日に稼働終了。

### トレーディングカードゲーム
僕のヒーローアカデミア TAG CARD GAME
タカラトミーから発売。
スターターデッキ
- HAD-01スターターデッキteam緑谷出久 2016年4月23日に発売。
- HAD-02スターターデッキteam爆豪勝己 2016年4月23日に発売。
- HAD-03スターターデッキteam緑谷出久 覚醒ver. 2017年5月27日に発売。
- HAD-04スターターデッキteam爆豪勝己 覚醒ver. 2017年5月27日に発売。

拡張パック
- HA-01拡張パック第1弾 2016年4月23日に発売。
- HA-02拡張パック第2弾 2016年6月11日に発売。
- HAX-01プルスウルトラパック vol.1 2016年12月24日に発売。
- HA-03拡張パック第3弾 2017年5月27日に発売。
- HAX-02プルスウルトラパック vol.2 2017年12月23日に発売。

### 体感型謎解きゲーム
僕のヒーローアカデミア×謎解きゲーム ヒーローズ・デッドエンド・プログラム
2017年7月29日〜30日に東京のヒューリックホール、同年8月5日〜6日に名古屋の東別院ホール、同年8月19日〜20日・9月9日〜10日に大阪の読売テレビ本社ホールを会場にあそびファクトリーの主催・企画制作により開催された。
また、2018年6月2日〜6月3日に東京の大崎ブライトコアホールで、2019年10月14日にも同会場でリバイバル公演している（2019年10月13日にも予定されていたが令和元年東日本台風の影響で中止になった）
僕のヒーローアカデミア 戦術試験‐タクティクス・オーダー‐
2018年8月7日〜12月9日になぞともカフェ全店舗にて、ミッションCUBE（キューブ）と呼ばれる個室を会場に行われた。制作団体はバンダイナムコアミューズメント、制作協力はよだかのレコード。
僕のヒーローアカデミア ミステリウム・マンション-暗号解読プログラム-
2018年9月1日にNAZOLET（ナゾレット）という専用ブックレット（冊子）とWEBサイト（解答入力用）を用いてミッションクリアを目指す謎解きゲームブックが発売された。制作団体はバンダイナムコアミューズメント、制作協力はよだかのレコード。
僕のヒーローアカデミア×謎解きゲーム ヒーローズ・デストロイ・プロジェクト
2018年8月4日〜5日に東京の大崎ブライトコアホール、2018年8月25日〜26日に東京の品川インターシティホール、同年9月22日〜24日に大阪の読売テレビ本社ホールを会場にあそびファクトリーの主催・企画制作により開催された。
また、2019年12月7日〜12月8日に東京の大崎ブライトコアホールでリバイバル公演している。
僕のヒーローアカデミア Lock In EV（ロック イン エレベーター）
2020年2月21日〜6月28日になぞともカフェ全店舗にて、ミッションCUBE（キューブ）と呼ばれる個室を会場に行われる予定だったが、同年2月29日〜6月18日にかけては2019新型コロナウイルスの影響で休止になり、同年6月19日に再開され、同年9月27日まで延長開催された。制作はよだかのレコード。
僕のヒーローアカデミア×謎解きゲーム ヴィランズ・ハイドアウト・エスケープ
2020年3月7日〜8日・28日〜29日・11日〜12日に東京のパークタワーホールを会場にあそびファクトリーの主催・企画制作により開催予定だったが、2019新型コロナウイルスの影響で中止になった。
僕のヒーローアカデミア 見えない知能犯からの犯罪予告（インビジブル・ヴィランズ・ノーティス）
2021年1月2日〜2月28日に東京の渋谷マルイ6階イベントスペースに開設された「あそびファクトリーのあそび場」周辺を開催地としてあそびファクトリーの主催により行われた。
リアル脱出ゲーム×僕のヒーローアカデミア 巨大ロボ敵（ヴィラン）強襲の危機からの脱出　
2022年12月15日よりキット通販型としてプレイ開始された。予約販売はこれより以前に受注受付された。SCRAPによる制作のリアル脱出ゲーム。
僕のヒーローアカデミア 謎ファイル
持ち帰り型の体感型謎解きゲームグッズ。あそびファクトリーより発売。
- 2018年8月発売、全7種
  - 緑谷出久ver（謎制作：東京大学謎解き制作集団AnotherVision）
  - 麗日お茶子ver（謎制作：ニチョ謎）
  - 飯田天哉ver（謎制作：ハードナッツ）
  - 爆豪勝己ver（謎制作：よだかのレコード）
  - 轟焦凍ver（謎制作：ENIG-ROID）
  - 敵＜ヴィラン＞ver（謎制作：謎解敵＜ヴィラン＞連合）
  - オールマイトver（謎制作：よだかのレコードB-side）

- 2019年12月発売、全2種
  - 緑谷出久＆麗日お茶子＆轟焦凍ver「暗号解読試験『Δ』」（制作：よだかのレコード）
  - 爆豪勝己＆切島鋭児郎＆上鳴電気＆瀬呂範太ver「仮想敵＜ヴィラン＞；試運転」（制作：ハードナッツ）

- 2020年2月発売、全4種
  - 蛙吹梅雨ver「蛙吹梅雨のいつもよりちょっと長い休日」（制作：東京大学謎解き制作集団AnotherVision）
  - 耳郎響香ver「作戦名、“響”行突破」（制作：ENIG-ROID）
  - BIG3(通形ミリオ＆天喰環＆波動ねじれ)ver「BIGな休日」（制作：k-dush2）
  - プロヒーローver「レスキュー2×4」（制作：ニチョ謎）

- 2020年10月発売、全4種
  - 葉隠透ver「葉隠ちゃんとかくれんぼ!」（制作：algo）
  - トガ＆トゥワイスver「運び屋Ts」（制作：よだかのレコード）
  - 死穢八斎會ver「死穢八斎會アジト突入訓練」（制作：ideaL）
  - 敵＜ヴィラン＞ver2「敵＜ヴィラン＞襲撃対策指令」（制作：謎解敵＜ヴィラン＞連合）

### スタンプラリー
PLUS ULTRA スマッシュカンサイ セブンライナーズデジタルスタンプラリー
2019年12月6日〜2020年2月2日に、関西広域連合ならびにJR西日本・Osaka Metro・阪急電鉄などとのタイアップにより、位置情報アプリを活用したデジタルスタンプラリーを開催 。

## 書誌情報
全て集英社発行。

### 漫画本編
- 堀越耕平 『僕のヒーローアカデミア』〈ジャンプ コミックス〉、全42巻
  1. 「緑谷出久：オリジン」2014年11月9日発行（11月4日発売[集 1]）、ISBN 978-4-08-880264-0
  2. 「猛れクソナード」2015年1月10日発行（1月5日発売[集 2]）、ISBN 978-4-08-880297-8
  3. 「オールマイト」2015年4月8日発行（4月3日発売[集 3]）、ISBN 978-4-08-880335-7
  4. 「全てを持って生まれた男の子」2015年6月9日発行（6月4日発売[集 4]）、ISBN 978-4-08-880420-0
  5. 「轟 焦凍：オリジン」2015年8月9日発行（8月4日発売[集 5]）、ISBN 978-4-08-880449-1
  6. 「蠢く」2015年11月9日発行（11月4日発売[集 6]）、ISBN 978-4-08-880488-0
  7. 「爆豪勝己：オリジン」2016年2月9日発行（2月4日発売[集 7]）、ISBN 978-4-08-880607-5
    - ドラマCD同梱版 同日発行（同日発売[集 8]）、ISBN 978-4-08-908261-4

  8. 「八百万：ライジング」2016年4月9日発行（4月4日発売[集 9]）、ISBN 978-4-08-880654-9
  9. 「僕のヒーロー」2016年6月8日発行（6月3日発売[集 10]）、ISBN 978-4-08-880689-1
  10. 「オール・フォー・ワン」2016年9月7日発行（9月2日発売[集 11]）、ISBN 978-4-08-880779-9
  11. 「始まりの終わり 終わりの始まり」2016年11月9日発行（11月4日発売[集 12]）、ISBN 978-4-08-880809-3
  12. 「THE 試験」2017年2月8日発行（2月3日発売[集 13]）、ISBN 978-4-08-881004-1
  13. 「てめェの“個性”の話だ」2017年4月9日発行（4月4日発売[集 14]）、ISBN 978-4-08-881049-2
  14. 「オーバーホール」2017年6月7日発行（6月2日発売[集 15]）、ISBN 978-4-08-881175-8
  15. 「抗う運命」2017年9月9日発行（9月4日発売[集 16]）、ISBN 978-4-08-881202-1
  16. 「烈怒頼雄斗」2017年11月7日発行（11月2日発売[集 17]）、ISBN 978-4-08-881221-2
  17. 「ルミリオン」2018年2月7日発行（2月2日発売[集 18]）、ISBN 978-4-08-881320-2
  18. 「明るい未来」2018年4月9日発行（4月4日発売[集 19]）、ISBN 978-4-08-881380-6
  19. 「文化祭」2018年7月9日発行（7月4日発売[集 20]）、ISBN 978-4-08-881512-1
  20. 「開催文化祭!!」2018年9月9日発行（9月4日発売[集 21]）、ISBN 978-4-08-881566-4
  21. 「彼は何故立ち続けたか」2018年12月9日発行（12月4日発売[集 22]）、ISBN 978-4-08-881624-1
  22. 「受け継ぐモノ」2019年2月9日発行（2月4日発売[集 23]）、ISBN 978-4-08-881723-1
  23. 「ぼくらの大乱戦」2019年5月7日発行（5月2日発売[集 24]）、ISBN 978-4-08-881797-2
  24. 「All It Takes Is One Bad Day.」2019年8月7日発行（8月2日発売[集 25]）、ISBN 978-4-08-881880-1
  25. 「死柄木弔：オリジン」2019年12月9日発行（12月4日発売[集 26]）、ISBN 978-4-08-882074-3
  26. 「空、高く群青」2020年3月9日発行（3月4日発売[集 27]）、ISBN 978-4-08-882225-9
  27. 「One's Justice」2020年7月3日発売[集 28]、ISBN 978-4-08-882332-4
  28. 「破滅のボルテージ」2020年9月4日発売[集 29]、ISBN 978-4-08-882378-2
  29. 「爆豪勝己：ライジング」2021年1月4日発売[集 30]、ISBN 978-4-08-882474-1
  30. 「ダビダンス」2021年4月2日発売[集 31]、ISBN 978-4-08-882590-8
  31. 「緑谷出久と八木俊典」2021年8月4日発売[集 32]、ISBN 978-4-08-882729-2
  32. 「THE NEXT」2021年10月4日発売[集 33]、ISBN 978-4-08-882788-9
  33. 「A組からOFA（ワン・フォー・オール）へ」2022年2月4日発売[集 34]、ISBN 978-4-08-882846-6
  34. 「アメリカ」2022年5月2日発売[集 35]、ISBN 978-4-08-883066-7
  35. 「BATTLE FLAME」2022年7月4日発売[集 36]、ISBN 978-4-08-883161-9
  36. 「二つの赫灼」2022年10月4日発売[集 37]、ISBN 978-4-08-883261-6
  37. 「禦む者と侵す者」2023年2月3日発売[集 38]、ISBN 978-4-08-883428-3
  38. 「hopes」2023年6月2日発売[集 39]、ISBN 978-4-08-883553-2
  39. 「"個性"無き戦い」2023年11月2日発売[集 40]、ISBN 978-4-08-883662-1
  40. 「The End of An Era, And――」2024年4月4日発売[集 41]、ISBN 978-4-08-884007-9
  41. 「オーバーレイ」2024年8月2日発売[集 42]、ISBN 978-4-08-884169-4
  42. 「私が来た！」2024年12月4日発売[集 43]、ISBN 978-4-08-884349-0

### スピンオフ漫画
- 堀越耕平（原作）、根田啓史（漫画）『僕のヒーローアカデミア すまっしゅ!!』〈ジャンプ コミックス〉、全5巻
  1. 2016年4月9日発行（4月4日発売[集 44]）、ISBN 978-4-08-880667-9
  2. 2016年11月9日発行（11月4日発売[集 45]）、ISBN 978-4-08-880864-2
  3. 2017年6月7日発行（6月2日発売[集 46]）、ISBN 978-4-08-881116-1
  4. 2017年9月9日発行（9月4日発売[集 47]）、ISBN 978-4-08-881157-4
  5. 2017年11月7日発行（11月2日発売[集 48]）、ISBN 978-4-08-881173-4
- 堀越耕平（原作）、別天荒人（漫画）、古橋秀之（脚本） 『ヴィジランテ-僕のヒーローアカデミア ILLEGALS-』〈ジャンプ コミックス〉、全15巻
  1. 「俺がいる」2017年4月9日発行（4月4日発売[集 49]）、ISBN 978-4-08-881093-5
  2. 「断罪」2017年9月9日発行（9月4日発売[集 50]）、ISBN 978-4-08-881249-6
  3. 「先輩」2018年2月7日発行（2月2日発売[集 51]）、ISBN 978-4-08-881335-6
  4. 「家族」2018年4月9日発行（4月4日発売[集 52]）、ISBN 978-4-08-881428-5
  5. 「浪花の街に出張やで！」2018年9月9日発行（9月4日発売[集 53]）、ISBN 978-4-08-881547-3
  6. 「合理的な男」2019年2月9日発行（2月4日発売[集 54]）、ISBN 978-4-08-881739-2
  7. 「タワーを守れ！」2019年8月7日発行（8月2日発売[集 55]）、ISBN 978-4-08-881839-9
  8. 「雨と雲」2019年12月9日発行（12月4日発売[集 56]）、ISBN 978-4-08-882090-3
  9. 「卒業と進路」2020年3月9日発行（3月4日発売[集 57]）、ISBN 978-4-08-882240-2
  10. 「女王光臨」2020年9月9日発行（9月4日発売[集 58]）、ISBN 978-4-08-882395-9
  11. 「仮面武闘会」2021年1月9日発行（1月4日発売[集 59]）、ISBN 978-4-08-882484-0
  12. 「マイトシグナル」2021年4月7日発行（4月2日発売[集 60]）、ISBN 978-4-08-882610-3
  13. 「無貌の侵略」2021年10月9日発行（10月4日発売[集 61]）、ISBN 978-4-08-882747-6
  14. 「深淵に棲むもの」2022年5月7日発行（5月2日発売[集 62]）、ISBN 978-4-08-882859-6
  15. 「それぞれの未来」2022年7月9日発行（7月4日発売[集 63]）、ISBN 978-4-08-883177-0
- 堀越耕平（原作）、あきやま陽光（漫画） 『僕のヒーローアカデミア チームアップミッション』〈ジャンプ コミックス〉、全8巻
  1. 「始まれ新制度（ニューミッション）」2020年3月9日発行（3月4日発売[集 64]）、ISBN 978-4-08-882249-5
  2. 「ショーと焦凍くん」2021年4月7日発行（4月2日発売[集 65]）、ISBN 978-4-08-882249-5
  3. 「アニマル・パニック」2021年2月9日発行（2月4日発売[集 66]）、ISBN 978-4-08-882875-6
  4. 「ヒーロー達の日常」2022年10月9日発行（10月4日発売[集 67]）、ISBN 978-4-08-883262-3
  5. 「シュールヒロイズム」2023年6月7日発行（6月2日発売[集 68]）、ISBN 978-4-08-883626-3
  6. 「ゴーイング・マイウェイ」2024年4月9日発行（4月4日発売[集 69]）、ISBN 978-4-08-883828-1
  7. 「最高の一枚」2024年12月9日発行（12月4日発売[集 70]）、ISBN 978-4-08-884299-8
  8. 「英雄集結！」2025年5月7日発行（5月2日発売[集 71]）、ISBN 978-4-08-884458-9

### 小説
- 堀越耕平（原作）、誉司アンリ（著）『僕のヒーローアカデミア 雄英白書』 〈ジャンプ ジェイ ブックス〉
  1. 「1-A：授業参観」2016年4月4日発売[集 72]、ISBN 978-4-08-703391-5
  2. 「林間合宿：裏面」 2017年2月3日発売[集 73]、ISBN 978-4-08-703413-4
  3. 「寮生活24時」 2018年2月2日発売[集 74]、ISBN 978-4-08-703443-1

祭. 「それぞれの文化祭」 2019年5月1日発売、ISBN 978-4-08-703475-2
祝. 「雄英地下迷宮」 2020年9月4日発売、ISBN 978-4-08-703500-1
桜. 「泣かない赤鬼？」 2021年10月4日発売、ISBN 978-4-08-703517-9

### 関連書籍
- 『僕のヒーローアカデミア公式キャラクターブック Ultra Archive』2016年5月7日発行（5月2日発売[集 78]）、ISBN 978-4-08-880719-5 - 公式キャラクターブック
- 『僕のヒーローアカデミア 公式キャラクターブック2 Ultra Analysis』2019年10月9日発行（10月4日発売[集 79]）、ISBN 978-4-08-882128-3 - 公式キャラクターブック
- 『僕のヒーローアカデミア ファイナルファンブック Ultra Age』2025年5月7日発行（5月2日発売[集 80]）、ISBN 978-4-08-884309-4 - 公式キャラクターブック
- 『僕のヒーローアカデミア 公式イラスト集 Ultra Artworks』2025年6月9日発行（6月4日発売[集 81]）、ISBN 978-4-08-792621-7 - 公式イラスト集
- 堀越耕平 (原作) 、フジサワミカ (イラスト) 『ボールペンで描ける!僕のヒーローアカデミアかんたんイラストガイド』2021年12月発行[105]、ISBN 978-4-8342-5352-8 - イラストレーション技法書